# 2020 en Géorgie
Chronologie de la Géorgie
- 2016
- 2017
- 2018
- 2019
- 2020
- 2021
- 2022
- 2023
- 2024

Cette page recense des événements qui se sont produits durant l'année 2020 en Géorgie.

## Gouvernement
| Position | Officiel                               | Mandat                                   |
| --- | -------------------------------------- | ---------------------------------------- |
| Présidente                                                                                                  | Salomé Zourabichvili                   | Depuis 2018                              |
| Premier Ministre                                                                                            | Guiorgui Gakharia                      | Depuis 2019                              |
| Premier Vice Premier Ministre                                                                               | Maïa Tskitichvili                      | Depuis 2019                              |
| Seconde Première Ministre                                                                                   | Tea Tsouloukiani                       | Depuis 2019                              |
| Ministre des Affaires intérieures                                                                           | Vakhtang Gomelaouri                    | Depuis 2019                              |
| Ministre de la Justice                                                                                      | Tea Tsouloukiani                       | Depuis 2012                              |
| Ministre du Développement régional et de l'Infrastructure                                                   | Maïa Tskitichvili                      | Depuis 2018                              |
| Ministre des Affaires étrangères                                                                            | Davit Zalkaliani                       | Depuis 2018                              |
| Ministre des Finances                                                                                       | Ivané Matchavariani                    | Depuis 2018                              |
| Ministre de la Défense                                                                                      | Irakli Gharibachvili                   | Depuis 2019                              |
| Ministre de l’Économie et du Développement durable                                                          | Natela Tournava                        | Depuis 2019                              |
| Ministre de l’Éducation, des Sciences, de la Culture et du Sport                                            | Mikheïl Tchkhenkeli                    | Depuis 2019                              |
| Ministre de la Protection de l’environnement et de l'Agriculture                                            | Levan Davitachvili                     | Depuis 2018                              |
| Ministre des Déplacés internes des territoires occupés, du Travail, de la Santé et de la Protection sociale | Eka Tikaradzé                          | Depuis 2019                              |
| Ministre d'État pour la Réconciliation et l’Égalité civile                                                  | Ketevan Tsikhelachvili Tea Akhvlediani | 2018 - 22 mai 2020 Depuis le 6 août 2020 |
| Président du Gouvernement de la République autonome d'Abkhazie (en exil)                                    | Rouslan Abachidzé                      | Depuis 2019                              |
| Président du Gouvernement de la République autonome d'Adjarie                                               | Torniké Rijvadzé                       | Depuis 2018                              |

## Classement de la Géorgie
| Classement                                                    | Organisation | 2019 | 2020 | Notes |
| ------------------------------------------------------------- | --- | ---- | ---- | --- |
| Indice de liberté économique                                  | Heritage Foundation | 16   | 12   | Sur un total de 180 pays. |
| Indice des passeports                                         | Henley & Partners | 50   | 17   | Sur un total de 166 passeports. L'indice calcule la « force » du passeport national, ou la liberté de voyage des citoyens d'un pays. |
| Indice des objectifs de développement durable                 | Organisation des Nations unies                                                                                          | 73   | 58   | L'indice, publié annuellement par l'ONU, classifie 166 États membres selon la mise en œuvre des Objectifs de développement durable. |
| Economic Freedom of the World                                 | Institut Fraser | 12   | 8    | Sur 162 pays. |
| Global Innovation Index                                       | Université Cornell Institut européen d'administration des affaires Organisation mondiale de la propriété intellectuelle | 48   | 63   | Sur 131 pays. |
| Index intégré pour le développement postal                    | Union postale universelle                                                                                               | 46   | 42   | Sur 170 pays. |
| Freedom on the Net                                            | Freedom House | 10   | 7    | |
| Global Sustainable Competitiveness Index                      | SolAbility | 35   | 37   | Calculé sur 180 pays, l'indice mesure la compétitivité du durable de chaque économie nationale en utilisant les ressources du FMI et de la Banque mondiale.                                                                              |
| Government Defense Integrity Index/Central and Eastern Europe | Transparency International                                                                                              |      | 3    | Calculé sur 15 pays d'Europe centrale et orientale, du Caucase et des Balkans. L'indice mesure le niveau de corruption dans le secteur de la défense. Seules la Lettonie et la Macédoine du Nord ont un score plus élevé que la Géorgie. |
| Cato Institute                                                | Human Freedom Index | 41   | 40   | Classé sur 162 pays. |

## Chronologie

### Janvier

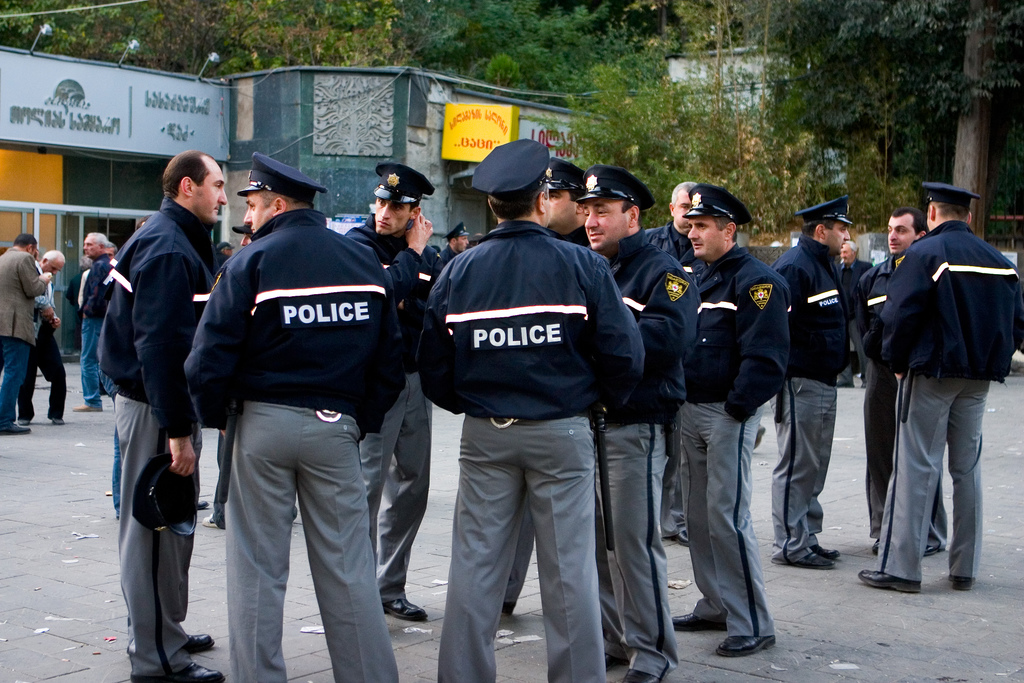
5 janvier : un officier de la police nationale est arrêté pour le meurtre d'un citoyen de 24 ans lors d'une querelle. Un autre suspect sera arrêté le 9 janvier.

- 5 janvier : un officier de la police nationale est arrêté pour le meurtre d'un citoyen de 24 ans lors d'une querelle. Un autre suspect sera arrêté le 9 janvier. De nombreuses ONG demandent l'implication du Bureau d'Inspecteur d'État, l'organisme chargé d'enquêter la violence policière, dans l'enquête[2].
- 6 janvier : près de 70 Iraniens organisent une vigile devant l'Ambassade d'Iran en Géorgie pour protester l'attaque aérienne à l'aéroport de Bagdad en 2020 qui cause la mort de Qassem Soleimani[3].
- 9 janvier : 
  - le Ministère de l’Éducation, des Sciences, de la Culture et du Sport annonce un programme de financement de 4 millions GEL pour financer l'éducation supérieure d'étudiants vivant près de la ligne d'occupation avec l'Ossétie du Sud et l'Abkhazie[4].
  - le gouvernement géorgien annule le contrat de construction du port d'eau profonde d'Anaklia accordé à la compagnie Anaklia Development Consortium, à la suite de l'échec de cette dernière de sécurise son financement. Le Ministère du Développement régional et de l'Infrastructure annonce la recherche d'une nouvelle compagnie à qui offrir le contrat[5].
  - des dizaines de manifestants protestent contre le gouvernement séparatiste d'Abkhazie et capturent le palais présidentiel de Sokhoumi, accusant le de facto président de corruption et de fraude électorale. Le parlement local demande la démission de Raul Khadjimba[6].
- 10 janvier : La Cour suprême d'Abkhazie annule les résultats des élections présidentielles de 2019, ordonnant une nouvelle élection et laissant temporairement Raoul Khadjimba au pouvoir par intérim[7].
- 13 janvier : Raoul Khadjimba démissionne comme président d'Abkhazie. Le Premier Ministre Valeri Bganba devient président par intérim avant l'élection du 22 mars[8].
- 14 janvier : Les forces russes avancent leur position sur territoire géorgien près du village de Tchortchana[9].
- 16 janvier : 
  - Les dirigeants de l'opposition abkhaze, responsable du renversement du gouvernement quelques jours auparavant, annoncent être prêt à entamer des pourparlers avec Tbilissi. Le gouvernement géorgien accueille cette déclaration[10].
  - Kelly Degnan, la nouvelle ambassadrice des États-Unis en Géorgie, est inaugurée dans sa position, la première ambassadrice depuis 2018.

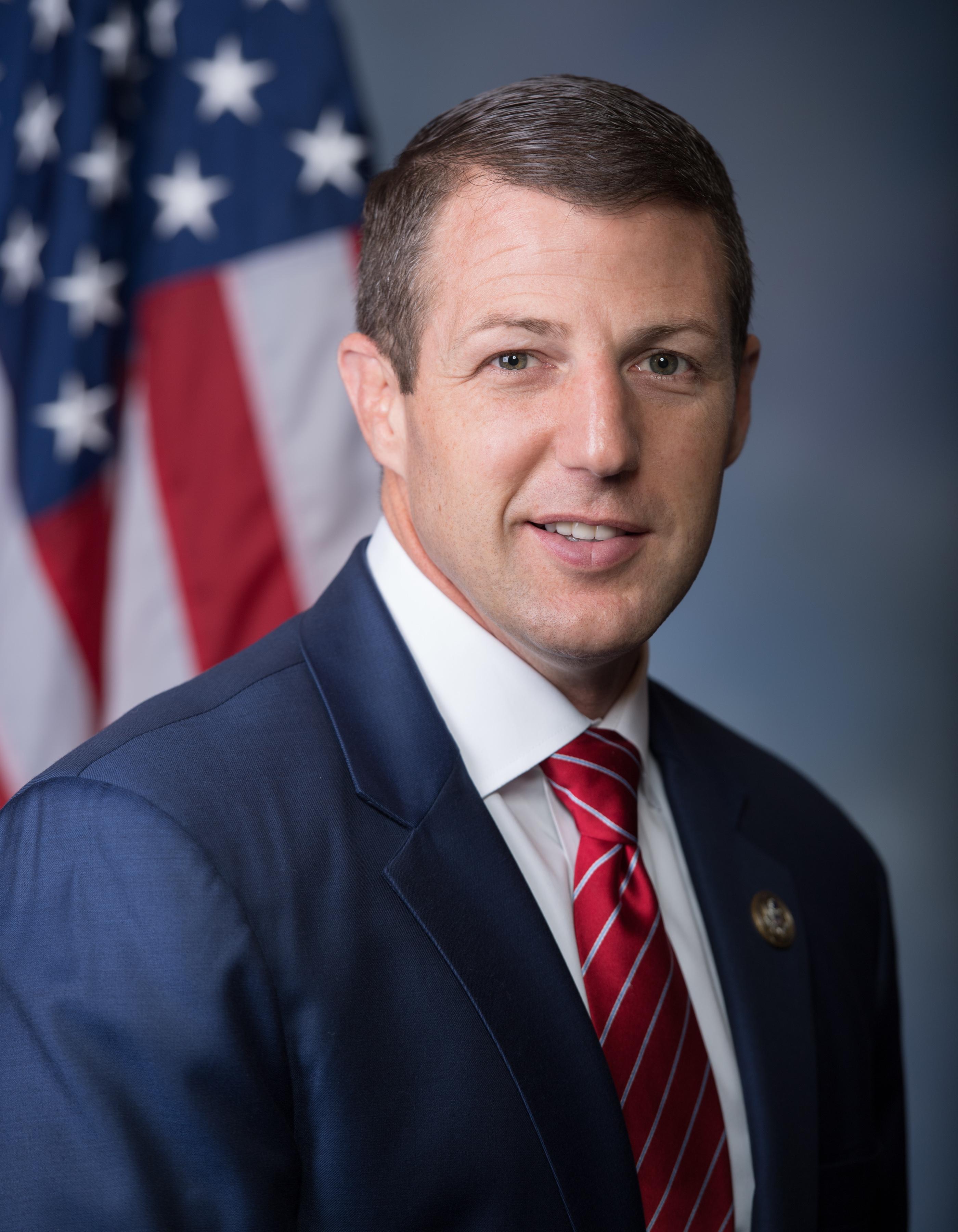
20 janvier : Markwayne Mullin, membre de la Chambre des représentants des États-Unis, accuse le gouvernement géorgien de renoncer à ses progrès démocratiques et capitalistes.

- 20 janvier : Markwayne Mullin, membre de la Chambre des Représentants des États-Unis, accuse le gouvernement géorgien de renoncer à ses progrès démocratiques et capitalistes[11].
- 21 janvier : 
  - Les forces russes avancent leur position sur territoire géorgien près de village de Gougoutiantkari[12].
  - Quatre membres du Congrès des États-Unis envoient une lettre au Premier Ministre géorgien décrivant leurs préoccupations sur l'état de la démocratie en Géorgie[13].
- 22 janvier : L'Ombudsman Nino Lomdjaria et la Ministre de la Justice Tea Tsouloukiani s'opposent publiquement à la suite de la publication d'un rapport par Lomdjaria sur l'état des prisons géorgiennes. L'Ombudsman accuse la ministre d'avoir violer la loi sur la surveillance gouvernementale après avoir publier une vidéo montrant une rencontre entre un avocat de la défense et un prisonnier[14].
- 23 janvier : Brian Babin, membre du Congrès des États-Unis (R-Texas), envoie une lettre au gouvernement géorgien soulignant ses préoccupations au sujet du développement démocratique de la Géorgie. Cette lettre se déroule dans le contexte du conflit entre Tbilissi et la compagnie pétrolière Frontera Resources[15].
- 25 janvier : Roger Wicker, sénateur des États-Unis (R-Mississippi), envoie une lettre au gouvernement géorgien pour se plaindre des développements démocratiques de Géorgie et du conflit entre Tbilissi et la compagnie pétrolière Frontera Resources[16].
- 26 janvier : Le parti d'opposition Alliance des Patriotes manifeste et demande l'interdiction des ONG américaines National Democratic Institute et International Republican Institute, que les protestataires accusent d'interférence dans les affaires internes de Géorgie[17].
- 27 janvier : 
  - L'ancien maire de Batoumi Guiorgui Ermakov (2014-2017) est envoyé en prison pour détournement de fonds publics[18].
  - Levan Izoria, chef des services d'intelligence, démissionne à la suite d'un scandale impliquant l'arrêt de son frère en 2014 et son intervention en tant que vice-ministre des Affaires intérieures pour le libérer[19].

30 janvier : l'Assemblée parlementaire du Conseil de l'Europe adopte une résolution soutenant les réformes démocratiques de la Géorgie, tout en exprimant son inquiétude sur le système juridique national.

  - Le ministre des Affaires étrangères David Zalkaliani adresse l'Assemblée parlementaire du Conseil de l'Europe et demande l'accès aux territoires séparatistes d'Abkhazie et d'Ossétie du Sud par les organisations internationales[20].
- 28 janvier : 
  - La Présidente Salomé Zourabichvili adresse l'Assemblée parlementaire du Conseil de l'Europe à Strasbourg et décrie la grave situation des droits de l'Homme en Abkhazie et Ossétie du Sud[21].
  - L'Office du Procureur d'État conclut son enquête sur la mort de Temirlan Matchalikachvili, un jeune homme tué dans la région montagneuse de Pankissi lors d'une opération anti-terroriste des forces spéciales géorgiennes. Le Procureur n'implique pas les officiers de l'ordre, assurant que Matchalikachvili était une menace lors de l'opération[22].
  - Pete Olson, membre du Congrès des États-Unis, accuse le gouvernement géorgien de politique pro-russe. Olson est rapidement critiqué en Amérique et en Géorgie pour avoir reçu des donations électorales de Frontera Resources, la compagnie pétrolière au cœur d'un conflit juridique avec Tbilissi[23].
- 29 janvier : 
  - Les sénateurs américains Jim Risch et Jeanne Shaheen rédigent une lettre au gouvernement géorgien démontrant leur concernement sur le développement démocratique de la Géorgie[24].
  - Trente employés de l'Agence du Service social sont limogés un an après une grève nationale des employés sociaux. Le Ministère du Travail attribue ce changement à la décision gouvernementale de séparer l'Agence du Ministère[25].

- 30 janvier : l'Assemblée parlementaire du Conseil de l'Europe adopte une résolution soutenant les réformes démocratiques de la Géorgie, tout en expressant son inquiétude sur le système juridique national[26].

### Février
- 3 février : un incendie cause la mort de cinq personnes (une mère et ses enfants) en Géorgie occidentale. Le Parlement observe une minute de silence et l'opposition annule ses manifestations jusqu'au 6 février.
- 4 février : le ministre des Affaires étrangères David Zalkaliani visite les États-Unis pour rencontrer les membres du Congrès américain derrière une série de critiques contre le gouvernement géorgien.
- 5 février : 
  - Le député RG Karlo Kopaliani quitte sa position après avoir été nommé chef de l'administration de l'Université technique géorgienne.
  - Deux principaux géorgiens d'école en Ossétie du Sud sont limogés par les autorités séparatistes, menant à l'accusation par Tbilissi d'une politique de « russification » de la région par Moscou et Tskhinvali.
- 10 février : 
  - Le président du Parlement Artchil Talakvadzé conclut sa visite aux États-Unis, où il rencontre les membres du Congrès derrière les critiques contre la situation démocratique géorgienne.
  - Guigui Ougoulava, chef du parti d'opposition GE et ancien maire de Tbilissi, est emprisonné pour plus de 3 ans après avoir été incriminé par la Cour suprême dans un cas de détournement de près de 48 millions de laris durant sa tenure comme maire. Sa détention est largement critiquée par l'opposition politique, les ONG géorgiennes et la communauté internationale. L'opposition quitte les négociations électorales avec le parti au pouvoir, menant la Présidente Salomé Zourabichvili à inviter les différents partis politiques à retourner aux pourparlers. L'ombudsman géorgien Nino Lomdjaria lie la condamnation aux nominations controversielles à la Cour suprême de juges par le parti au pouvoir en 2019, l'un des nouveaux juges étant le procureur d'État responsable de l'enquête sur Ougoulava.

- 11 février : 

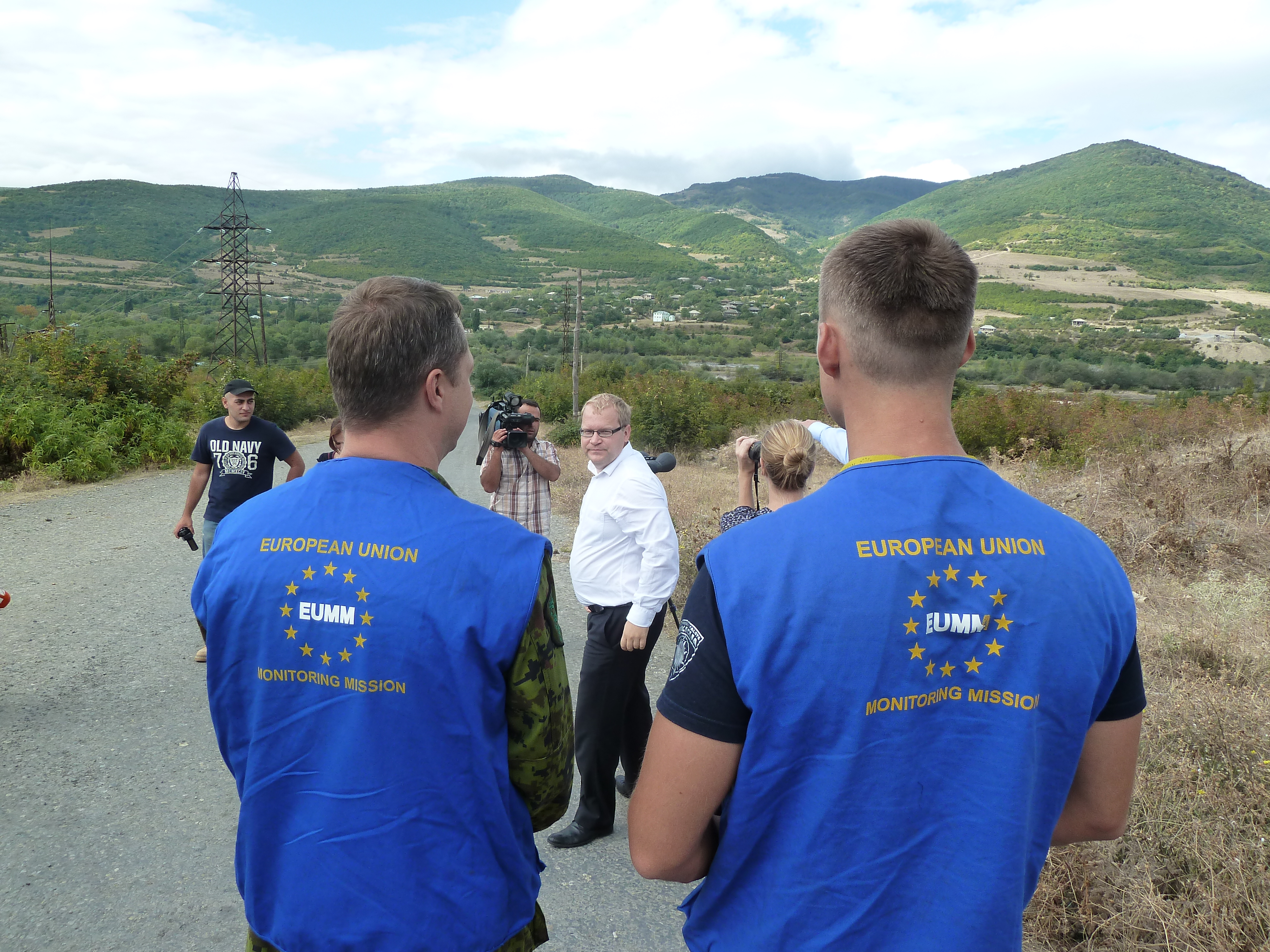
11 février : Le diplomate polonais Marek Szczygieł est nommé chef de la Mission d'observation de l'Union européenne en Géorgie, chargée de surveiller les zones de conflit d'Abkhazie et d'Ossétie du Sud.

  - Le diplomate polonais Marek Szczygieł est nommé chef de la Mission d'observation de l'Union européenne en Géorgie, chargée de surveiller les zones de conflit d'Abkhazie et d'Ossétie du Sud.
  - L'opposition unie annonce une large manifestation devant le Parlement à Tbilissi pour le 4 avril, en réponse à l'emprisonnement de Guigui Ougoulava.
  - Randy Weber, membre du Congrès des États-Unis (R-TX), accuse la Géorgie de rétrogradation dans son progrès démocratique.
- 12 février : l'ancien maire de Marneouli accusé de traitement inhumain d'un opposant politique en 2018, Temour Abazov, est acquitté par la cour municipale de Roustavi.
- 14 février : le Premier ministre Guiorgui Gakharia rencontre le Secrétaire américain de la Défense Mark Esper à Munich, rencontre durant laquelle Esper apporte son soutien au gouvernement géorgien et commence à mettre un terme au conflit diplomatique entre Tbilissi et Washington[27].
- 17 février : 
  - Trois candidats sont enregistrés comme candidats aux élections présidentielles d'Abkhazie du 22 mars. Parmi eux, Aslan Bjania, chef de l'opposition en faveur d'une ouverture envers Tbilissi[28].
  - Les autorités séparatistes d'Ossétie du Sud confisquent les médicaments de provenance géorgienne, menant à une crise humanitaire dans la province et une large condamnation par Tbilissi. La présidente Salomé Zourabichvili s'adresse à l'Organisation mondiale de la Santé pour demander de l'aide[29].
  - Des journalistes manifestent devant le Parlement géorgien pour demander aux autorités de mettre un terme à la pression sur l'indépendance éditoriale de la chaîne publique Adjara TV[30].
- 18 février : 
  - Irakli Chotadzé, ancien procureur général qui démissionne en 2018 après un large scandale sur une enquête controversielle sur le meurtre de deux adolescents, est renommé par le Parlement pour un nouveau mandat dans un vote boycotté par l'opposition[31].
  - Valeri Guelachvili, un ancien député (1999-2006, 2012-2016), regagne son poste après être inauguré pour remplacer un député qui quitte son poste pour devenir recteur d'université. Guelachvili appartient à la majorité RG[32].

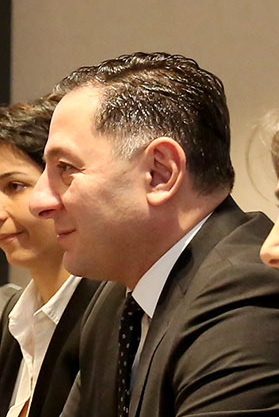
19 février : Vakhtang Gomelaouri, ministre des Affaires intérieures, est nommé Secrétaire du Conseil de Sécurité nationale.

- 19 février : Vakhtang Gomelaouri, ministre des Affaires intérieures, est nommé Secrétaire du Conseil de Sécurité nationale[33].
- 20 février : 
  - Vano Merabichvili, ancien Premier ministre en prison pour fraude électorale, est libéré. Il promet de renverser le gouvernement et revenir au pouvoir[34].
  - La Géorgie, les États-Unis, la Grande-Bretagne et l'Union européenne accusent la Russie d'être derrière une cyber-attaque sur des milliers de sites gouvernementaux, journalistiques et privés en octobre 2019[35].
  - Sophio Katsarava, une ancienne député RG qui quitte la majorité gouvernementale après l'échec d'une réforme éléctorale, est nommée ambassadrice en Grande-Bretagne. Levan Izoria, ancien ministre de la Défense qui démissionne à la suite d'un scandale, devient ambassadeur en Allemagne. David Dondoua est nommé ambassadeur en Grèce.
- 25 février : 
  - Le Conseil européen approuve un nouveau mandat pour Toivo Klaar comme Représentant spécial de l'UE pour le Caucase du Sud jusqu'en 2021[36].
  - Par crainte de la propagation du Coronavirus, l'Abkhazie ferme ses de facto frontières aux Géorgiens et à tout étranger, sauf les citoyens russes[37].
- 26 février : 
  - Tbilissi annonce que la 103e session du Comité des Ministres du Conseil de l'Europe se déroulera en mai à Strasbourg au lieu de la Géorgie, par crainte que la visite potentielle du ministre russe Sergueï Lavrov dans le cadre de la session soit en violation de la Loi géorgienne sur l'Occupation russe de l'Abkhazie et de Tskhinvali[38].
  - Le premier cas de Covid-19 est confirmé en Géorgie. Un citoyen géorgien revenant d'Iran par l'Azerbaïdjan est interpellé à la frontière après avoir des symptômes de la maladie. Le gouvernement forme un Conseil de Coordination entre les différentes agences gouvernementales pour superviser le début de l'épidémie en Géorgie[39].
- 27 février : 
  - Tskhinvali annonce la fermeture des points de passage entre la Géorgie propre et l'Ossétie du Sud à la suite du premier cas de Covid-19[40].
  - À l'insistance des diplomates occidentaux, l'opposition et le parti RG au pouvoir résument leurs négociations sur le système éléctoral du pays, boycottées par l'opposition depuis l'arrêt de l'ancien maire de Tbilissi Guigui Ougoulava le 10 février[41].
- 28 février : 
  - Un second cas de Covid-19 est détecté chez une femme ayant récemment visité l'Italie. Sa situation est dite stable[42].
  - Des journalistes de la chaîne publique Adjara TV protestent en direct, accusant le Service de Sécurité d'État de prendre contrôle de la chaîne télévisée[43].
- 29 février : 
  - Un troisième cas de Covid-19 est détecté chez un homme retournant d'Iran via l'Azerbaïdjan. Ce cas est lié directement au premier cas détecté le 26 février[44].
  - Le maire et président du Conseil municipal de Bordjomi sont arrêtés pour corruption[45].

### Mars
- 2 mars : 

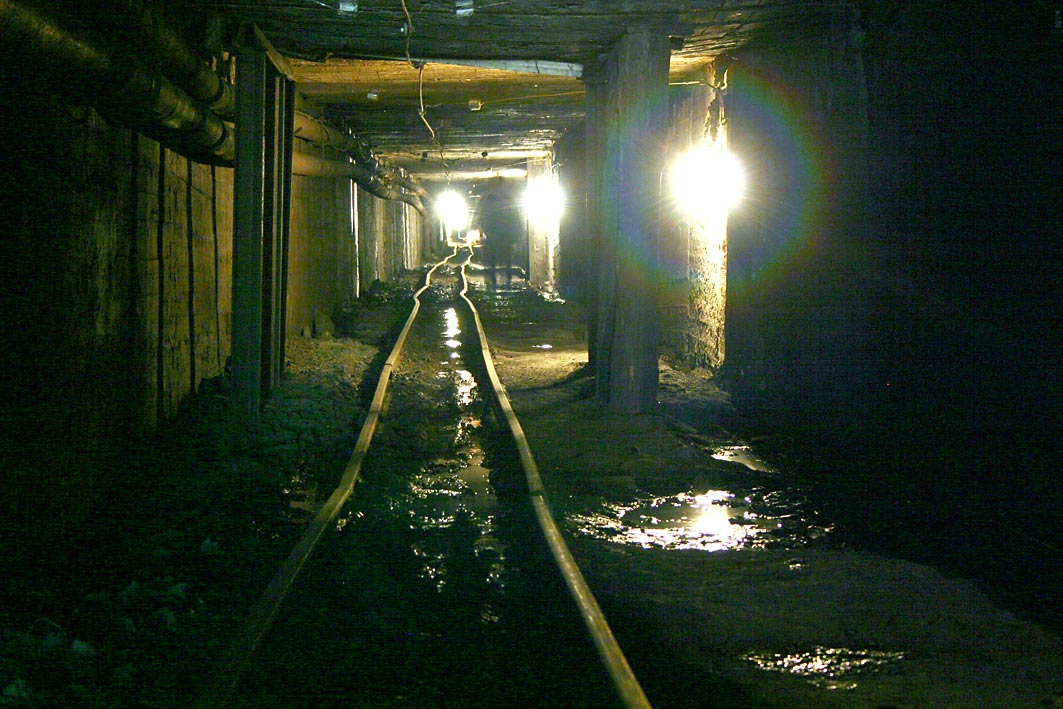
2 mars : L'Ombudsman apporte son soutien aux protestataires du village de Choukrouti (Iméréthie) qui manifestent contre les travaux de la mine de manganèse de Choukrouti et leurs conséquences écologiques néfastes.

  - L'Ombudsman public apporte son soutien aux protestataires du village de Choukrouti (Iméréthie) qui manifestent contre les travaux de la mine de manganèse de Choukrouti et leurs conséquences écologiques néfastes[46].
  - Aslan Bjania, chef de l'opposition en Abkhazie séparatiste et favori pour les élections présidentielles du 22 mars, est hospitalisé. Certains assument qu'il est à nouveau empoisonné (il est empoisonné une première fois en 2019)[47].
  - Les autorités séparatistes de Tskhinvali ferment les frontières de l'Ossétie du Sud aux citoyens de 60 pays. La Russie, qui a déjà plusieurs cas de Covid-19 confirmés, n'entre pas dans la liste.
- 3 mars : 
  - Le Premier ministre arménien Nikol Pachinian visite la Géorgie pour entretenir des discussions sur la sécurité régionale avec son homologue géorgien[48].
  - Des manifestants à Sokhoumi demandent la démission du président intérimaire de facto Valeri Bganba à la suite de l'empoisonnement supposé de son opposant, Aslan Bjania[49].
- 4 mars : 
  - Valeri Bganba convoque l'ambassadeur russe en Abkhazie pour réclamer des punitions par la Russie sur les agences de presse russes qui diffusent des rumeurs sur l'empoisonnement supposé d'Aslan Bjania, chef de l'opposition abkhaze[50].

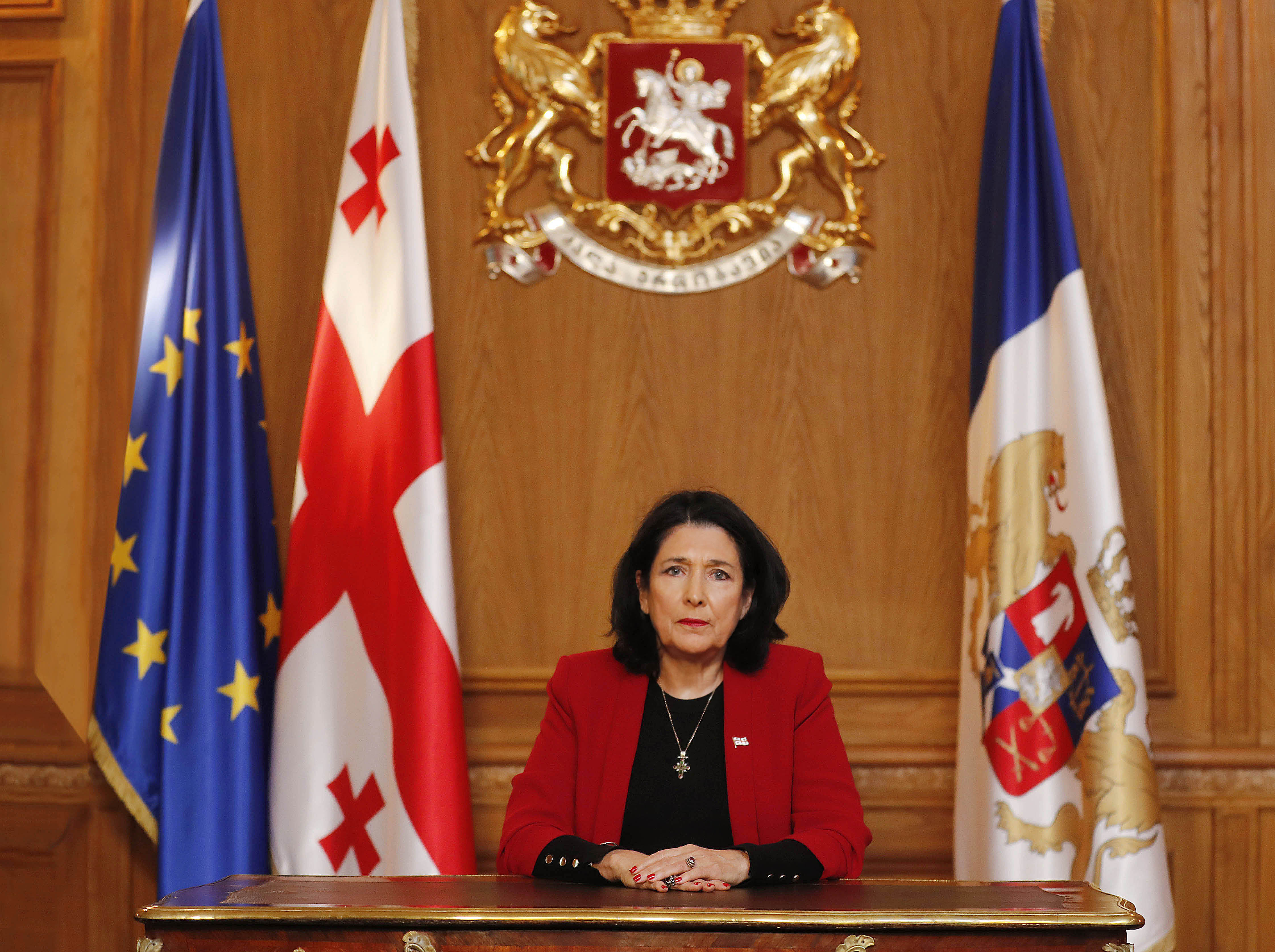
La Présidente Salomé Zourabichvili déclare un état d'urgence, autorisant le gouvernement géorgien d'abroger la liberté d'assemblée, de mouvement et de propriété afin de combattre l'épidémie du nouveau Coronavirus.

  - La Présidente Salomé Zourabichvili prononce son discours annuel au Parlement de Géorgie durant lequel elle souligne sa volonté de présenter de nouvelles ouvertures à Bruxelles afin d'entrer dans l'Union européenne, ainsi que d'offrir des ouvertures vers des négociations avec la Russie pour mettre un terme au conflit russo-géorgien[51].
- 5 mars : 
  - L'ONG américaine Freedom House publie son rapport annuel sur la situation démocratique dans le monde. La Géorgie reste « partiellement libre », comme en 2019, avec un score de 61/100 (contre 63/100 en 2019)[52].
  - Zourab Adeïchvili, ancien Procureur général (2004-2008), est condamné à deux ans de prison in absentia pour la fermeture en 2004 d'une télévision privée. Adeïchvili vit en asile politique en Hongrie[53].
  - Un groupe de 26 membres du Parlement européen écrivent une lettre au Premier ministre Guiorgui Gakharia présentant leurs soucis sur le développement démocratique de la Géorgie[54].
  - Au Conseil de Sécurité de l'ONU, les membres estoniens, américains et britanniques condamnent la cyber-attaque russe sur la Géorgie d'octobre 2019[55].
  - L'ONG française Reporters sans frontières alerte le Conseil de l'Europe sur le développement au sein de la télévision publique régionale Adjara TV, dont les journalistes accusent les autorités de tenter d'abroger son indépendance éditoriale[56].
  - La Géorgie rejoint la Malware Information Sharing Platform, une agence de l'OTAN cofinancée par l'UE qui sert de plateforme au partage d'informations sur les menaces cyber[57].
  - Six nouveaux cas du Coronavirus sont détectés chez des Géorgiens récemment en voyage en Italie. Le nombre total de cas augmente à 9[58].
- 6 mars : Le gouvernement suspend les vols directs avec l'Italie et oblige tout voyageur venant de régions désignées comme zones de risque par l'Organisation mondiale de la Santé de se soumettre à une quarantaine de deux semaines.
- 7 mars : Trois nouveaux cas du Covid-19 sont détectés dans un groupe ayant eu des contacts avec les patients de retour d'Italie, élevant le total de cas du Coronavirus à 12[59].
- 8 mars : Le parti au pouvoir (RG) et l'opposition anti-gouvernementale atteignent un accord sur le système électoral pour les élections parlementaires de 2020 après des mois de négociations sous la supervision des diplomates occidentaux. Le mémorandum signé par les partis envisage un système mixte avec 120 députés élus dans un système proportionnel et 30 majoritaires[60].
- 9 mars : Deux nouveaux cas de Coronavirus sont détectés. L'un des patients est de retour d'Espagne et l'autre est un proche d'un autre infecté. 15 cas du Covid-19 sont présents en Géorgie[61].
- 10 mars : 
  - L'opposition et le parti au pouvoir se confrontent sur la libération de certains criminels qui sont considérés par l'opposition comme « prisonniers politiques », dont l'ancien maire de Tbilissi Guigui Ougoulava. Le gouvernement nie s'être accordé sur le sujet lors de l'Accord du 8 mars, tandis que l'opposition prétend avoir reçu l'assurance d'un pardon pour ces prisonniers par la Présidente Salomé Zourabichvili[62].
  - Avec huit nouveaux cas, la Géorgie compte 25 patients infectés du Covid-19. Ces nouveaux cas ont tous été infectés à la suite de contacts avec un groupe venant d'Italie. L'un de ces cas est Nikoloz Gamkrelidzé, docteur et fils du directeur du Centre national pour le contrôle des maladies[63].
- 11 mars : L'Abkhazie séparatiste annonce la fermeture du pont de l'Engouri, le seul point de passage entre la région et la Géorgie propre, par peur du Coronavirus[64].
- 12 mars : à la suite de la déclaration d'une pandémie du Coronavirus par l'OMS, le Premier ministre Gakharia annonce l'établissement d'un régime d'urgence pour le gouvernement géorgien, obligeant chaque agence gouvernementale de travailler 24/24[65].

- 13 mars : 

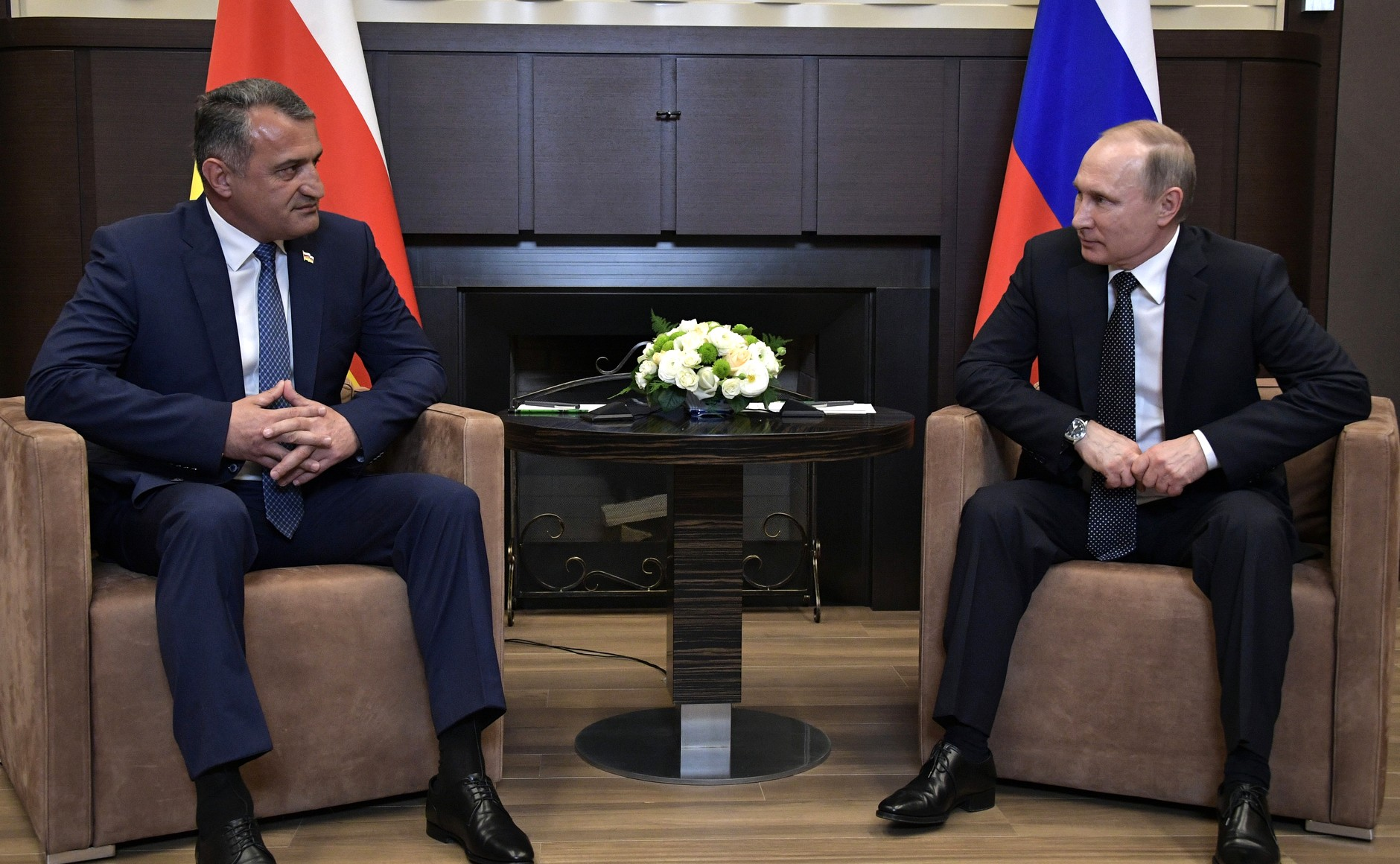
13 mars : Le chef séparatiste Anatoli Bibilov de Tskhinvali visite Moscou, où il rencontre Vladimir Poutine, afin de demander de nouvelles subventions financières.

  - Le gouvernement géorgien annonce un plan économique pour rendre secours au secteur privé dans la pandémie de Covid-19. Le plan inclut six étapes pour aider le secteur touristique, les petites entreprises et les individus en dette pour un total de 1 000 000 000 laris[66].
  - Le chef séparatiste Anatoli Bibilov de Tskhinvali visite Moscou, où il rencontre Vladimir Poutine, afin de demander de nouvelles subventions financières[67].
  - 11 membres du Parlement européen demandent à la Présidente Salomé Zourabichvili de faire clémence à l'ancien maire de Tbilissi Guigui Ougoulava, en prison pour vol de fonds publics[68].
  - La journaliste Teona Bakouridzé, une critique vocale de l'influence gouvernementale sur la chaîne publique Adjara TV, est limogée par le télédiffuseur, menant à une nouvelle vague de critiques par les ONG contre la nouvelle direction de la télévision[69].
- 16 mars : Les Discussions internationales de Genève, le format de négociations pour mettre un terme aux conflits séparatistes de Géorgie, sont reportées dû au Coronavirus[70].
- 17 mars : 
  - La Banque centrale de Géorgie introduit une série de mesures pour réduire l'implication de l'État dans le système de gestion de crédit individuel, une continuation de la politique libérale financière des autorités centrales[71].
  - La juge Nino Kadaguidzé est élue présidente de la Cour suprême de Géorgie par le Parlement. Kadaguidzé est une figure controversée, ayant servi comme juge durant le gouvernement autoritaire de Mikheïl Saakachvili.
- 20 mars : 
  - La Géorgie nomme le vice-ministre de la Justice Gotcha Lortkipanidzé à une candidature pour juge à la Cour pénale internationale[72].
  - Le nombre de cas de Covid-19 s'élève à 42[73].
  - La Géorgie ferme son espace aérien pour combattre la pandémie du Coronavirus[74].
  - Le Ministère de la Santé place en quarantaine toute personne revenant de l'étranger[75].

- 21 mars :
  - La Présidente Salomé Zourabichvili déclare un état d'urgence, autorisant le gouvernement géorgien d'abroger la liberté d'assemblée, de mouvement et de propriété afin de combattre l'épidémie du nouveau Coronavirus. Le Parlement vote à l'unanimité pour approuver l'état d'urgence, mais l'Église orthodoxe géorgienne refuse de fermer les portes de ses églises pour les messes du dimanche[76].
  - Le nombre de cas de Covid-19 en Géorgie s'élève à 49.
- 22 mars : 
  - Le nombre de cas infectés par le Coronavirus tombe à 46. Aucun mort n'est déclaré pour le moment, mais un cas critique existe.
  - Le gouvernement place en quarantaine les municipalités de Bolnissi et de Marneouli après la découverte d'une patiente infectée ayant eu des rapports avec plus de 80 personnes à la suite de son infection.
- 23 mars : 
  - L'Abkhazie séparatiste annonce l'élection d'Aslan Bjania comme nouveau président. Bjania est un ancien chef de l'opposition en faveur de l'ouverture d'un dialogue avec Tbilissi.
  - Le Ministère de l'Économie annonce un programme de subventions des prêts entrepris par les hôtels de moins de 50 chambres[77].
  - Le gouvernement ferme le transport public entre municipalités pour empêcher la contamination des régions[78].
  - La fermeture des écoles est prolongée jusqu'au 21 avril[79].
  - Le nombre de cas de Covid-19 s'élève à 61 à la suite de la détection du Coronavirus dans un groupe de Géorgiens de retour des États-Unis[80].
- 24 mars : 67 cas du Covid-19 ont été détectés en Géorgie depuis le 26 février. À la suite de neuf patients guéris et aucune fatalité, le nombre de patients infectés est à 58[81].
- 25 mars : 
  - Avec des nouveaux cas venant de la municipalité de Marneouli en quarantaine, le nombre de patients infectés par le Coronavirus augmente à 75. Mais avec dix guéris et deux patients étrangers de retour en Autriche, il y a désormais 63 cas infectés, l'un des plus bas taux en Europe (derrière seulement la Biélorussie, le Vatican, Monaco, le Liechtenstein et le Monténégro)[81].
  - Le Laboratoire Lugar, fondation de la bataille nationale contre le nouveau Coronavirus, annonce être capable de tracer l'origine d'une infection de Covid-19 en analysant la séquence génétique du virus. Cette découverte permet aux autorités de détecter précisément l'origine d'un cas[82].

- 26 mars :

22 mars : Le gouvernement place en quarantaine les municipalités de Bolnissi et de Marneouli après la découverte d'une patiente infectée ayant eu des rapports avec plus de 80 personnes à la suite de son infection.

  - Quatre nouveaux cas du Covid-19 sont détectés, notamment chez une femme enceinte à la municipalité en quarantaine de Marneouli. Le nombre de total de patients actifs s'élève à 66, dont cinq enfants[81].
  - La Banque de développement asiatique offre son soutien financier au gouvernement géorgien face à la pandémie du Coronavirus[83].
  - Des dizaines d'activistes de l'opposition se réunissent à Zougdidi, en violation de l'état d'urgence du 21 mars qui interdit tout groupement de plus de 10 personnes[84].
- 27 mars : Un état d'urgence est déclaré par le gouvernement séparatiste d'Abkhazie jusqu'au 20 avril, en préparation de la pandémie de Covid-19[85].
- 30 mars : 
  - Le gouvernement géorgien impose un couvre-feu national, de 21:00 à 06:00, et une quarantaine nationale[86].
  - Une résidente de l'Abkhazie séparatiste est infectée du Covid-19. La région de Gali est mise en quarantaine par Sokhoumi, tandis que la patiente est traitée en Géorgie propre[87].

### Avril
- 2 avril : Le Conseil ministèriel de l'OTAN vote pour approuver une série de mesures afin d'approfondir les relations entre l'Alliance et la Géorgie, dont un plan pour unir l'espace aérien militaire entre les deux[88].
- 3 avril : Khvitcha Kikilachvili, juge régional, est élu par la Cour suprême de Géorgie comme juge à la Cour constitutionnelle de Géorgie. Le vote est controversé durant une quarantaine nationale qui limite l'implication de la société civile[89].
- 4 avril : 159 cas de Covid-19 dans le pays, dont 29 guéris, 10 nouveaux cas et le premier décès d'une femme âgé souffrant de maladie chronique[81].
- 5 avril : 174 cas de Covid-19 en Géorgie, dont 30 guéris, 15 nouveaux cas et deux décès[81].
- 6 avril : 188 cas de Covid-19 en Géorgie, dont 36 guéris, 14 nouveaux cas et deux décès[81].

- 7 avril : 

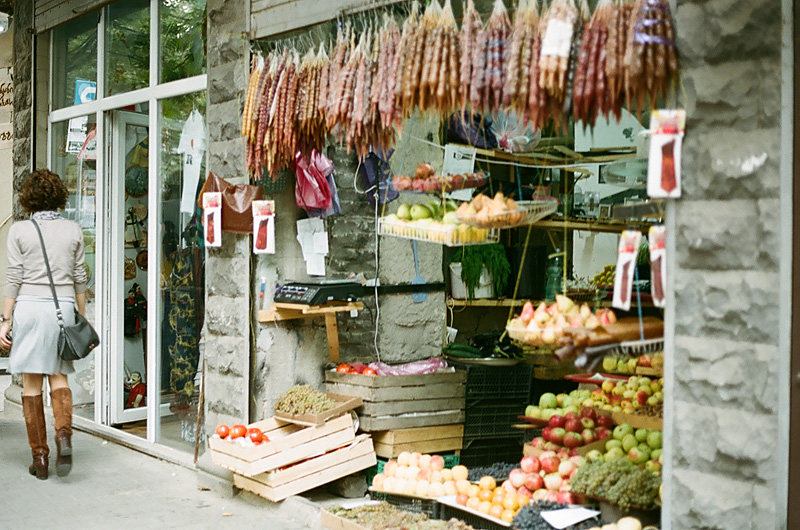
7 avril : Les marchés de nourriture se ferment dans la capitale Tbilissi dans le cadre des nouvelles mesures pour contenir le nouveau Coronavirus.

  - 195 cas de Covid-19 en Géorgie, dont 39 guéris, et trois décès[81].
  - Les marchés de nourriture se ferment dans la capitale Tbilissi dans le cadre des nouvelles mesures pour contenir le nouveau Coronavirus[90].
  - Selon un nouveau rapport du Conseil de l'Europe, la Géorgie est le troisième pays européen avec le plus haut taux d'emprisonnement[91].
- 8 avril : 
  - 211 cas de Covid-19 en Géorgie, dont 50 guéris, 16 nouveaux cas et trois décès[81].
  - L'Abkhazie séparatiste confirme sa première infection du Coronavirus[92].
  - Un entraînement militaire maritime entre l'OTAN et la Géorgie débute dans la Mer Noire[93].
- 9 avril : 
  - 218 cas de Covid-19 en Géorgie, dont sept nouveaux cas, 51 guéris et trois décès[81].
  - L'Abkhazie séparatiste annonce son second cas de Covid-19[94].
  - L'Union européenne annonce un programme d'aide financier à la Géorgie pour combattre le nouveau Coronavirus, pour un montant total de 183 millions d'euros[95]. La Banque européenne pour la reconstruction et le développement, la Banque asiatique de développement, la Banque asiatique d'investissement pour les infrastructures, la Banque européenne d'investissement, l'Allemagne, la France, le Fonds monétaire international et la Banque mondiale promettent également un support monétaire[96].
  - Amnesty International réclame la cessation des persécutions judiciaires contre des journalistes par les autorités séparatistes d'Ossétie du Sud[97].
- 10 avril : 
  - 230 cas de Covid-19, dont 12 nouveaux cas, 54 guéris et trois décès[81].
  - L'ONG International Society for Fair Elections and Democracy affirme que la démission de quatre maires dans les dernières semaines est venue à la suite de pressions du gouvernement central, critiquant Tbilissi pour attaquer le principe de décentralisation[98].

- 11 avril :

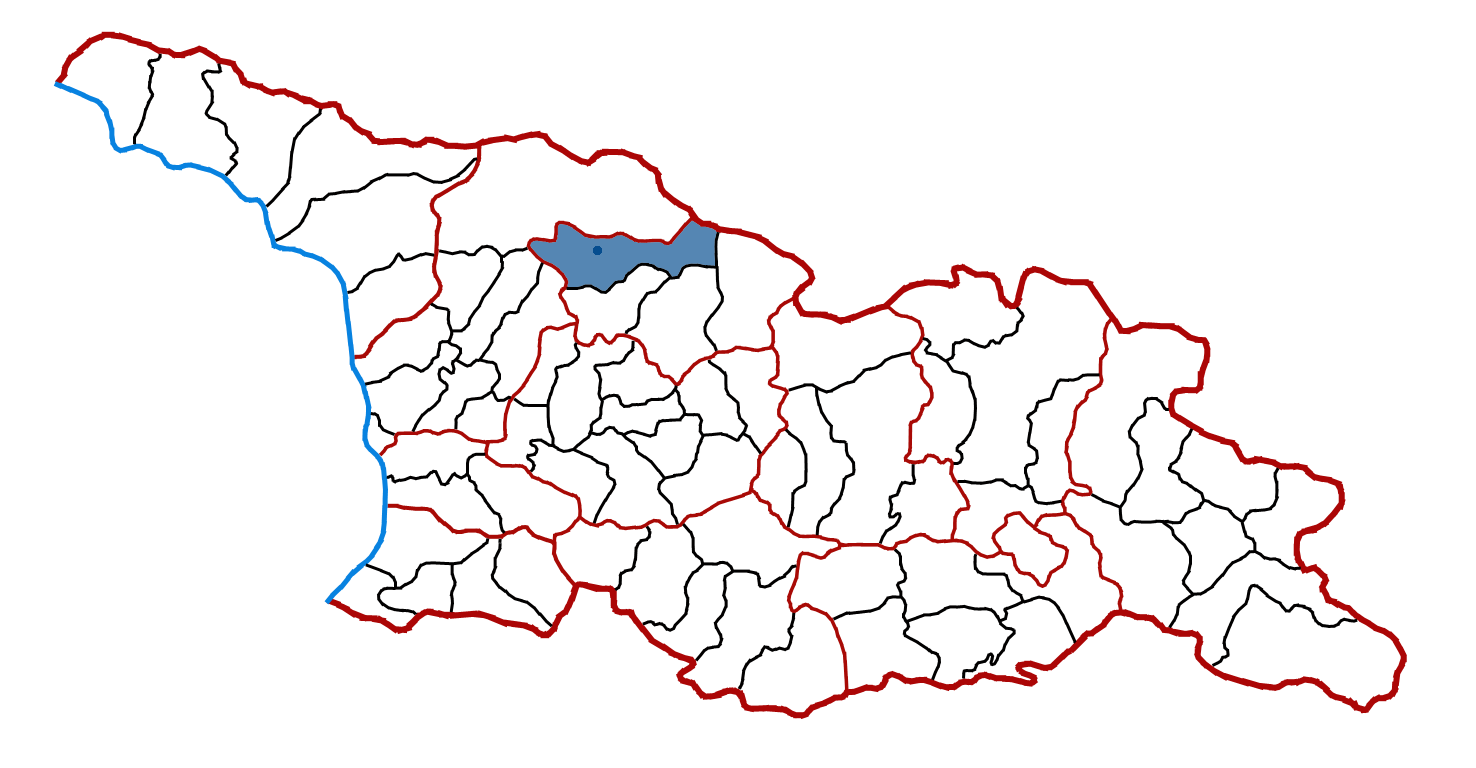
11 avril : La municipalité de Lentekhi est mise sous quarantaine.

  - 233 cas de Covid-19, dont trois nouveaux cas, 60 guéris et trois décès[81].
  - La municipalité de Lentekhi est mise sous quarantaine[99].
  - L'Abkhazie séparatiste annonce son troisième cas de Covid-19. La ville de Gagra est mise en quarantaine[100].
- 12 avril : 
  - 257 cas de Covid-19 en Géorgie, dont 24 nouveaux cas, 67 guéris et trois décès[81].
  - Quatre villages dans la municipalité de Kobouleti sont placés sous quarantaine[101].
- 13 avril :
  - 272 cas de Covid-19 en Géorgie, dont 15 nouveaux cas, 68 guéris et trois décès[81].
  - L'ancien ministre de la Défense Irakli Okrouachvili est condamné à 5 ans de prison pour violence de group, une accusation venant de son implication dans les violentes manifestations anti-gouvernementales de juin 2019[102].
  - Le village de Khidiskouri en Shida Kartli est mis sous quarantaine[103].
- 14 avril : 296 cas de Covid-19 en Géorgie, dont 24 nouveaux cas, 68 guéris et trois décès[81].

- 15 avril : 

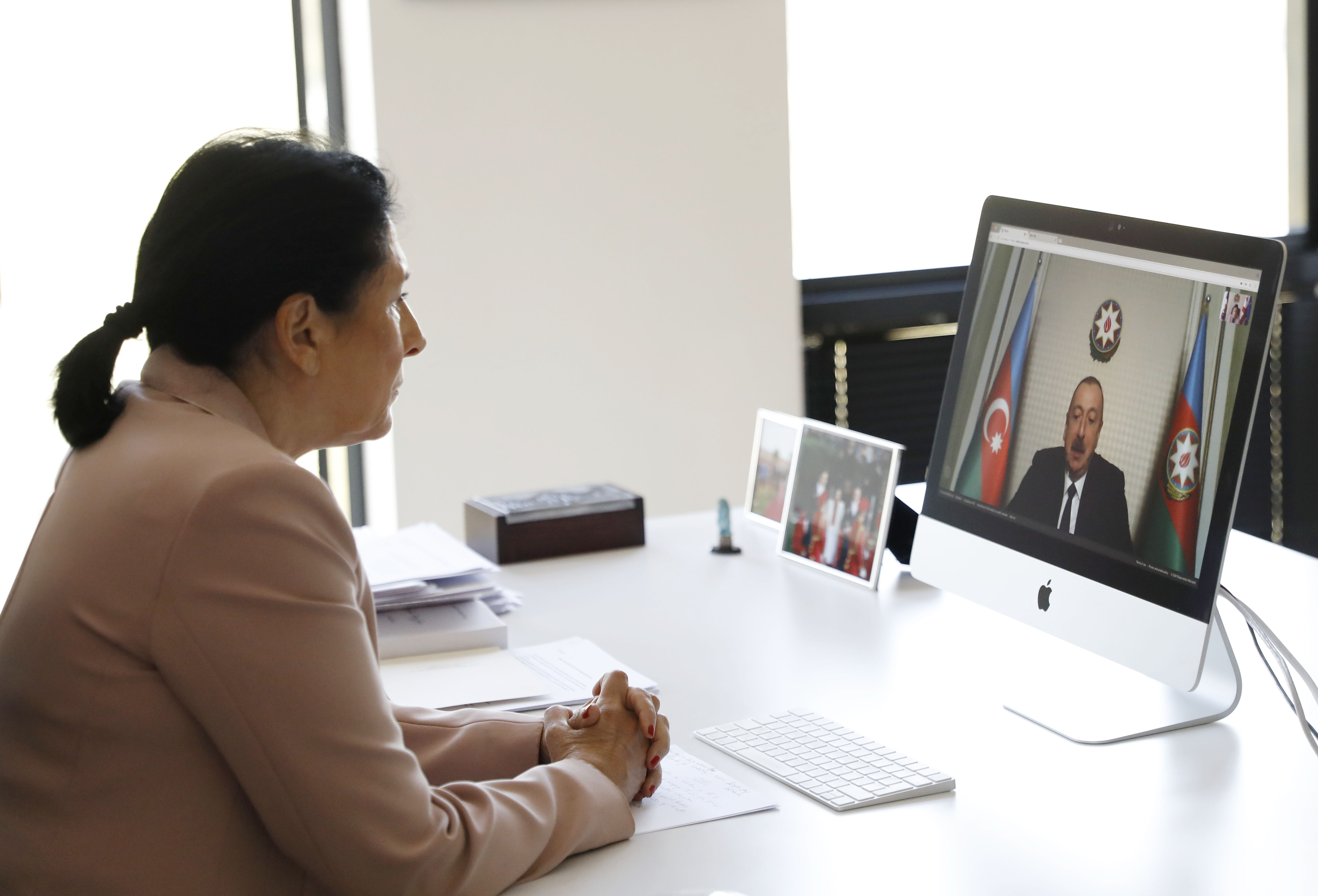
15 avril : La Présidente Salomé Zourabichvili communique avec son homologue d'Azerbaïdjan.

  - 306 cas de Covid-19 en Géorgie, dont 10 nouveaux cas, 71 guéris et trois décès[81].
  - Quatre grandes villes à travers le pays (Tbilissi, Roustavi, Batoumi et Koutaïssi) sont mises en quarantaine, fermant les entrées et sorties de ces villes[104].
  - Tbilissi dénonce la grave situation humanitaire en Ossétie du Sud, une région séparatiste fermée du reste de la Géorgie par l'armée russe. Les autorités séparatistes disent n'avoir aucun cas de Covid-19 dans la région, mais Tbilissi dénonce la mort de 13 personnes depuis la fermeture des points de passage en septembre 2019[105].
  - Le gouvernement et l'Église orthodoxe géorgienne obtiennent un accord sur la célébration de Pâques le 19 avril : les petites églises seront fermées, les grandes églises restent ouvertes sous supervision de la police pour enforcer les pratiques de distance sociale, tandis que le couvre-feu de 21:00 à 06:00 reste en force, interdisant ainsi ceux qui prient durant le service de Pâques de quitter les églises durant la nuit[106].
  - La Banque européenne d'investissement offre un prêt de 200 millions d'euros à la Géorgie pour aider le pays contre la crise économique mondiale[107].
  - La Présidente Salomé Zourabichvili communique avec ses homologues d'Azerbaïdjan (Ilham Aliyev) et d'Arménie (Armen Sarkissian) afin de souligner l'importance de la solidarité régionale après la pandémie.
- 16 avril : 
  - 348 cas de Covid-19 en Géorgie, dont 42 nouveaux cas, 76 guéris et trois décès[81].
  - Le Service de Sécurité d'État publie son rapport annuel sur la sécurité nationale en 2019, nommant la Russie comme le plus grand danger à la stabilité intérieure. La Russie est accusée de soutenir les groups d'extrême-droite dans le pays, ainsi que de promouvoir une image de partenaire instable à travers la communauté internationale[108].
  - La fermeture de l'espace aérien de la Géorgie est prolongée jusqu'au 10 mai[109].

- 17 avril : 

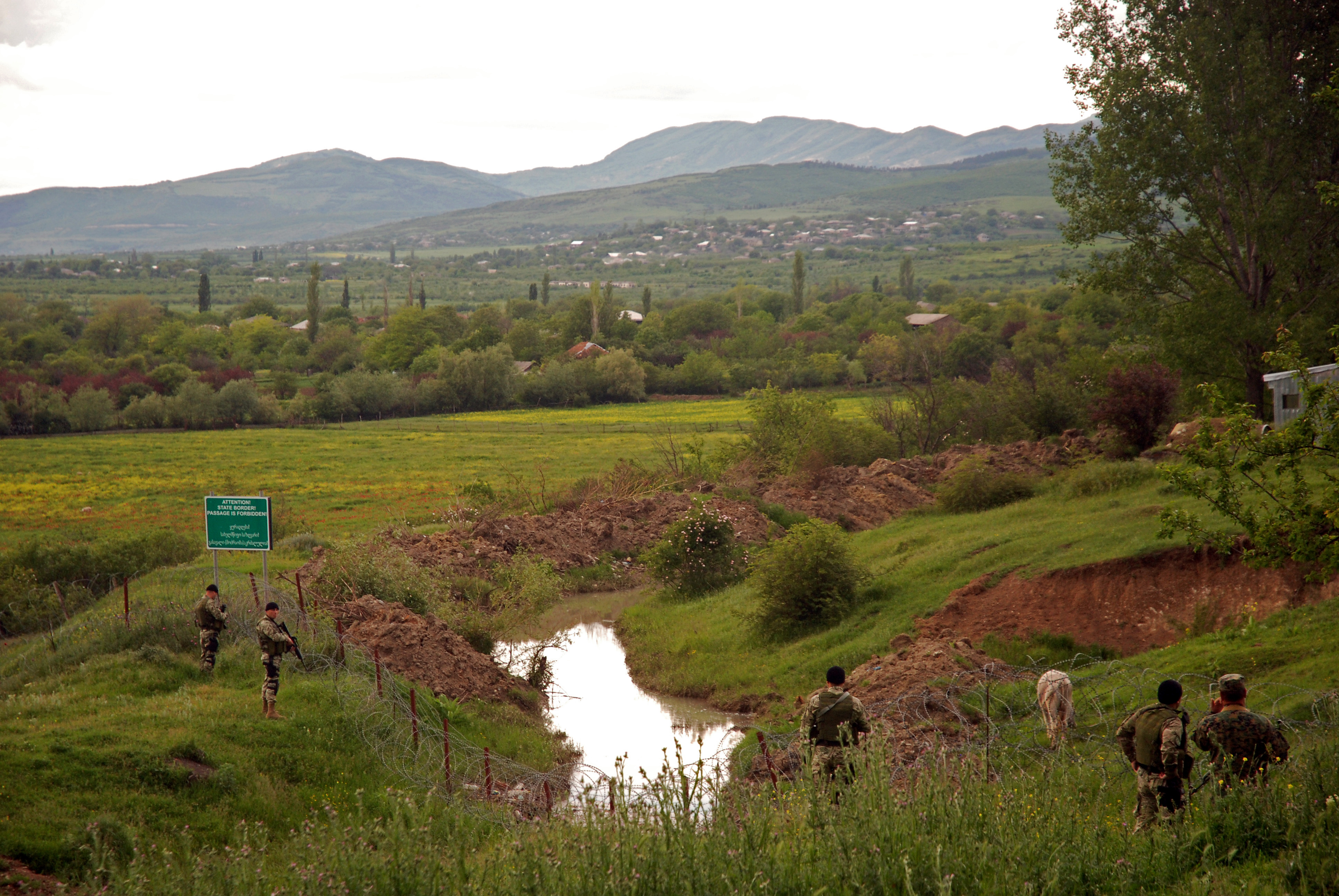
17 avril : Les forces séparatistes pro-russes d'Ossétie du Sud reprennent le processus de frontièrisation, divisant le village géorgien de Takhtisdziri par des fils barbelés.

  - 370 cas de Covid-19 en Géorgie, dont 22 nouveaux cas, 77 guéris et trois décès[81].
  - La circulation en voiture est interdite à travers le pays dans une nouvelle mesure pour contenir le Coronavirus[110].
  - Les forces séparatistes pro-russes d'Ossétie du Sud reprennent le processus de frontièrisation, divisant le village géorgien de Takhtisdziri par des fils barbelés. La communauté internationale condamne la Russie[111].
  - La ville de Bolnissi et le village de Ratchisoubani en Kvemo Kartli sont mises en quarantaine stricte, interdisant tout mouvement non-nécessaire au sein des communes[112].
  - Les États-Unis offrent 600 000 USD (en addition aux 1,1 million USD déjà accordés) pour aider la Géorgie à combattre la pandémie[113].
- 18 avril : 385 cas de Covid-19 en Géorgie, dont 15 nouveaux cas, 84 guéris et trois décès[81].
- 19 avril : 394 cas de Covid-19 en Géorgie, dont neuf nouveaux cas, 93 guéris et quatre décès[81].
- 20 avril : 
  - 399 cas de Covid-19 en Géorgie, dont cinq nouveaux cas, 93 guéris et quatre décès[81].
  - Un policier est arrêté après avoir tiré son arme depuis son balcon, tuant un civil[114].
- 21 avril : 
  - 408 cas de Covid-19 en Géorgie, dont 9 nouveaux cas, 95 guéris et quatre décès[81].
  - Reporters sans frontières publie son index annuel sur la liberté de la presse à travers le monde. La Géorgie est classifiée 60e, son plus haut classement depuis son indépendance[115].
  - La compagnie technologique Apple étend ses services en Géorgie[116].
  - À la suite d'une déclaration par Sergueï Lavrov, ministre russe des Affaires étrangères, Tbilissi annonce ne pas vouloir l'ouverture d'une représentation commerciale de la Russie en Géorgie[117].
  - La Présente Salomé Zourabichvili prolonge l'état d'urgence à travers la Géorgie jusqu'au 22 mai[118].

- 22 avril :

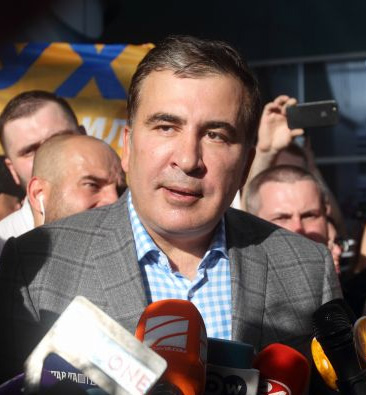
22 avril : Volodymyr Zelensky nomme Mikheïl Saakachvili comme Vice-Premier Ministre d'Ukraine. La décision est condamnée par Tbilissi, qui la nomme « inacceptable » de la part d'un partenaire stratégique de la Géorgie.

  - 416 cas de Covid-19 en Géorgie, dont huit nouveaux cas, 107 guéris et cinq décès[81].
  - Les autorités autorisent les fermiers à utiliser leurs voitures dans la matinée et la soirée[119]. L'utilisation de voiture est interdite à travers le pays depuis la semaine précédente afin de contenir le SARS-CoV-2.
  - L'opposition anti-gouvernementale organise une manifestation contre l'état d'urgence en Géorgie à Marneouli[120].
  - La fermeture de l'espace aérien géorgien est prolongée jusqu'au 22 mai[121].
  - Le président ukrainien Volodymyr Zelensky nomme Mikheïl Saakachvili, ancien président de Géorgie (2004-2013) et recherché par les autorités géorgiennes pour abus de pouvoir, comme Vice-Premier Ministre d'Ukraine. La décision est condamnée par Tbilissi, qui la nomme « inacceptable » de la part d'un partenaire stratégique de la Géorgie[122].
- 23 avril :
  - 420 cas de Covid-19 en Géorgie, dont quatre nouveaux cas, 111 guéris et cinq décès[81].
  - Aslan Bjania est inauguré comme président de la république séparatiste d'Abkhazie[123].
- 24 avril : 
  - 431 cas de Covid-19 en Géorgie, dont 11 nouveaux cas, 114 guéris et cinq décès[81].
  - Les États-Unis annoncent un financement de 64 millions USD pour aider les ambitions euro-atlantiques de la Géorgie[124].
  - Le gouvernement présente un programme d'anti-crise financière de 3,5 milliards GEL pour aider la population géorgienne durant la pandémie[125]. Avec ce programme vient une stratégie de six étapes pour la réouverture de l'économie nationale du 27 avril au 5 juillet[126].
  - Alexandre Ankvab devient Premier ministre de la république séparatiste d'Abkhazie[127].
- 25 avril : 
  - 456 de Covid-19 en Géorgie, dont 25 nouveaux cas, 139 guéris et cinq décès[81].
  - La fermeture des écoles est prolongée jusqu'au 1er septembre[128].
  - Les villages de Khatisopeli, Vanati et Mouchevani (Géorgie orientale) sont placés en quarantaine[129].
- 26 avril : 
  - 485 cas de Covid-19 en Géorgie, dont 29 nouveaux cas, 139 guéris et six décès[81].
  - La ville de Tetritskaro en Kvemo Kartli est mise en quarantaine[130].

- 27 avril : 

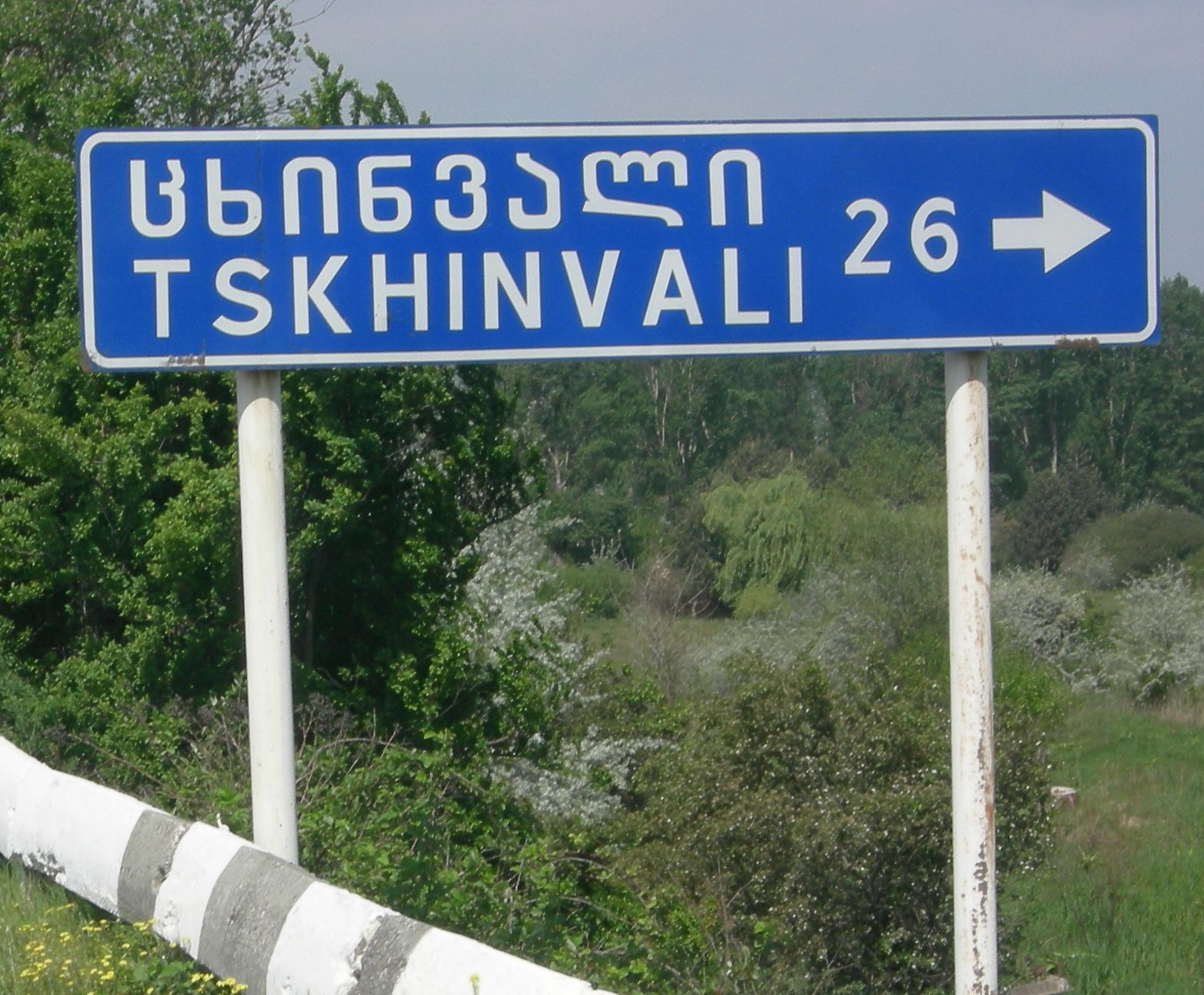
27 avril : Tskhinvali, capitale de la république séparatiste d'Ossétie du Sud, est renommée Stalinir par les autorités de facto en l'honneur de Joseph Staline.

  - 496 cas de Covid-19 en Géorgie, dont 11 nouveaux cas, 149 guéris et six décès[81].
  - Tskhinvali, capitale de la république séparatiste d'Ossétie du Sud, est renommée Stalinir par les autorités de facto en l'honneur de Joseph Staline[131].
  - L'interdiction de voyager en voiture dans les grandes villes est abolie, symbolisant la première relaxation des règles sanitaires[132].
- 28 avril : 
  - 511 cas de Covid-19, dont 15 nouveaux cas, 168 guéris et six décès[81].
  - Le ministère des Finances annonce l'indexation des pensions de retraite sur les taux d'inflation et de croissance économique[133].
  - L'UE, l'Autriche et la Suède offre 1,16 million EUR pour aider le secteur agricole en Géorgie méridionale[134].
- 29 avril : 
  - 517 cas de Covid-19, dont six nouveaux cas, 178 guéris et six décès[81].
  - La Banque nationale de Géorgie diminue son taux d'intérêt de 9 % à 8,50 % pour continuer son combat contre la crise monétaire globale[135].
  - La Banque mondiale fait un prêt de 80 millions USD à la Géorgie dans le cadre du combat contre le Covid-19.
  - Le gouvernement inaugure un programme d'assurance agricole[136].
  - La Présidente Salomé Zourabichvili, lors d'une déclaration, exprime son souhait que l'Ukraine n'endommagera pas ses relations diplomatiques avec la Géorgie en nommant Mikheïl Saakachvili comme membre du gouvernement ukrainian[137].
- 30 avril : 
  - 539 cas de Covid-19, dont 22 nouveaux cas, 184 guéris et six décès[81].
  - 24 marchés rouvrent à travers le pays[138].
  - L'OTAN détaille un nouveau plan pour renforcer son alliance avec la Géorgie et faire face à la « guerre hybride de Russie »[139].

### Mai
- 1er mai : 

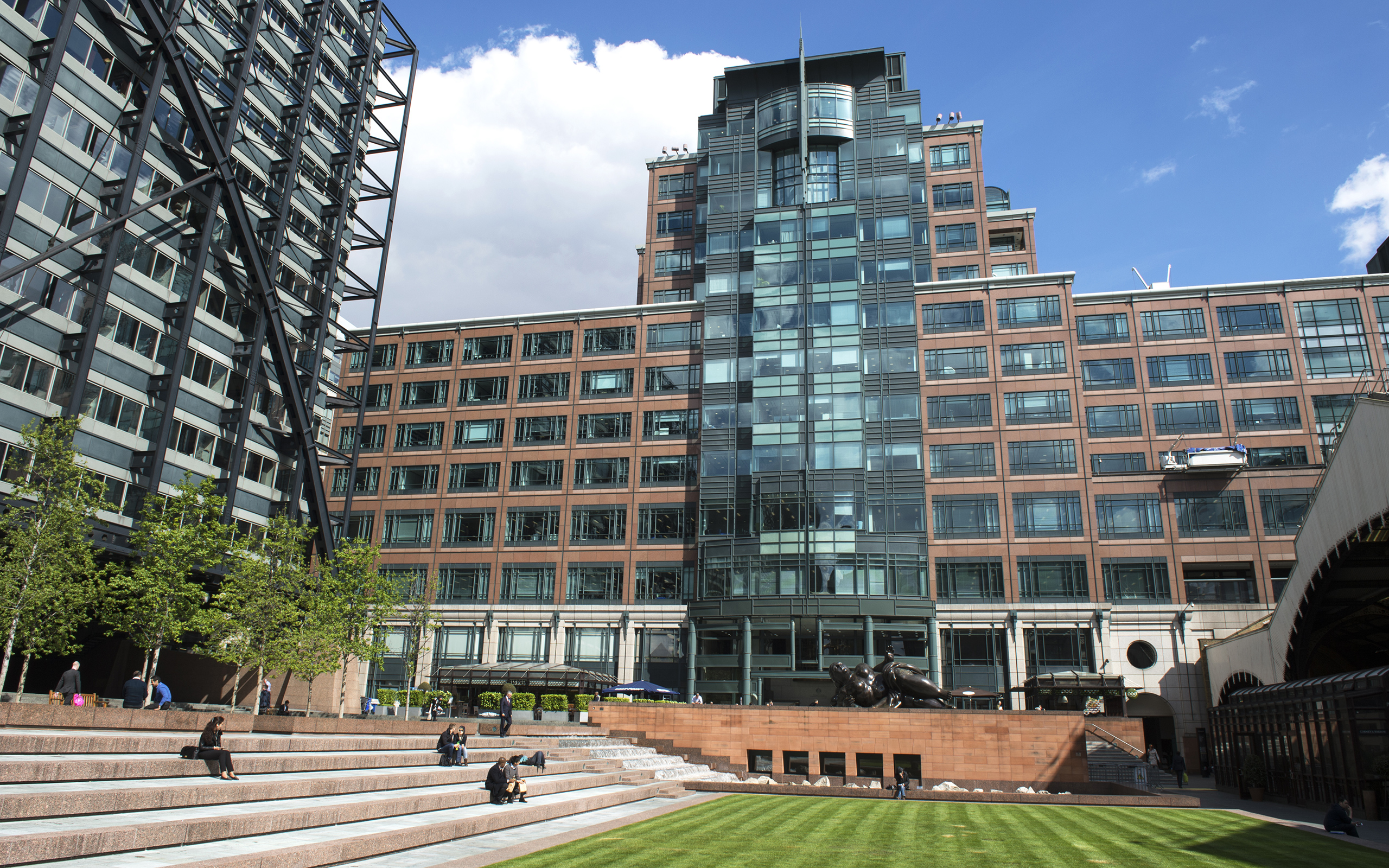
1er mai : La BERD investit 75 millions EUR pour la rénovation du métro de Tbilissi.

  - 566 cas de Covid-19, dont 27 nouveaux cas, 184 guéris et six décès[81].
  - La Banque européenne pour la reconstruction et le développement investit 75 millions EUR pour la rénovation du métro de Tbilissi[140].
  - Le ministère de la Santé supprime 56 petites cliniques de son programme de subvention des soins de santé[141].
  - Le ministère de l'Économie dévoile un programme de subventions et de prêts aux entreprises pour aider les PME à rouvrir après la pandémie[142].
- 2 mai : 
  - 582 cas de Covid-19, dont 16 nouveaux cas, 207 guéris et huit décès[81].
  - Tension diplomatique entre la Chine et la Géorgie suivant la dissémination de fake news sur le Laboratoire Lugar de Tbilissi par Beijing. L'ambassadeur chinois est convoqué par le ministère géorgien des Affaires étrangères. La Présidente Salomé Zourabichvili déclare son soutien pour les activités du laboratoire américano-géorgien[143].
  - Le Conseil d'administration du FMI approuve un prêt de 200 millions de dollars pour aider la Géorgie à faire face aux conséquences économiques de la pandémie[144].
- 3 mai :
  - 589 cas de Covid-19, dont sept nouveaux cas, 221 guéris et neuf décès[81].
  - Une forte grêle en Kakheti endommage jusqu'à 70 % de la récolte dans deux municipalités[145].
- 4 mai : 593 cas de Covid-19, dont quatre nouveaux cas, 223 guéris et neuf décès[81].

- 5 mai : 
  - 604 cas de Covid-19, dont 11 nouveaux cas, 240 guéris et neuf décès[81].
  - Le secteur de la construction et l'industrie de la réparation automobile rouvrent leurs portes dans le cadre de la deuxième phase du programme de réouverture économique du gouvernement[146]. Les salles de services publics et les centres communautaires reprennent leurs activités[147].
  - Batoumi et Koutaïssi sortent de l'isolement, mais des points de contrôle thermique restent aux entrées municipales[148].
  - Le Conseil européen accorde un prêt de 150 millions de dollars à la Géorgie pour lutter contre les retombées économiques de la pandémie[149].
- 6 mai : 
  - 610 cas de Covid-19, dont six nouveaux cas, 269 guéris et neuf décès[81].
  - L'Ossétie du Sud confirme ses trois premiers cas de Covid-19[150].
  - La Géorgie devient le 41e membre du Groupe Pompidou, l'agence inter-gouvernementale de coopération sur la lutte contre la vente illicite de drogues en Europe[151].
- 7 mai : 
  - 615 cas de Covid-19, dont cinq nouveaux cas, 275 guéris et neuf décès[81].
  - 11 cas de Covid-19 en Ossétie du Sud, dont huit nouveaux cas[152].
  - La Cour européenne des droits de l'homme a jugé que la Géorgie devait verser 3 000 euros à un homme emprisonné pour possession de drogue au cours d'une procédure injuste sous le régime autoritaire de Mikheil Saakachvili[153].

- 8 mai : 

5 mai : Le Conseil européen accorde un prêt de 150 millions de dollars à la Géorgie pour lutter contre les retombées économiques de la pandémie.

  - 623 cas de Covid-19, dont huit nouveaux cas, 288 guéris et 10 décès[81].
  - 15 cas de Covid-19 en Ossétie du Sud, dont quatre nouveaux cas.
  - Le président ukrainian Volodimyr Zelenskyi nomme l'ancien président géorgien comme Président du Conseil national des réformes d'Ukraine, une nomination condamnée par Tbilissi[154]. L'ambassadeur géorgien à Kiev est convoqué à Tbilissi[155]. Saakachvili est recherché par les autorités géorgiennes pour abus de pouvoir durant son mandat de 2004-2013.
  - Entretien téléphonique entre Salomé Zourabichvili et Emmanuel Macron sur la pandémie. Les deux s'accordent d'aborder le sujet de coopération médicale via une formation rapide du personnel médicale géorgien en France[156].
- 9 mai :
  - 626 cas de Covid-19, dont trois nouveaux cas, 297 guéris et 10 décès[81].
  - Fête de la Victoire sur le Fascisme, commémorant 75 ans depuis la fin de la Seconde guerre mondiale et 70 ans depuis la Déclaration du 9 mai 1950.
  - Les États-Unis accordent 3 millions de dollars pour aider la Géorgie à lutter contre la pandémie[157].
- 10 mai :
  - 635 cas de Covid-19, dont neuf nouveaux cas, 309 guéris et 10 décès[81].
  - L'UE et le PNUD lancent un programme de subventions de 9 millions de GEL pour aider les régions rurales de Géorgie à surmonter les défis socio-économiques de la pandémie[158].
  - Le ministère de la Justice lance un programme d'enregistrement foncier pour 1,2 million d'hectares de terres privées[159].
- 11 mai :
  - 638 cas de Covid-19, dont trois nouveaux cas, 317 guéris et 11 décès[81].
  - 23 cas de Covid-19 en Ossétie du Sud, dont huit nouveaux cas[160].
  - La ville de Tbilissi rouvre après près d'un mois de fermeture[161].

- 12 mai :

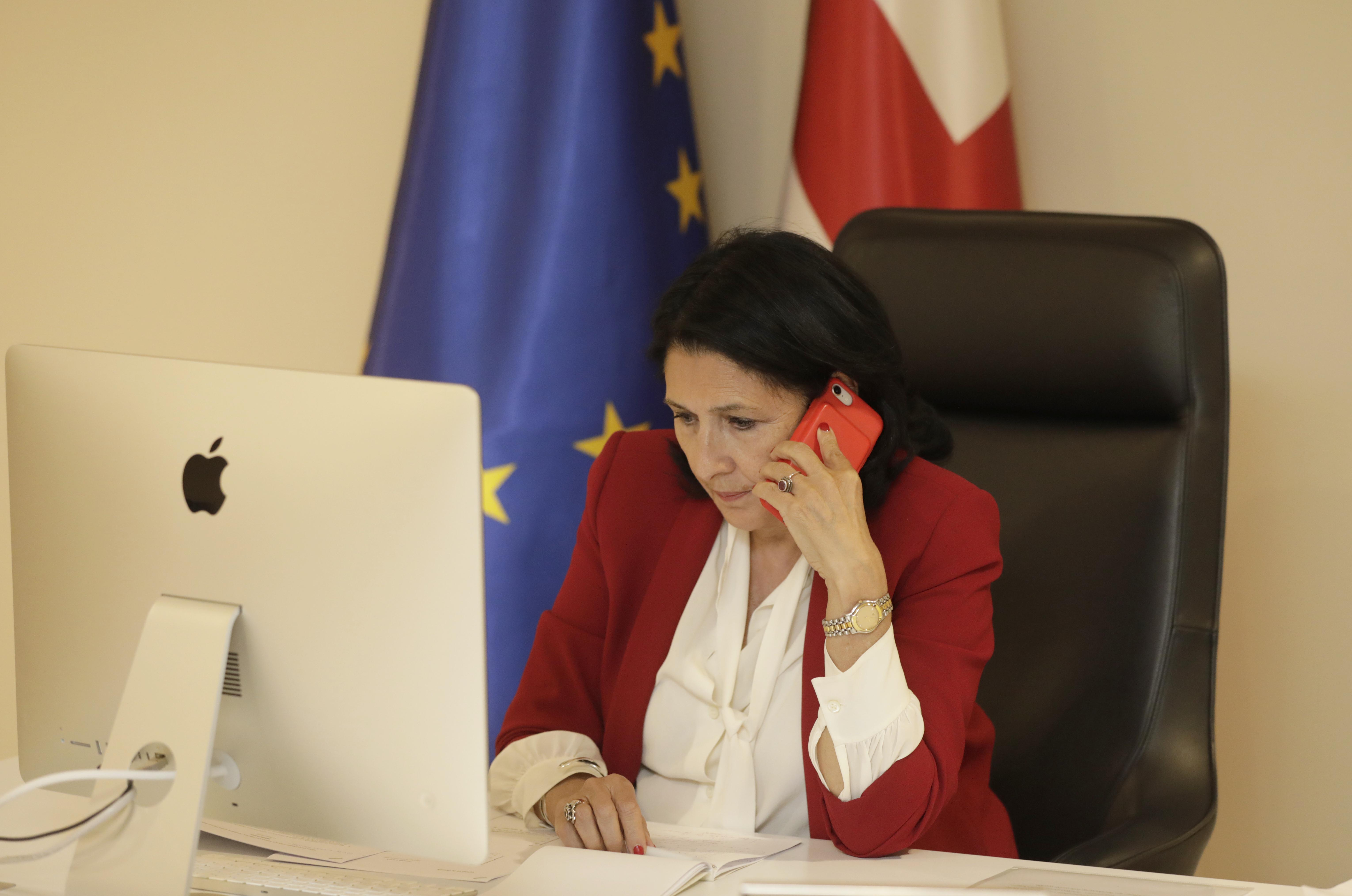
8 mai : Entretien téléphonique entre Salomé Zourabichvili et Emmanuel Macron sur la pandémie. Les deux s'accordent d'aborder le sujet de coopération médicale via une formation rapide du personnel médicale géorgien en France

  - 639 cas de Covid-19, dont un nouveau cas, 349 guéris et 11 décès[81].
  - L'ONU alloue 1 million de dollars pour protéger les groupes vulnérables au milieu de la pandémie[162].
  - Le gouvernement annonce une exonération de la taxe d'irrigation pour 42 000 agriculteurs[163]. Les petits agriculteurs recevront une aide financière de 200 GEL par hectare de terre qu'ils possèdent[164]. Le gouvernement subventionnera également le diesel bon marché pour les petits et moyens agriculteurs.
- 13 mai :
  - 647 cas de Covid-19, dont huit nouveaux cas, 372 guéris et 11 décès[81].
  - 25 cas de Covid-19 en Ossétie du Sud, dont deux nouveaux cas.
  - L'opposition menace de sortir de l'accord éléctoral avec le gouvernement si trois membres de l'opposition, en prison pour corruption ou violence, ne sont pas libérés[165].
- 14 mai :
  - 667 cas de Covid-19, dont 20 nouveaux cas, 383 guéris et 12 décès[81].
  - 15 cas de Covid-19 en Abkhazie, dont deux nouveaux cas.
  - 30 cas de Covid-19 en Ossétie du Sud, dont cinq nouveaux cas.
  - La CEDH juge que la Géorgie doit verser 24 000 EUR à deux anciens prisonniers emprisonnés sous le régime autoritaire de Mikheil Saakachvili[166].

- 15 mai : 

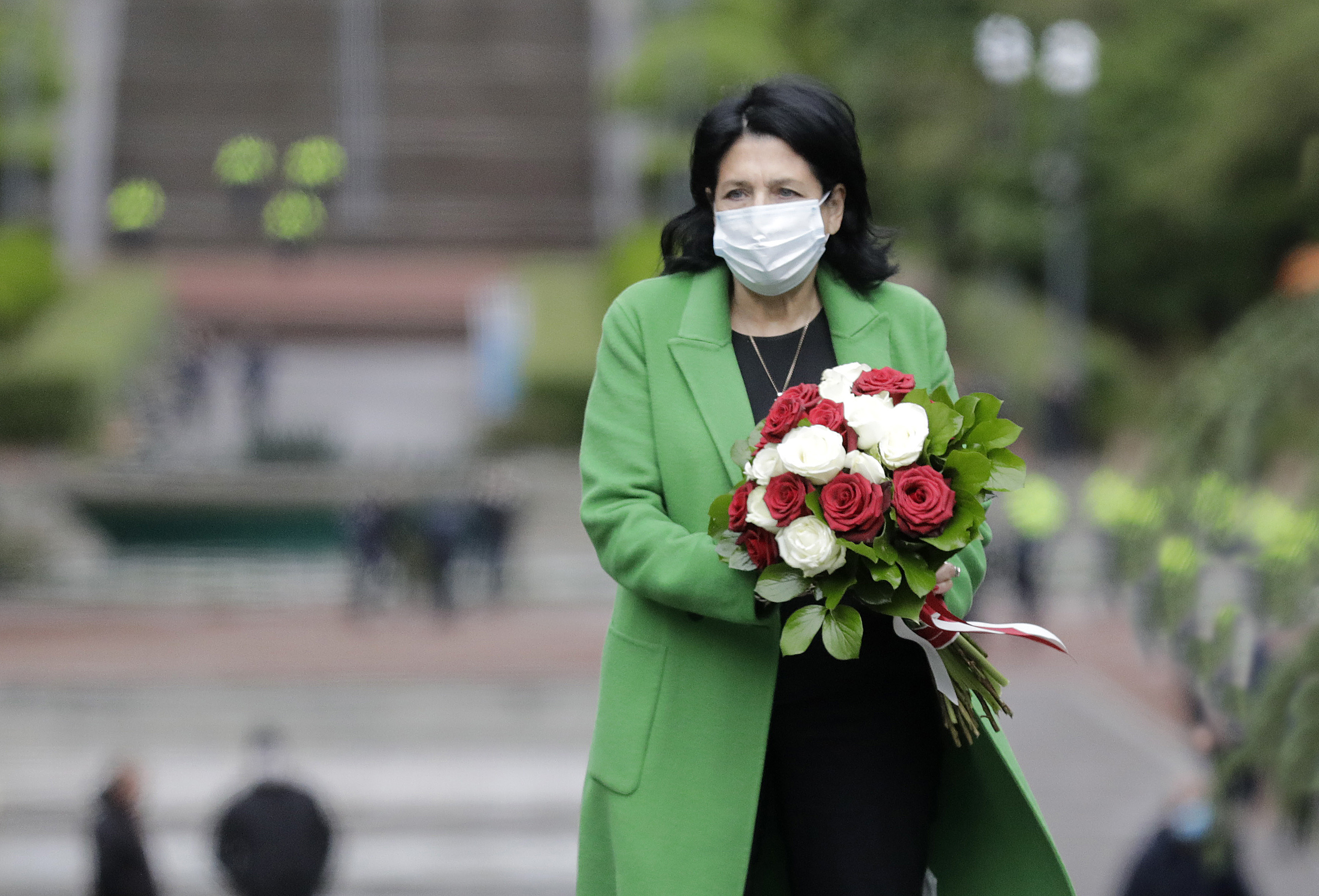
9 mai : La présidente Zourabichvili au Jour de la Victoire contre le fascisme

  - 278 cas actifs de Covid-19, dont 12 décès[81].
  - Le village de Gueta en Kvemo Kartli est placé en quarantaine.
  - Le président Salomé Zourabichvili gracie Gigi Ugulava et Irakli Okrouachvili, deux dirigeants de l'opposition dont les peines de prison étaient au cœur d'un conflit entre l'opposition et le parti au pouvoir à la suite de l'accord de réforme électorale du 8 mars. Les dirigeants américains et européens saluent cette décision. Les dirigeants du parti au pouvoir critiquent la décision du président[167].
  - Fin de la présidence géorgienne du Conseil de l'Europe[168].
- 16 mai : 
  - 258 cas actifs de Covid-19, dont 12 décès[81].
  - Les forces séparatistes soutenues par la Russie lancent une nouvelle opération de « frontièrization » sur la ligne administrative entre l'Abkhazie et la Géorgie propre[169].
- 17 mai : 270 actifs cas de Covid-19, dont 12 décès[81].
- 18 mai : 
  - 257 actifs cas de Covid-19, dont 12 décès[81].
  - 34 cas de Covid-19 en Ossétie du Sud, dont deux nouveaux cas.
  - La municipalité de Marneouli en Kvemo Kartli, en quarantaine les 56 derniers jours, rouvre[170].
  - La BIRD alloue 73,1 millions d'euros de fonds d'urgence contre le Covid-19 à la Géorgie[171].
- 19 mai : 
  - 234 cas actifs de Covid-19[81].
  - 25 cas de Covid-19 en Abkhazie, dont quatre nouveaux cas.
- 20 mai : 
  - 226 cas actifs de Covid-19[81].
  - Tbilissi et Roustavi inaugurent le tout premier système de transport public intermunicipal[172].
  - Un Géorgien âgé meurt d'un accident vasculaire cérébral dans une ambulance sur le chemin vers Tbilissi après avoir été empêché pendant des heures de consulter un médecin par les autorités séparatistes d'Ossétie du Sud. La présidente Salomé Zourabichvili et la communauté internationale condamnent cet acte[173].
  - Les séparatistes pro-russes en Abkhazie érigent de nouvelles clôtures pour séparer le village de Khourtcha du reste de la Géorgie[174].
  - Le gouvernement introduit une indemnité de maternité pour ceux qui ont perdu leur emploi pendant la pandémie. Les personnes éligibles recevront 200 GEL pendant six mois[175].

- 21 mai : 
  - 224 cas actifs de Covid-19[81].

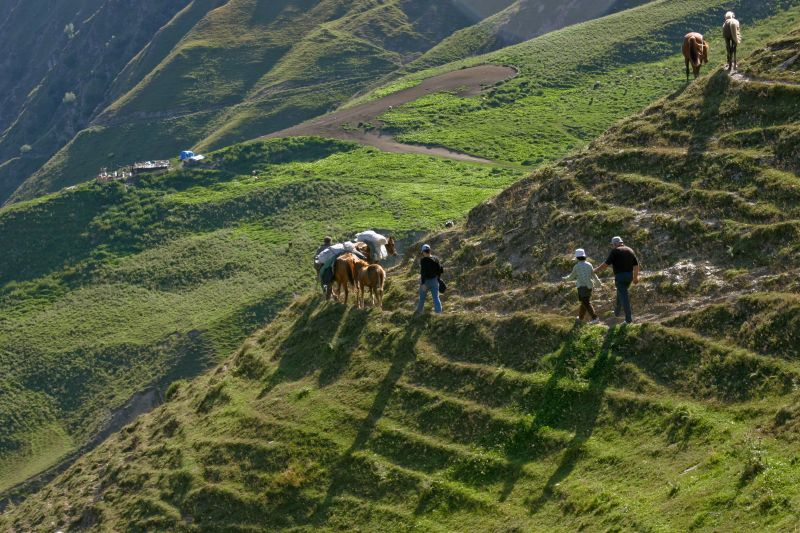
12 mai : Le gouvernement annonce une exonération de la taxe d'irrigation pour 42000 agriculteurs. Les petits agriculteurs recevront une aide financière de 200 GEL par hectare de terre qu'ils possèdent. Le gouvernement subventionnera également le diesel bon marché pour les petits et moyens agriculteurs.

  - Les banques géorgiennes reportent le paiement des prêts de trois mois à tous les citoyens qui ont perdu leur emploi pendant la pandémie[176].
  - Les séparatistes pro-russes d'Ossétie du Sud accusent l'Union européenne de collecter du « matériel biologique » auprès de la population locale, une affirmation fortement réfutée par Tbilissi et Bruxelles comme une fake news[177].
  - La présidente Zourabichvili et le président Moon de Corée du Sud conviennent de pourparlers en vue d'un accord de libre-échange bilatéral[178].
  - Une entreprise américaine annonce la construction d'une centrale hydroélectrique en Gourie[179].
  - La Banque asiatique d'investissement dans les infrastructures offre 91 millions d'euros à la lutte de la Géorgie contre le Covid-19[180].
- 22 mai : 
  - 216 cas actifs de Covid-19[81].
  - Fin de l'état d'urgence imposé par la présidente Salomé Zourabichvili le 22 mars. Fin du couvre-feu national[181].
  - Les cliniques dentaires reprennent leurs services après avoir été fermées pendant la pandémie[182].
  - L'Agence française de développement va allouer 190 millions d'euros à la Géorgie pour contenir la propagation du coronavirus et soutenir les réformes énergétiques dans le pays[183].
  - Les États-Unis annoncent leur intention de quitter le traité Ciel ouvert en raison de la violation par la Russie de l'intégrité territoriale de la Géorgie.
  - Ketevan Tsikhelachvili, ministre d'État à la réconciliation et à l'égalité civile, démissionne de son poste et est nommée ambassadrice de Géorgie en Autriche. Alexandre Maïsouradzé, ancien ambassadeur géorgien auprès de l'OTAN, est nommé Représentant auprès du Bureau de l'ONU à Genève. Il remplace Victor Dolidzé, qui devient ambassadeur de Géorgie à l'OTAN.
  - Une nouvelle loi interdit la production et la publication de cartes représentant la Géorgie sans l'Abkhazie ni l'Ossétie du Sud.
  - Le Parlement approuve un projet de loi accordant au gouvernement des pouvoirs quasi d'urgence pendant la crise sanitaire sans état d'urgence. L'opposition critique la loi comme inconstitutionnelle.
  - Le Parlement approuve des amendements controversés au Code forestier, permettant à l'Église orthodoxe géorgienne de devenir propriétaire de 20 hectares de forêts adjacentes à des églises et des monastères orthodoxes dans tout le pays.
- 23 mai : 
  - 207 cas actifs de Covid-19. La république autonome d'Adjarie n'a plus aucun cas de la maladie.
  - Une nouvelle législation sur l'efficacité énergétique rapproche le pays des normes de l'UE. La législation vise à réduire la pollution, à améliorer l'efficacité énergétique des bâtiments, à réduire les importations d'énergie et à renforcer la sécurité énergétique du pays.

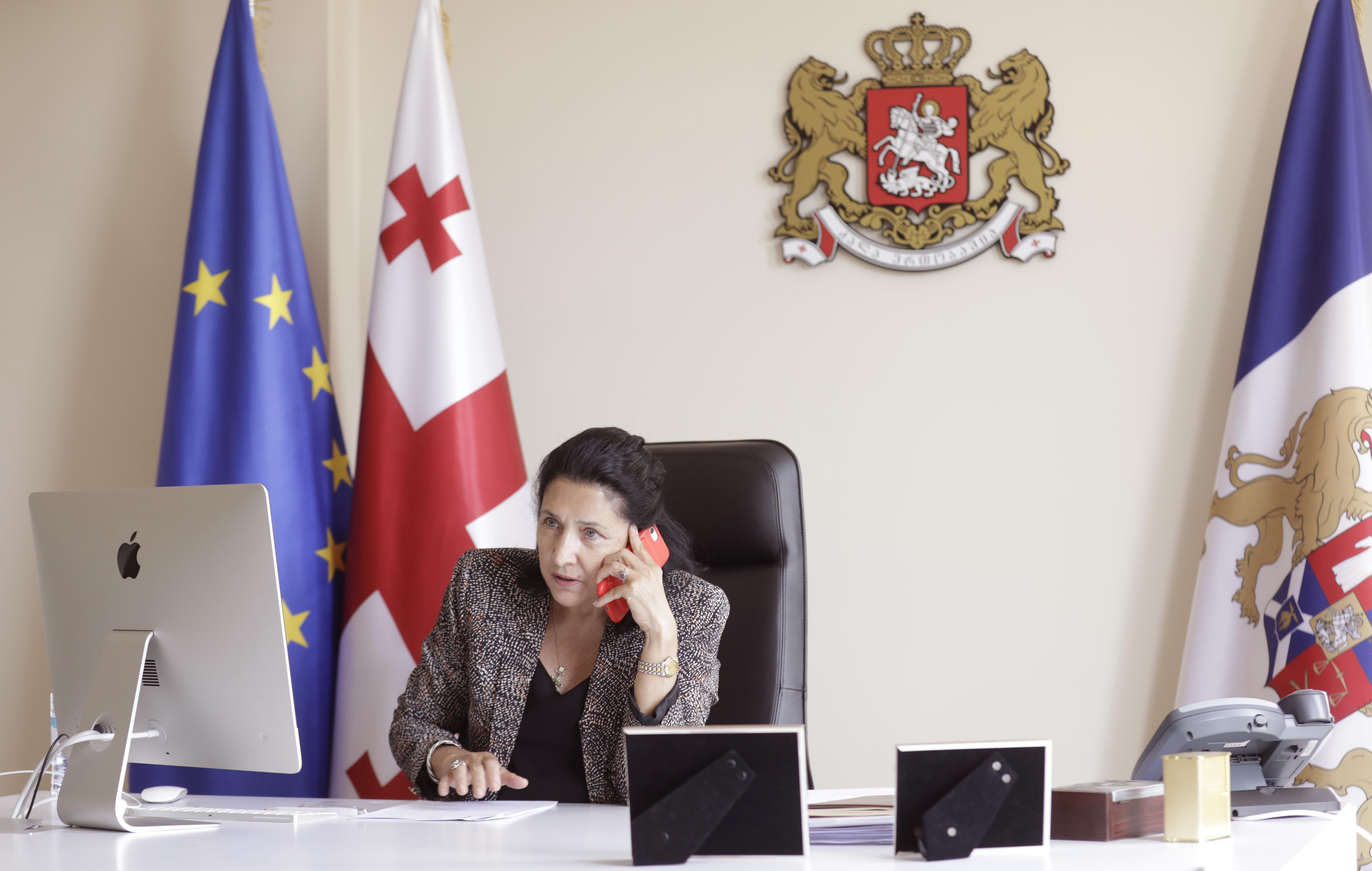
21 mai : La présidente Zourabichvili et le président Moon de Corée du Sud conviennent de pourparlers en vue d'un accord de libre-échange bilatéral.

- 24 mai : 194 cas actifs de Covid-19[81].
- 25 mai : 193 cas actifs de Covid-19[81].
- 26 mai : 
  - Fête nationale de Géorgie.
  - L'Abkhazie séparatiste rouvre le point de passage d'Engouri pour permettre le retour des habitants qui ont reçu des soins contre le Covid-19 dans les hôpitaux géorgiens[184].
- 27 mai : 
  - 166 cas actifs de Covid-19[81].
  - La Russie demande accès au Laboratoire Richard Lugar financé par les États-Unis à Tbilissi, que Moscou accuse de guerre biologique. Tbilissi accepte la demande d'inspection, mais sous contrôle international, une condition refusée par Moscou[185].
  - La Banque européenne pour la reconstruction et le développement (BERD) affectera 90 millions d'euros au financement d'un projet visant à renforcer le réseau énergétique en Géorgie et à construire des lignes de transport d'énergie dans le pays[186].
- 28 mai : 
  - 153 cas actifs de Covid-19[81].
  - La Banque asiatique de développement (BAD) a approuvé un prêt de 100 millions de dollars pour aider la Géorgie à contenir la propagation du Coronavirus, à atténuer l'impact sur les entreprises et à protéger les moyens de subsistance des plus vulnérables, notamment les femmes et les enfants[187].
  - Le Premier ministre Guiorgui Gakharia présente un quatrième plan anti-crise d'une valeur de 434 millions de GEL, destiné à soutenir l'industrie de la construction et du développement[188].
  - La Géorgie reçoit une aide financière de 90 millions d'euros de la banque de développement publique allemande pour soutenir les réformes du pays dans le secteur de l'énergie[189].
  - Le président Salomé Zourabichvili participe à un événement de haut niveau des Nations unies visant à proposer des solutions concrètes à l'urgence de développement causée par la pandémie de Covid-19. Elle appelle l'ONU à lancer un nouveau plan Marshall pour aider les pays en développement[190].

- 29 mai : 
  - 158 cas actifs de Covid-19[81].

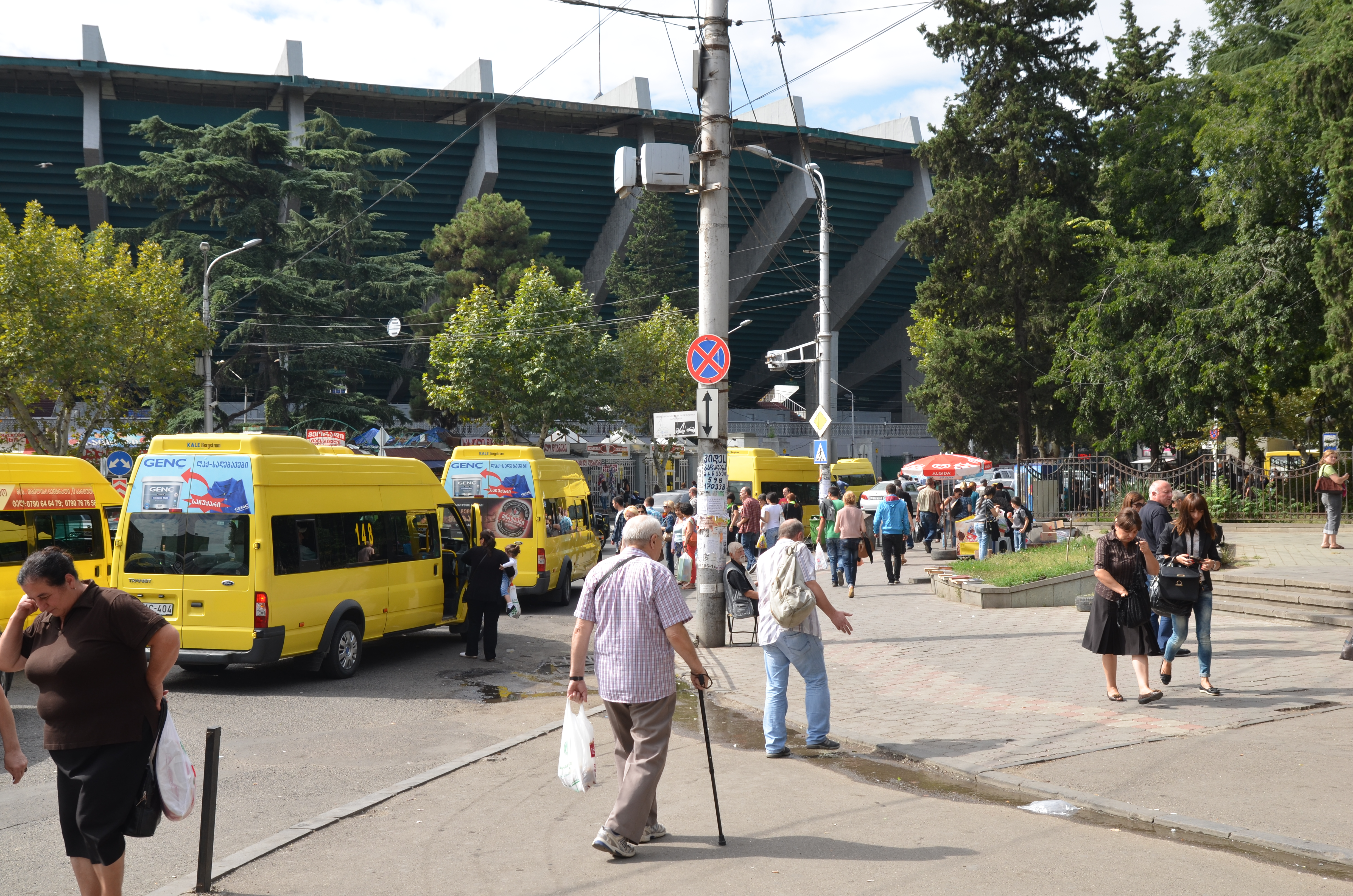
29 mai : Tous les systèmes de transport public reprennent leurs activités.

  - Tous les systèmes de transport public reprennent leurs activités[191].
- 30 mai : 145 cas actifs de Covid-19[81].
- 31 mai : 166 cas actifs de Covid-19[81], dont 26 nouveaux cas, y compris au sein d'un nouveau cluster dans un complexe résidentiel à Tbilissi.

### Juin
- 1er juin : 
  - 158 cas actifs de Covid-19[81].
  - 42 cas de Covid-19 en Ossétie du Sud, dont quatre nouveaux cas.
  - Tous les marchés, magasins, centres commerciaux et restaurants avec des sièges en plein air rouvrent[192].
  - L'opposition antigouvernementale menace de se retirer de l'accord de réforme électorale du 8 mars si Guiorgui Rouroua, un chef de l'opposition emprisonné pour possession illégale d'armes, n'est pas libéré. Rouroua, qui attend toujours son procès, est le seul des trois dirigeants de l'opposition à ne pas avoir été gracié par la présidente Salomé Zourabichvili le 15 mai[193].

25 juin : La société autrichienne OMV remporte l'appel d'offres pour l'exploitation pétrolière et gazière en mer Noire.

  - Le Service de sécurité de l'État fait part de ses préoccupations concernant des groupes qui tentent de provoquer des tensions ethniques entre Géorgiens et Azerbaïdjanais dans le sud de la Géorgie.
- 2 juin : 
  - 150 cas actifs de Covid-19[81].
  - L'Abkhazie séparatiste ferme le point de passage avec la Géorgie proprement dite après une semaine de réouverture temporaire[194].
- 3 juin : 147 cas actifs de Covid-19. Un nouveau décès[81].

- 4 juin : 
  - 144 cas actifs de Covid-19[81].
  - 35 cas de Covid-19 en Abkhazie.

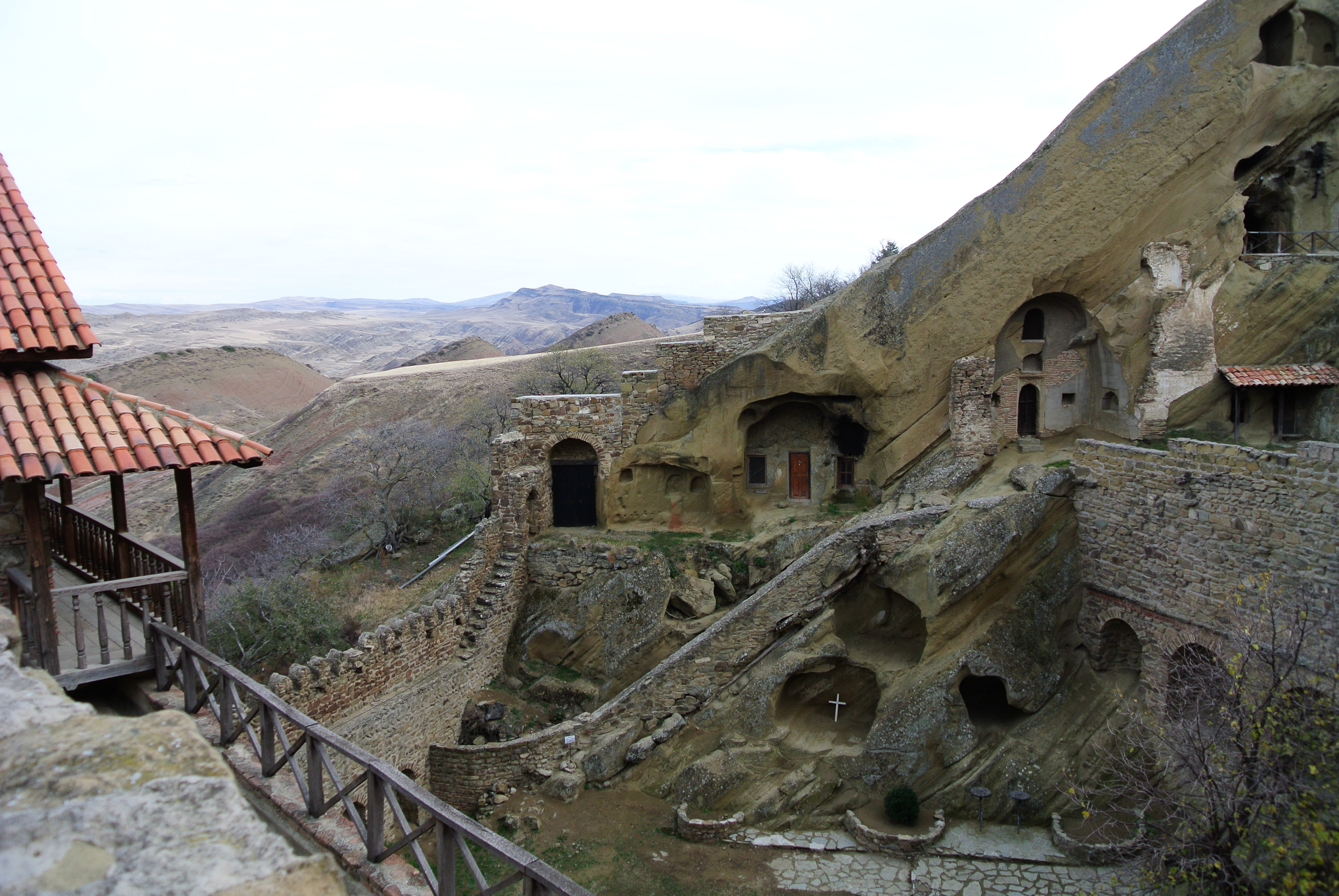
4 juin : L'Azerbaïdjan met en garde contre d'éventuelles provocations frontalières près du complexe monastique controversé de David Gareja, en conflit entre Bakou et Tbilissi

  - L'Azerbaïdjan met en garde contre d'éventuelles provocations frontalières près du complexe monastique controversé de David Gareja, en conflit entre Bakou et Tbilissi[195].
  - Le gouvernement des États-Unis engage un nouveau million de dollars de nouveaux financements USAID pour soutenir la réponse de la Géorgie contre le Coronavirus[196].
- 5 juin : 
  - 142 cas actifs de Covid-19[81].
  - 57 cas de Covid-19 en Ossétie du Sud, dont 12 nouveaux cas.
  - Après une forte augmentation des infections à Covid-19 en Arménie voisine, Tbilissi offre une aide humanitaire[197].
- 6 juin : 132 cas actifs de Covid-19[81].
- 7 juin : 
  - 122 cas actifs de Covid-19[81].
  - Trois civils géorgiens sont capturés par des séparatistes pro-russes près de l'Abkhazie[198].
- 8 juin :
  - 114 cas actifs de Covid-19[81].
  - 66 cas de Covid-19 en Ossétie du Sud, dont neuf nouveaux cas et 34 guéris.
  - Les transports en commun interurbains, les bureaux de change et tous les restaurants reprennent leurs activités[199].
  - Le parti d'opposition Lelo pour la Géorgie se prononce contre le mariage et l'adoption homosexuelle, menant à la démission d'un des dirigeants du conseil politique du parti[200].
  - Les partis politiques d'opposition appellent le gouvernement à mettre fin aux procédures judiciaires contre Guiorgui Rouroua, un leader de l'opposition accusé de possession illégale d'armes. Le gouvernement géorgien a demandé l'aide des États-Unis pour enquêter sur le meurtre présumé par Rouroua de sept membres d'une famille pendant son mandat de chef de milice dans les années 1990[201].
- 9 juin
  - 119 cas actifs de Covid-19[81].
  - Le gouvernement propose un nouveau budget de crise pour 2020 qui réduira considérablement les dépenses, au milieu de baisses des recettes attendues[202].

- 10 juin : 
  - 124 cas actifs de Covid-19[81].

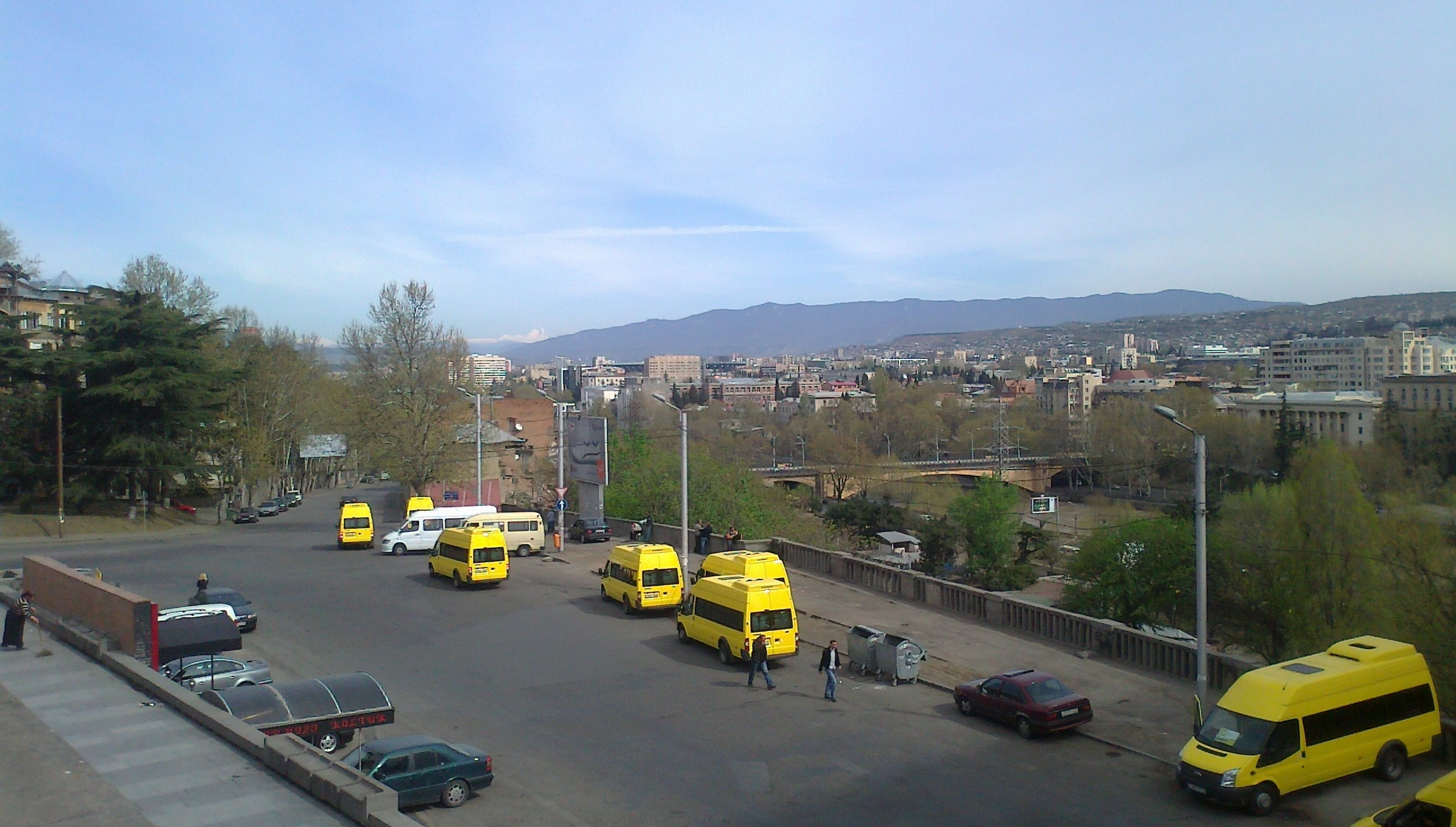
10 juin : La ville de Tbilissi commence à acheter une nouvelle flotte de ses minibus emblématiques ("marchoutkas") en tant que subvention à la Tbilisi Minibus Company

  - À la suite d'une résurgence des cas de Covid-19 en Israël, la Géorgie suspend ses négociations sur le corridor de voyage sécurisé avec le pays[203].
  - La ville de Tbilissi commencera à acheter une nouvelle flotte de ses minibus emblématiques ("marchoutkas") en tant que subvention à la Tbilisi Minibus Company[204].
  - Environ 1 000 mineurs sont en grève dans la région d'Imereti en Géorgie occidentale pour demander des conditions de travail plus sûres et des salaires plus élevés[205].
  - Pour la première fois, les troupes géorgiennes s'entraînent en Géorgie pour un déploiement en Afghanistan. Les exercices précédents ont eu lieu en Allemagne avec des troupes conjointes de l'OTAN[206].
- 11 juin : 
  - 121 cas actifs de Covid-19[81].
  - 68 cas de Covid-19 en Ossétie du Sud.
  - La Géorgie envoie du personnel médical en Arménie pour aider le pays dans son épidémie de Covid-19[207].
  - Le gouvernement augmente les pensions des retraités de 30 GEL, pour un total mensuel de 250 GEL[208].
  - À la suite d'une déclaration de Mikheil Saakachvili sur son implication future dans le renversement du gouvernement actuel, le MAE géorgien convoque l'ambassadeur d'Ukraine. Saakachvili est un ancien dirigeant autoritaire de la Géorgie qui siège actuellement au gouvernement ukrainien[209].
  - En Abkhazie, le chef de facto Aslan Bjania a nommé Akhra Avidzba son conseiller pour les affaires internationales. Avidzba est un ancien chef de milice du Donbass combattant pour la Russie contre l'Ukraine[210].
- 12 juin : 
  - 133 cas actifs de Covid-19[81].
  - Une nouvelle loi autorise des amendes sur les individus et les entreprises pour le manque de port de masques dans les espaces publics fermés, les transports en commun et les taxis, ainsi que les rassemblements de plus de 10 personnes pour les anniversaires, mariages, funérailles et autres événements sociaux[211].
  - Une opération spéciale mène à la capture d'un Tchétchène à Tbilissi. La Géorgie accuse le citoyen russe d'être un tueur engagé par le leader tchétchène Ramzan Kadyrov pour assassiner le journaliste Guiorgui Gabounia, qui avait maudit la mère de Vladimir Poutine en direct en 2019.

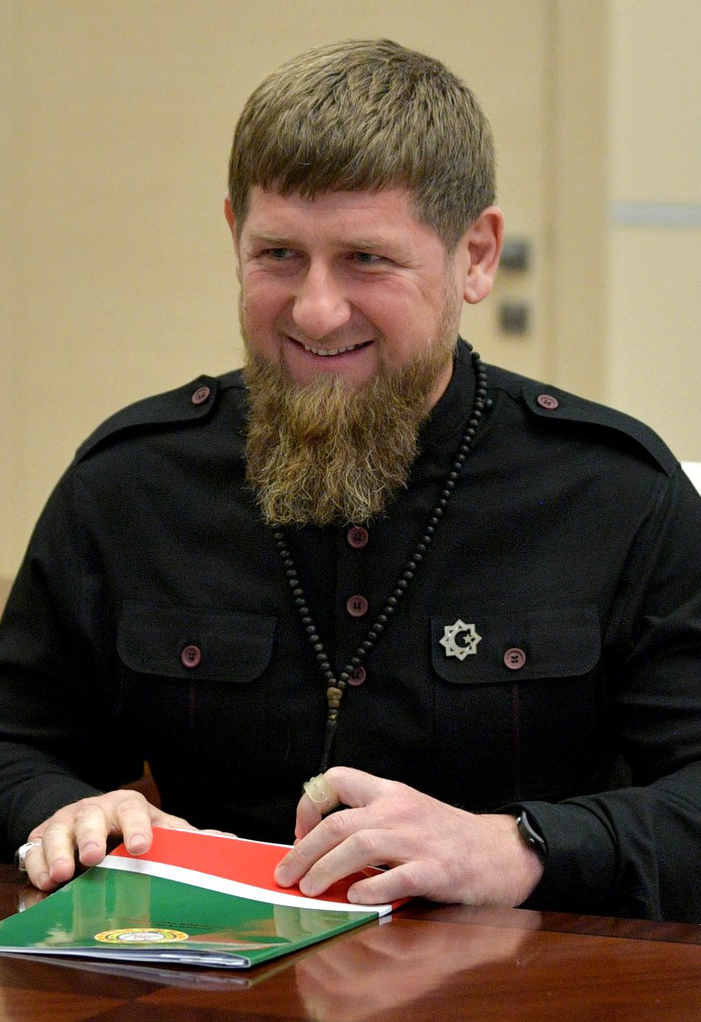
13 juin : Une opération spéciale mène à la capture d'un Tchétchène à Tbilissi. La Géorgie accuse le citoyen russe d'être un tueur engagé par le leader tchétchène Ramzan Kadyrov pour assassiner le journaliste Guiorgui Gabounia, qui avait maudit la mère de Vladimir Poutine en direct en 2019.

- 14 juin : 147 cas actifs de Covid-19[81].
- 15 juin : 
  - 161 cas actifs de Covid-19[81].
  - Le tourisme intérieur est rouvert pour les citoyens géorgiens. La présidente Salomé Zourabichvili visite la Gourie et l'Adjarie pour promouvoir le tourisme intérieur[212].
  - Le chef du Service de Gestion des terres de la Division de la Protection de l'environnement et des ressources naturelles d'Adjarie est arrêté pour corruption[213].
- 16 juin : 144 cas actifs de Covid-19[81].
- 17 juin : 
  - 141 cas actifs de Covid-19[81].
  - La Russie nie l'implication du Kremlin dans l'envoi d'un tueur à gages de Tchétchénie pour assassiner le journaliste d'opposition Guiorgui Gabounia[214].
- 18 juin : 140 cas actifs de Covid-19[81].
- 19 juin : 
  - 140 cas actifs de Covid-19[81].
  - La coalition d'opposition pro-occidentale nomme des candidats pour six districts majoritaires de Tbilissi avant les élections parlementaires de 2020[215].
- 20 juin : Manifestation pour commémorer les manifestations anti-gouvernementales violentes du 20 juin 2019[216].
- 21 juin : 137 cas actifs de Covid-19[81].
- 22 juin : 
  - 133 cas actifs de Covid-19[81].
  - Ana Dolidzé, membre du Haut Conseil de la Justice, quitte son poste après avoir été critiquée par la présidente Zourabichvili pour le lancement d'un parti politique anti-gouvernemental malgré sa position[217].
  - Le ministère de la Défense annonce une mise à jour de sa flotte de camions, remplaçant ses camions de fabrication russe vieux de 30 ans par des véhicules américains et européens[218].
- 23 juin : 
  - 136 cas actifs de Covid-19[81].
  - Le Conseil des droits de l'homme des Nations unies adopte une résolution soutenant l'intégrité territoriale de la Géorgie, appelant à l'accès aux territoires occupés par des missions internationales et condamnant les actions de la Russie contre la Géorgie[219].
  - Le président Zourabichvili s'adresse à l'Agence internationale de l'énergie et appelle la communauté internationale à prendre des mesures pour adopter des politiques vertes plus strictes[220].
- 24 juin : 
  - 132 cas actifs de Covid-19[81].
  - La Banque nationale de Géorgie réduit son taux de refinancement de 25 points de base, à 8,25 %[221].

- 25 juin : 
  - 127 cas actifs de Covid-19[81].
  - Le Service de sécurité de l'État lance une enquête sur les allégations médiatiques selon lesquelles le gouvernement aurait tronqué ses chiffres d'infection au Covid-19[222].
  - Le Parlement approuve le budget modifié du gouvernement pour 2020, augmentant les dépenses de 3,4 milliards de laris en raison de la pandémie[223].
  - La société autrichienne OMV remporte l'appel d'offres pour l'exploitation pétrolière et gazière en mer Noire[224].
  - Le gouvernement reporte la reprise des vols internationaux au 1er août[225].
- 26 juin : 
  - 125 cas actifs de Covid-19[81].
  - 17 personnes sont arrêtées pour le meurtre de Giorgi Shakarachvili, un footballeur de 19 ans porté disparu depuis une semaine[226].
  - L'UE inclut la Géorgie dans la liste des 15 pays pour lesquels elle rouvrira ses frontières à compter du 1er juillet[227].
  - L'ambassadeur d'Allemagne en Géorgie déclare que la libération de Giorgi Rurua, en prison pour possession illégale d'armes, ne fait pas partie de l'accord du 8 mars entre le parti au pouvoir et l'opposition, ce qui a entraîné une condamnation généralisée de l'opposition[228].
- 27 juin : 126 cas actifs de Covid-19[81].
- 28 juin : 15e décès lié au Covid-19[81].
- 29 juin : 
  - 120 cas actifs de Covid-19[81].
  - Le Parlement passe et la présidente Zourabichvili signe les amendements constitutionnels modifiant le système électoral en Géorgie, passant à un système essentiellement proportionnel pour les élections législatives de 2020. Les amendements sont le résultat de l'accord du 8 mars entre le parti au pouvoir et l'opposition et sont applaudis par la communauté internationale. L'opposition boycotte le vote[229].
  - L'Union européenne condamne les déclarations faites par l'opposition contre l'ambassadeur d'Allemagne en Géorgie[230].
- 30 juin : 119 cas actifs de Covid-19[81].

### Juillet
- 1er juillet : 
  - 122 cas actifs de Covid-19[81].

1er juillet : La Banque mondiale alloue 45 millions d'euros pour aider la Géorgie à atténuer les effets de la pandémie.

  - Les pensions des retraités passent à 250 GEL par mois[231].
  - La Banque mondiale alloue 45 millions d'euros pour aider la Géorgie à atténuer les effets de la pandémie[232].
- 2 juillet : 
  - 107 cas actifs de Covid-19[81].
  - Malgré l'adoption d'une réforme électorale majeure sous forme d'accord entre l'opposition et le parti au pouvoir, 18 partis politiques d'opposition demandent la libération du chef de guerre Guiorgui Rouroua par le gouvernement[233].
  - Le gouvernement annonce un nouvel ensemble d'aides au secteur agricole avant la saison des vendanges[234].
  - La Marche géorgienne, une organisation d'extrême droite connue pour ses positions anti-LGBT, crée un parti politique pour participer aux élections législatives de 2020[235].
  - Markwayne Mullin (R-Oklahoma), un membre de la Chambre des représentants des États-Unis, rédige un article accusant Bidzina Ivanichvili, président du parti au pouvoir et ancien Premier ministre, de contrôler la politique géorgienne et d'être allié avec la Russie[236].
- 3 juillet : 
  - 107 cas actifs de Covid-19[81].
  - L'Allemagne annonce l'extradition de Davit Tchakoua, ancien chef du système pénitentiaire géorgien recherché par la Géorgie et Interpol depuis 2013 pour violations des droits de l'homme[237].
- 4 juillet : 106 cas actifs de Covid-19[81].
- 5 juillet : 
  - 108 cas actifs de Covid-19[81].
  - Un Géorgien est enlevé par les forces séparatistes près de la frontière administrative de l'Abkhazie[238]. Trois autres femmes disparaissent près de la même ligne[239].

- 6 juillet : 
  - 108 cas actifs de Covid-19[81].

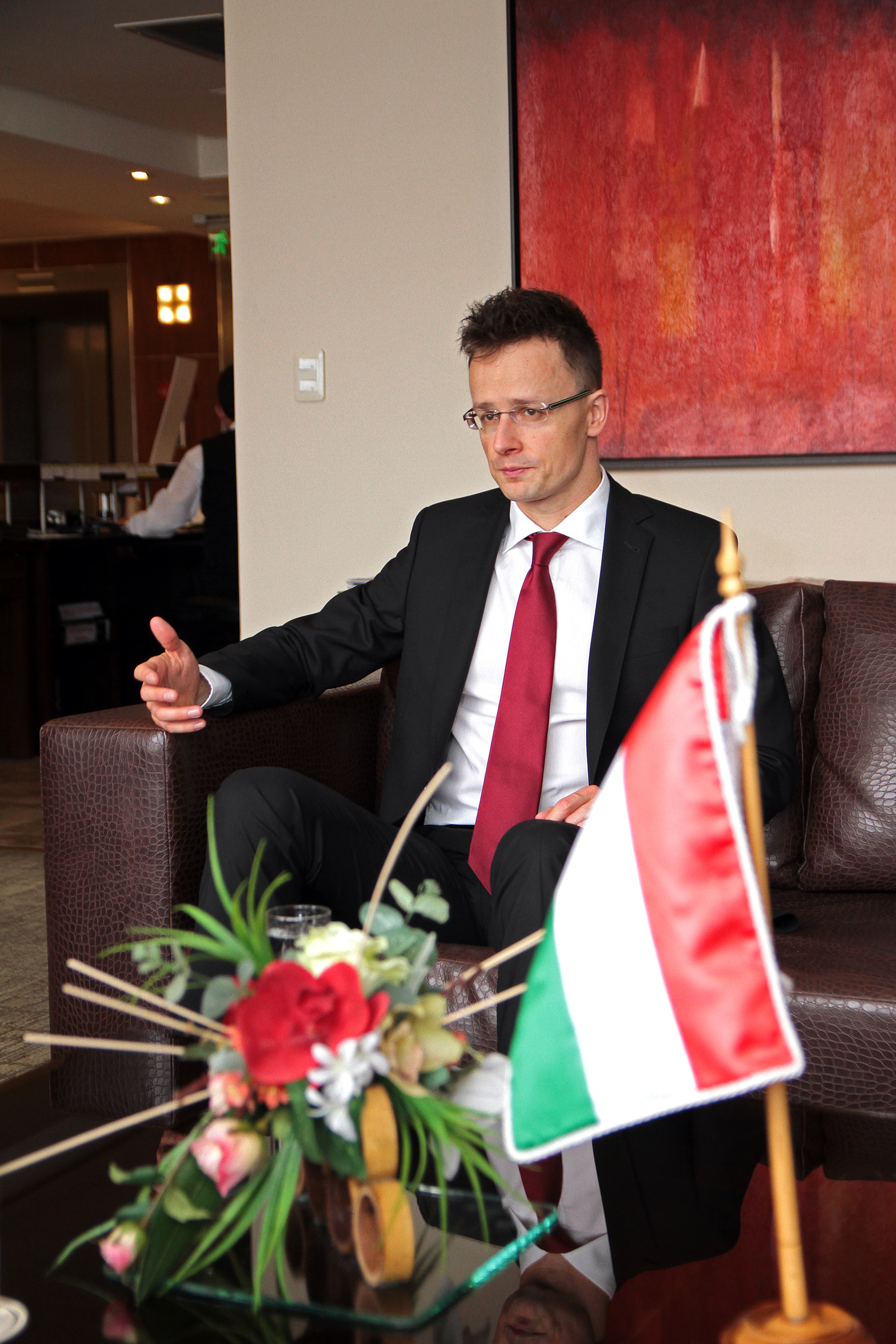
6 juillet : Le ministre hongrois des Affaires étrangères devient le premier responsable étranger à se rendre en Géorgie depuis le début de la pandémie

  - Un Géorgien revenant d'Abkhazie séparatiste est blessé par balle par les forces séparatistes.
  - Le ministre hongrois des Affaires étrangères devient le premier responsable étranger à se rendre en Géorgie depuis le début de la pandémie. Tbilissi et Budapest signent un accord pour ouvrir une ligne d'investissement de 155 millions d'euros par la banque hongroise EXIM[240].
  - Le gouvernement géorgien renonce à l'exigence d'examen national pour les futurs étudiants universitaires des territoires occupés d'Abkhazie et d'Ossétie du Sud[241].
  - Les piscines et les gymnases commencent à rouvrir après des mois de fermeture en raison de la pandémie[242].
- 7 juillet : 
  - 105 cas actifs de Covid-19[81].
  - Le séparatiste Tskhinvali accuse la Géorgie d'« occuper » la région de Tchortchana[243].
  - L'Estonie ouvre ses frontières à la Géorgie[244].
  - Une proposition dans le budget fédéral américain de 2021 pour permettre au Département d'État de suspendre 15 % de son aide financière annuelle à la Géorgie pour un "manque de protection des entreprises étrangères" conduit à de grands débats dans le pays[245].
  - La Géorgie a pris la 15e place dans le monde dans l'indice des passeports 2020, indiquant un progrès important dans la solidité du passeport géorgien depuis 2019[246].
- 8 juillet : 
  - 107 cas actifs de Covid-19[81].
  - La Géorgie rouvre ses frontières avec la France, l'Allemagne et les États baltes[247].
  - Les Nations unies classent la Géorgie 58e dans son rapport annuel sur le développement durable, sur 166 pays[248].
- 9 juillet : 
  - 109 cas actifs de Covid-19[81].
  - Le gouvernement annonce un programme de subventions publiques pour la saison 2020 de vendange[249].
  - L'armée russe organise des exercices militaires en Abkhazie et en Ossétie du Sud[250].
  - L'Église orthodoxe géorgienne demande au gouvernement turc de ne pas convertir Sainte-Sophie en mosquée[251].

9 juillet : L'Église orthodoxe géorgienne demande au gouvernement turc de ne pas convertir Sainte-Sophie en mosquée

- 10 juillet : 112 cas actifs de Covid-19. 28 soldats géorgiens de retour d'Afghanistan sont également infectés[252].
- 11 juillet : 
  - 115 cas actifs de Covid-19[81].
  - Les forces séparatistes d'Ossétie du Sud tirent sur et arrêtent un citoyen géorgien près de la frontière administrative. Zaza Gakheladzé, le Géorgien, est transféré en détention à Tskhinvali. Tbilissi et la communauté internationale condamnent cet incident[253].
- 12 juillet : 114 cas actifs de Covid-19[81].
- 13 juillet : 
  - 123 cas actifs de Covid-19[81].
  - Les événements culturels en plein air sont autorisés après des mois d'interdiction liée au Covid. Une limite de 200 personnes est placée[254].
  - Le parti Girtchi, à tendance libertaire, annonce qu'il distribuera au tirage au sort des voitures Tesla à ses électeurs lors des élections législatives de l'automne, pour protester contre le financement public des partis politiques[255].
  - Une nouvelle loi oblige les auteurs potentiels de violence domestique à porter des bracelets de surveillance électronique pendant un mois[256].
  - Tbilissi demande la reprise des réunions du mécanisme de prévention des incidents et d'intervention (IPRM) avec les autorités séparatistes d'Ossétie du Sud, sous la supervision de l'Union européenne. Les réunions ont pris fin en août 2019 après que Tbilissi ait installé un poste de surveillance de la police près de la zone de conflit[257].
- 14 juillet : 
  - 114 cas actifs de Covid-19[81].
  - Le Parlement étend jusqu'à la fin de l'année le pouvoir du gouvernement d'imposer des restrictions liées au coronavirus sans consentement législatif[258].

- 15 juillet : 
  - 115 cas actifs de Covid-19[81].

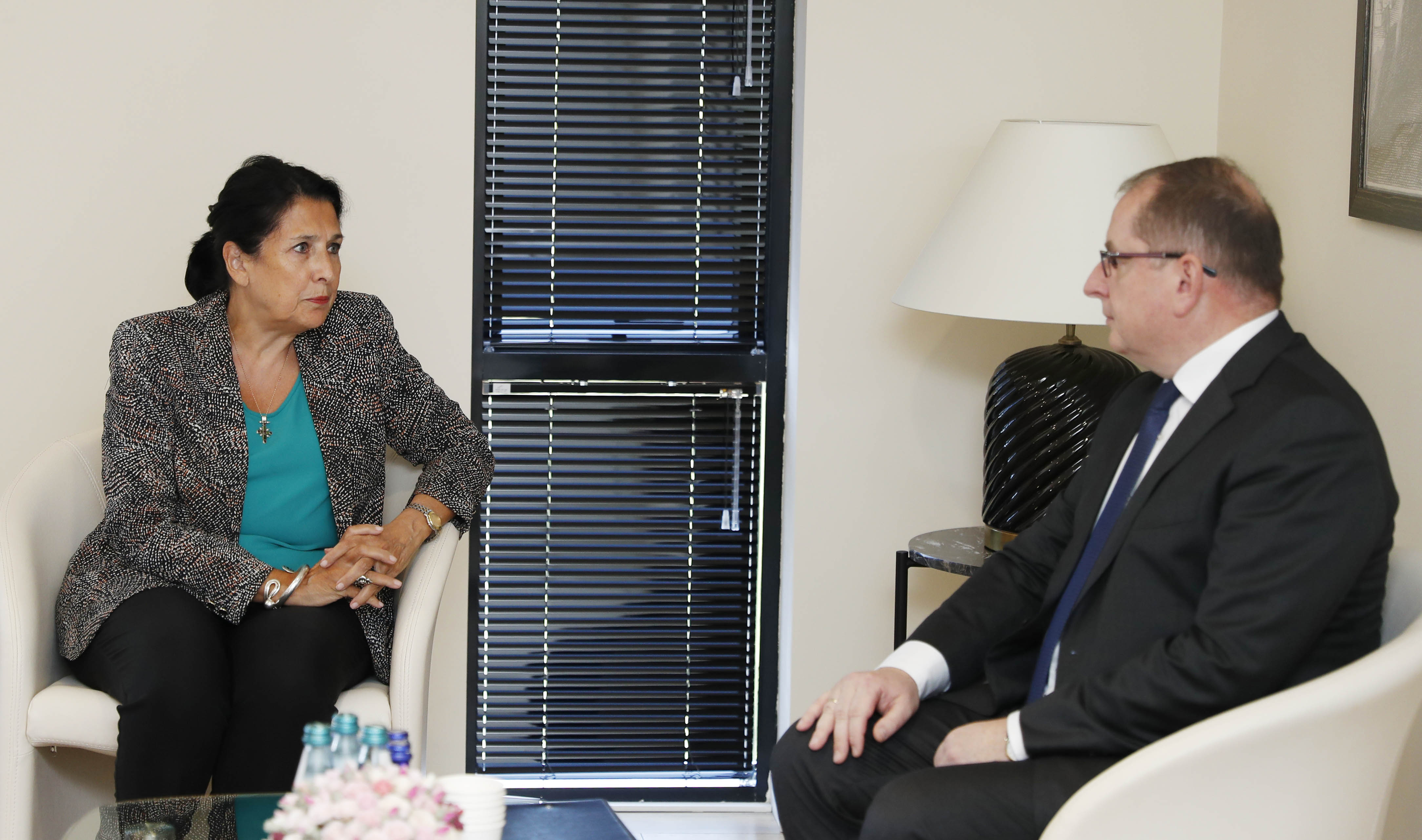
15 juillet : La présidente Zourabichvili appelle la Russie à autoriser l'accès de la mission de surveillance de l'Union européenne aux territoires occupés de la Géorgie

  - La présidente Zourabichvili appelle la Russie à autoriser l'accès de la mission de surveillance de l'Union européenne aux territoires occupés de la Géorgie[259].
  - La ville de Tbilissi annonce une augmentation des dépenses budgétaires dans le domaine culturel[260].
- 16 juillet : 
  - 108 cas actifs de Covid-19[81].
  - Facebook annonce des lignes directrices strictes pour les publicités politiques géorgiennes sur la plate-forme de réseau social avant les élections législatives de cet automne[261].
  - Le gouvernement privatise aux familles militaires qui y vivent actuellement 5 000 maisons à travers la Géorgie[262].
- 20 juillet : 
  - 124 cas actifs de Covid-19. Un 16e Géorgien meurt du Coronavirus[81].
  - Le parti au pouvoir annonce sa liste de 30 candidats pour les circonscriptions majoritaires aux élections législatives de cet automne. Sur les 30, 29 hommes et une femme sont candidats[263].
  - La Suisse rouvre ses frontières à la Géorgie[264].
  - À la suite des informations azerbaïdjanaises selon lesquelles la Serbie a livré des armes à l'Arménie via la Géorgie avant les escarmouches Arménie-Azerbaïdjan de 2020, Tbilissi a catégoriquement nié ces informations[265].
  - Les mariages, baptêmes et funérailles sont réautorisés avec une limite de 100 personnes[266].
  - Reporters sans frontières met en garde contre les menaces à l'indépendance des médias à l'approche des élections législatives de 2020[267].

- 21 juillet : 
  - 130 cas actifs de Covid-19[81].

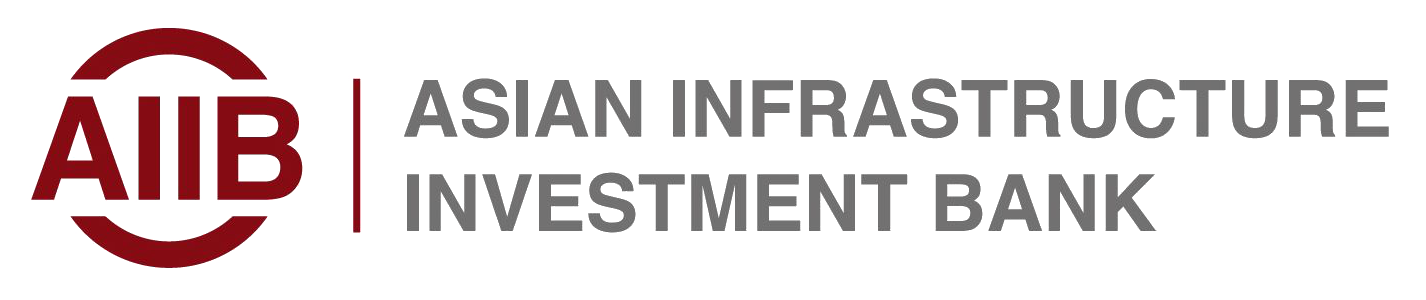
21 juillet : La BAII approuve un prêt de 45 millions d'euros à la Géorgie.

  - Après des mois d'interruption, Tbilissi et Tskhinvali conviennent de reprendre les réunions du mécanisme de prévention des incidents et d'intervention (IPRM), la première réunion étant prévue le 30 juillet[268].
  - La Banque asiatique d'investissement dans les infrastructures approuve un prêt de 45 millions d'euros à la Géorgie[269].
- 22 juillet : 
  - 150 cas actifs de Covid-19[81].
  - Le gouvernement reporte la reprise des vols internationaux au 31 août, sauf pour les vols avec Paris, Munich et Riga[270].
  - Tamar Batchaliachvili, une femme de 23 ans qui avait disparu cinq jours plus tôt, est retrouvée morte dans sa voiture en campagne. L'affaire conduit à des débats et à des accusations de grande envergure contre l'efficacité du service d'enquête de la police, ainsi qu'à des théories du complot liées à l'emploi de la femme dans une entreprise américaine. Sa mort, encore un mystère, semble être le résultat d'un suicide[271].
  - Le Japon accorde à la Géorgie des équipements médicaux d’une valeur de 2,8 millions de dollars[272].
  - Le membre du Congrès américain Adam Kinzinger, considéré comme un critique du gouvernement géorgien, revient sur ses commentaires précédents, déclarant que les États-Unis n'imposeraient pas de sanctions à la Géorgie et que Tbilissi restait un partenaire stratégique de Washington[273].
- 23 juillet : 
  - 158 cas actifs de Covid-19[81].
  - Le gouvernement géorgien annonce qu'il n'annulera pas entièrement son contrat avec la compagnie pétrolière américaine controversée Frontera après des mois de conflit sur le traitement de ses travailleurs. Le conflit avec Frontera avait conduit à une série de critiques de la part de membres du Parti républicain américain contre Tbilissi, y compris des appels à des sanctions. L'annonce coïncide avec l'annonce du membre du Congrès Adam Kinzinger selon laquelle les États-Unis n'imposeraient pas de sanctions à la Géorgie. Selon Tbilissi, Frontera sera autorisée à continuer à travailler sur 1 % de ses territoires précédemment détenus[274].
  - Les autorités séparatistes de Tskhinvali condamnent un ancien responsable séparatiste et son épouse géorgienne à 16 ans de prison pour des allégations selon lesquelles ils auraient partagé des informations classifiées avec Tbilissi avant la guerre russo-géorgienne de 2008[275].
  - United Airports of Tbilisi annonce la reprise des vols intérieurs[276].

- 24 juillet : 

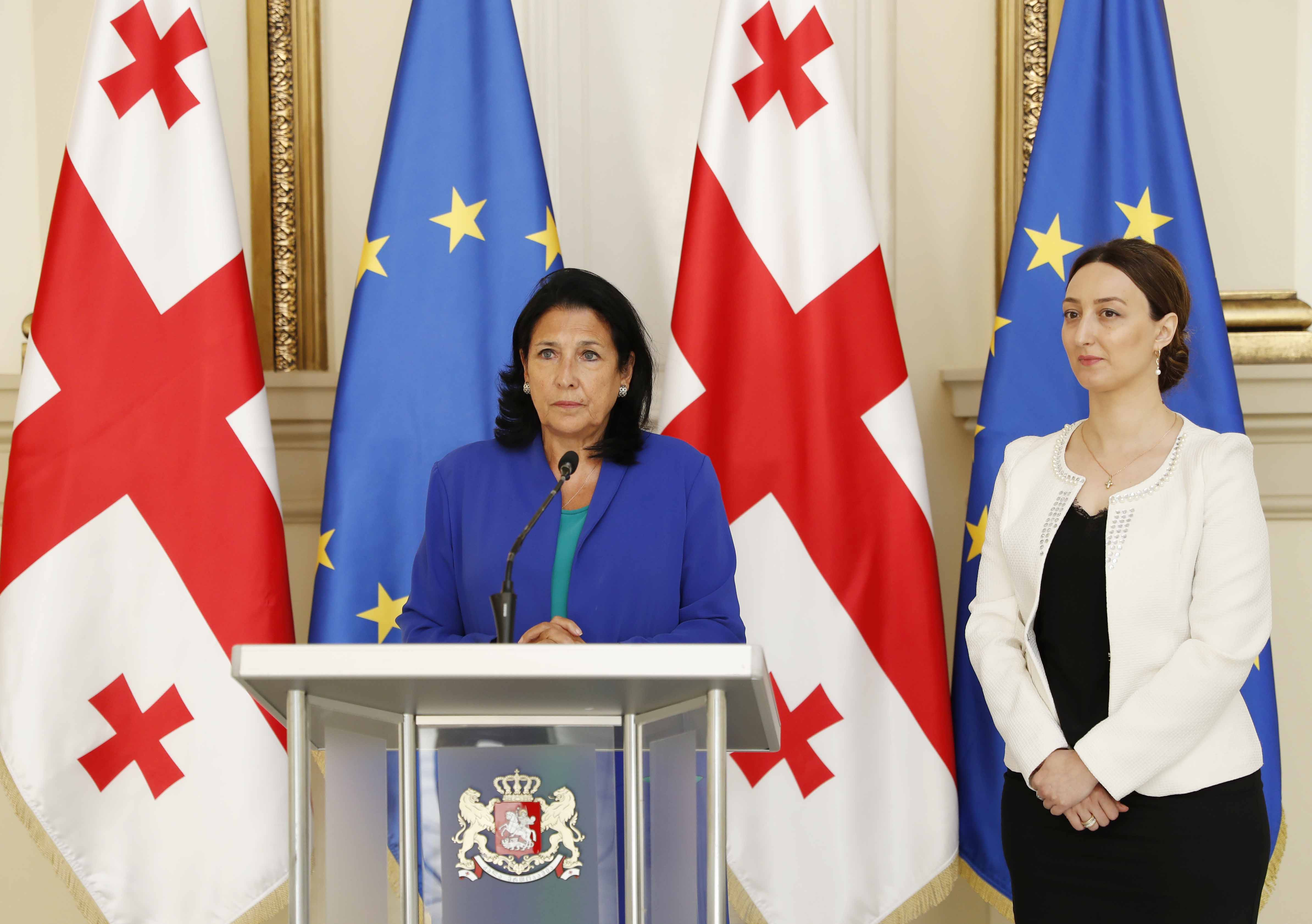
24 juillet : La présidente Zourabichvili nomme Tamar Ghvamitchava, professeur de loi, au Haut Conseil de Justice

  - 176 cas actifs de Covid-19. Le village de Karadjalari dans la municipalité de Gardabani est mis en quarantaine[277].
  - La présidente Zourabichvili nomme Tamar Ghvamitchava, professeur de loi, au Haut Conseil de Justice, l'organe chargé des réformes et des nominations judiciaires. Ghvamitchava remplace Anna Dolidzé qui démissionne le 22 juin après avoir formé un parti politique d'opposition[278].
- 25 juillet : 184 cas actifs de Covid-19, dont 13 nouveaux cas[81].
- 26 juillet : 195 cas actifs de Covid-19, dont 14 nouveaux cas[81].
- 27 juillet : 
  - Une décision du gouvernement permet aux travailleurs agricoles géorgiens de traverser la frontière pour travailler en Turquie, bien qu'ils devront passer par une quarantaine obligatoire à leur retour[279].
  - Le principal parti d'opposition MNU annonce qu'il se retirera de la formation d'une coalition avec d'autres partis dans les districts majoritaires en dehors de Tbilissi avant les élections législatives d'octobre. La décision est critiquée par d'autres partis d'opposition[280].
  - Temour Ghvindjila, président du conseil municipal de Tsalendjikha, est arrêté et accusé de contrebande de cigarettes en provenance d'Abkhazie séparatiste[281].
  - Le Premier ministre Gakharia s'entretient au téléphone avec le secrétaire d'État américain Mike Pompeo. Ce dernier appelle à la protection de l'indépendance judiciaire et électorale en Géorgie[282].
- 28 juillet : 
  - 202 cas actifs de Covid-19[81].
  - La BERD accorde un prêt de 5 millions d'euros pour améliorer les services publics à Bakouriani.
  - La Banque asiatique de développement annonce un investissement de 40 millions de dollars pour moderniser les services d'eau à travers le pays.
- 29 juillet : 
  - 210 cas actifs de Covid-19. 17e décès[81].
  - 32 cas actifs de Covid-19 en Abkhazie, dont huit nouveaux cas. L'un des nouveaux cas est un député à l'Assemblée législative de la région séparatiste[283].
  - La BERD alloue 90 millions d'euros à la construction de 150 km de réseau de transport d'électricité à travers la Géorgie[284].
- 30 juillet : 
  - 208 cas actifs de Covid-19[81].
  - Guiorgui Rouroua, ancien chef de guerre et figure de l'opposition, est condamné à 4 ans de prison pour possession illégale d'armes. L'emprisonnement de Rouroua a été la cause de nombreuses plaintes de l'opposition[285].
  - 150 personnes sont évacuées de la région de Ratcha-Letchkhoumi à la suite d'une inondation majeure et de la destruction de 10 ponts[286].
  - Anaklia Development Consortium, la société internationale appartenant au leader de l'opposition Mamouka Khazaradzé, poursuit le gouvernement géorgien devant un tribunal d'arbitrage international pour le projet de port profond d'Anaklia[287].
- 31 juillet : 
  - 211 cas actifs de Covid-19[81].
  - 20 partis politiques publient une déclaration commune appelant le président Zourabichvili à gracier Guiorgui Rouroua. Certains députés européens et membres du Congrès américain lancent des appels similaires[288].
  - L'Agence française de développement émet un prêt de 65 millions d'euros pour améliorer les services d'assainissement de l'eau dans la municipalité de Khachouri[289].

### Août
- 1er août : 
  - 207 cas actifs de Covid-19[81].
  - La présidente Zourabichvili refuse de pardonner Guiorgui Rouroua.
- 2 août : 205 cas actifs de Covid-19[81].
- 3 août : 
  - 203 cas actifs de Covid-19[81].
  - La Géorgie européenne, un parti d'opposition, tient son caucus et annonce 14 candidats majoritaires pour les élections législatives d'octobre[290].
  - Le responsable ukrainien Mikheïl Saakachvili, ancien président de la Géorgie, déclare qu'il était impliqué dans la sélection des candidats pour se présenter contre le parti au pouvoir aux élections législatives d'octobre en Géorgie[291].
- 4 août : 
  - 203 cas actifs de Covid-19[81].
  - Alors que le mystère entourant la mort de Tamar Batchaliachvili, 23 ans, s'approfondit, sa mère et des militants se rassemblent devant l'ambassade des États-Unis pour exiger la participation du FBI à l'enquête[292].
  - Le directeur de l'Hôpital central de Tbilissi est arrêté après que des médecins non autorisés aient opéré un homme qui est dans le coma depuis l'opération[293].
  - « Les citoyens », un parti politique fondé par Aleko Elisachvili, un ancien membre indépendant du conseil municipal de Tbilissi, tient son caucus préélectoral pour annoncer ses candidats majoritaires aux élections législatives d'octobre[294].
- 5 août : 
  - 206 cas actifs de Covid-19[81].
  - La Banque centrale abaisse le taux de refinancement de 8,25 à 8 %[295].
  - Le gouvernement annonce la réouverture des écoles et universités pour le 15 septembre[296].
  - L'Abkhazie séparatiste autorise l'ouverture d'un couloir humanitaire pour permettre aux Abkhazes d'entrer en Géorgie proprement dite pour des raisons médicales pendant la pandémie, jusqu'au 9 août[297].
- 6 août : 
  - 202 cas actifs de Covid-19[81].
  - Huit membres du Conseil de sécurité des Nations unies publient une déclaration commune montrant leur soutien à la Géorgie et condamnant la Russie 12 ans après la guerre russo-géorgienne, et appelant Moscou à respecter l'accord de cessez-le-feu[298].
  - Le gouvernement annonce son troisième plan économique anti-crise pour lutter contre la récession de la pandémie. Le programme coûtera 410 millions de laris et impliquera des subventions directes aux familles et aux étudiants.
  - Les forces séparatistes d'Ossétie du Sud érigent de nouveaux fils barbelés près du village de Takhtrisdziri[299].
  - Tea Akhvlediani, ancienne vice-ministre de la Santé, est nommée ministre d'État chargé de la réconciliation et de l'égalité civile[300].

- 7 août : 
  - 202 cas actifs de Covid-19[81].

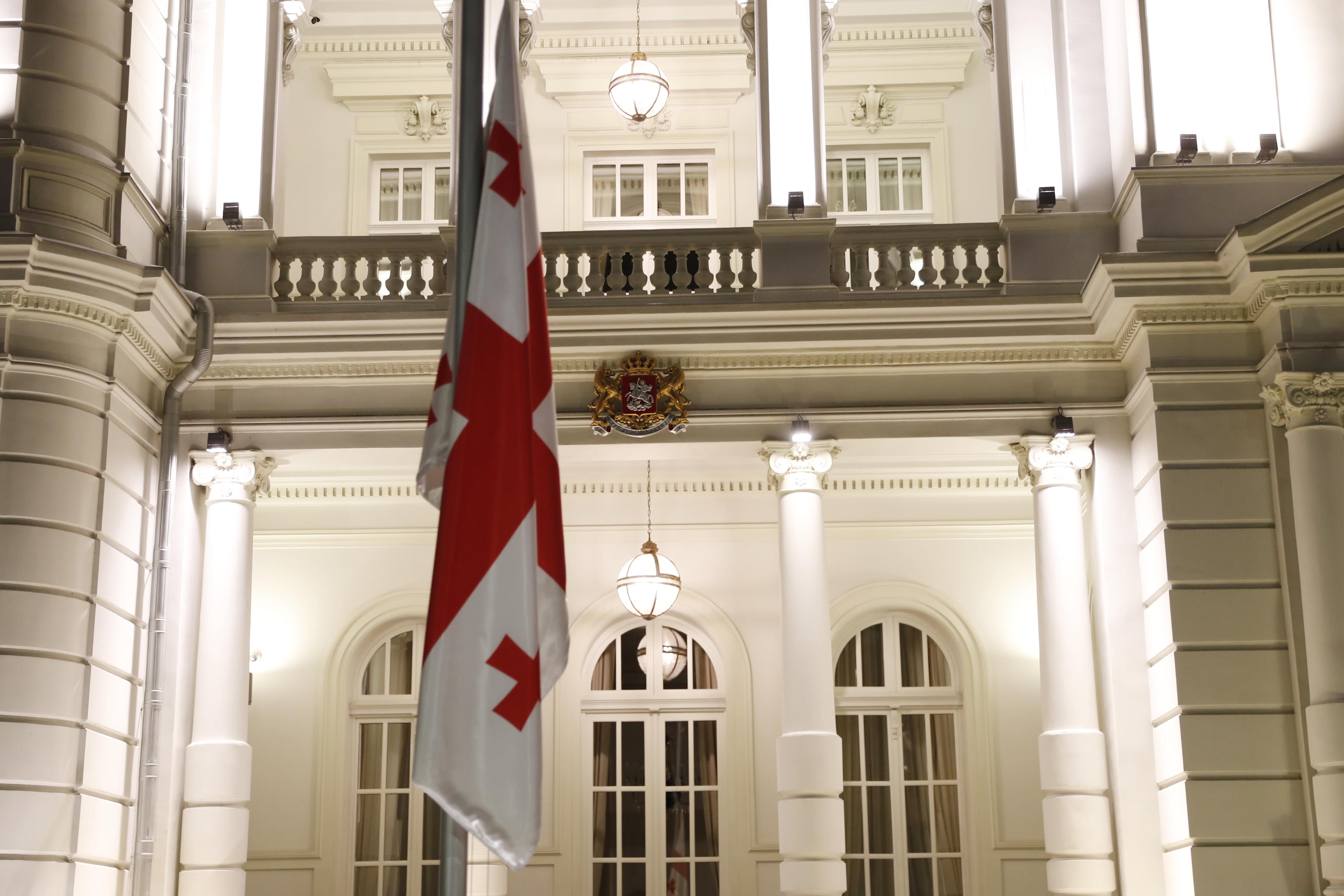
Drapeau géorgien lors du deuil national en commémoration de la guerre russo-géorgienne de 2008.

  - La Géorgie commémore 12 ans depuis la guerre russo-géorgienne. Les capitales occidentales réaffirment leur soutien à l'intégrité territoriale de la Géorgie et condamnent l'occupation par la Russie de l'Abkhazie et de l'Ossétie du Sud.
- 9 août : 208 cas actifs de Covid-19[81].
- 10 août : 223 cas actifs de Covid-19. La municipalité de Mestia est placée en quarantaine après une recrudescence de cas dans la région de haute montagne.
- 11 août : 
  - 193 cas actifs de Covid-19[81].
  - La Slovaquie expulse trois diplomates russes pour leur implication dans le meurtre d'un citoyen géorgien à Berlin[301].
- 12 août : 
  - 203 cas actifs de Covid-19[81].
  - Un sondage réalisé par l'International Republican Institute montre que le parti au pouvoir, RG, est en avance avant les élections législatives d'octobre, bien qu'il ne dispose pas d'une majorité claire pour contrôler le gouvernement à venir[302].
  - Le parti politique d'opposition Lelo pour la Géorgie tient son caucus pour annoncer 25 candidats majoritaires pour les élections législatives d'octobre[303].
- 13 août : 
  - 198 cas actifs de Covid-19[81].
  - Le gouvernement annonce un programme pour subventionner les pommes de qualité inférieure de 10 cents sur le lari[304].
  - À la suite des pressions exercées par l'industrie de l'importation de voitures, les frais de dédouanement des voitures ont été reportés à 2021.
  - Le gouvernement privatise 100 logements sociaux pour les réfugiés d'Abkhazie et de Tskhinvali[305].
- 14 août : 
  - 204 cas actifs de Covid-19[81].
  - Le gouvernement réduit la quarantaine obligatoire liée au Covid de 14 à 12 jours[306].

- 15 août : 
  - 216 cas actifs de Covid-19[81].

15 août : La Croix-Rouge identifie et rend à leurs familles les corps de 13 Géorgiens tués pendant la guerre d'Abkhazie de 1992-1993.

  - La Croix-Rouge identifie et rend à leurs familles les corps de 13 Géorgiens tués pendant la guerre d'Abkhazie de 1992-1993, 28 ans après le début du conflit[307].
- 17 août : La reprise des vols internationaux est retardée jusqu'au 1er octobre[308].
- 19 août : La Svaneti rouvre de sa quarantaine de Covid, sauf le village de Lendjeri et de la ville de Mestia[309].
- 20 août : 
  - La ville de Tbilissi inaugure une nouvelle place devant le Parlement après huit mois de construction controversée qui a été accusée par l'opposition d'être utilisée pour mettre fin à des manifestations antigouvernementales massives[310].
  - Le gouvernement annonce un nouveau programme de soutien agricole appelé « Planter le futur », qui comprend l'octroi de nouveaux semis aux agriculteurs qui voient leurs cultures détruites par des catastrophes naturelles[311].
  - Le ministère de la Santé annonce une extension de sa couverture des traitements anticancéreux dans le cadre du programme de santé universelle[312].
  - Le Centre des maladies infectieuses de Tbilissi, à la pointe de la lutte contre le Covid-19, cesse d'accepter les patients atteints de coronavirus à la suite d'une détérioration de l'infrastructure médicale[313].
- 21 août : Une entreprise américaine signe un accord avec le ministère géorgien de l'Économie pour la construction d'une nouvelle centrale hydroélectrique en Gourie[314].
- 22 août : 
  - 262 cas actifs de Covid-19[81].
  - Une nouvelle autoroute reliant l'est et l'ouest de la Géorgie est inaugurée[315].
- 23 août : Un accident sur une route de montagne en Khevsoureti cause la mort de 17 personnes. Un jour de deuil national est déclaré pour le 25 août.
- 24 août : 18e décès dû à la pandémie Covid-19[81].
- 25 août : 
  - 19e décès dû à la pandémie Covid-19[81].
  - Le parti d'extrême droite Alliance des patriotes (ADP) est embourbé dans un scandale lié à ses liens avec Moscou. Un rapport d'enquête russe a dévoilé un soutien financier direct du Kremlin au parti. Pendant ce temps, les dirigeants du parti sont fortement critiqués pour avoir visité illégalement la région séparatiste d'Abkhazie, sous occupation militaire russe, et pour avoir rencontré des responsables séparatistes. Certaines forces de l'opposition appellent les autorités à ouvrir une enquête sur l'ingérence russe dans les élections géorgiennes et à interdire à l'ADP de se présenter aux élections législatives d'octobre.
  - La Géorgie vote pour prolonger les sanctions du Conseil de l'Europe contre la Russie liées à l'annexion de la Crimée[316].
- 26 août : 
  - Lacha Sakania, conseiller du leader séparatiste d'Abkhazie Aslan Bjania, démissionne à la suite de sa rencontre avec les dirigeants du parti politique d'extrême droite géorgien ADP[317].
  - Le leader séparatiste sud-ossète Anatoli Bibilov appelle à l'abolition de la frontière entre la région et la Russie[318].
- 27 août : 
  - 230 cas actifs de Covid-19[81].
  - Pour lutter contre l'exploitation des enfants, le ministère de la Justice publie un nouveau règlement interdisant aux couples qui sont ensemble depuis moins d'un an de recourir à des services de maternité de substitution. La règle est critiquée par les groupes de défense des droits civiques[319].
- 28 août : 240 cas actifs de Covid-19[81].
- 29 août : à la suite de la mort d'un homme détenu en Ossétie du Sud, des manifestants appellent à la démission du gouvernement séparatiste. Tbilissi condamne les violations des droits de l'homme dans la région.
- 30 août : Le journal d'investigation britannique Bellingcat révèle que le complice du meurtre du Géorgien Khangochvili à Berlin l'année dernière est un agent du FSB[320].

- 31 août : 
  - 228 cas actifs de Covid-19[81].

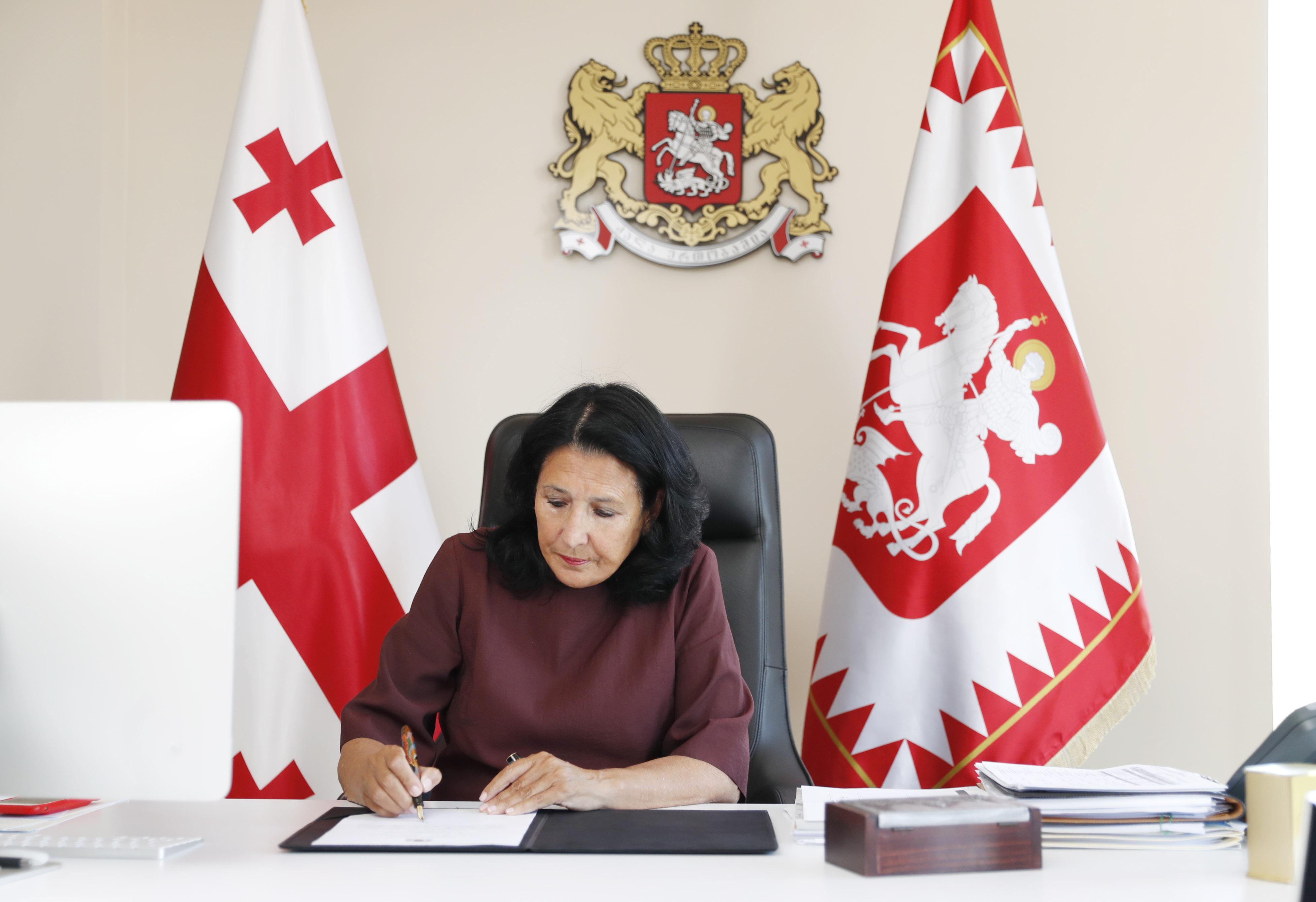
31 août : Le président Zourabichvili fixe la date des élections législatives de 2020 au 31 octobre.

  - Le président Zourabichvili fixe la date des élections législatives de 2020 au 31 octobre[321].

### Septembre
- 1er septembre : 
  - 230 cas actifs de Covid-19[81].
  - Le président Zourabichvili appelle la communauté internationale à « réagir fermement » à la crise sociopolitique en cours à Tskhinvali, où les autorités séparatistes sont accusées d'avoir assassiné un homme en prison, ce qui a conduit à de nombreuses manifestations[322].
  - Les forces militaires russes installent des barrières près du village géorgien de Karapila pour fermer l'accès à la région séparatiste d'Ossétie du Sud[323].
- 2 septembre : 
  - 250 cas actifs de Covid-19. La ville de Mestia en Svanétie rouvre après des semaines de quarantaine[324].
  - Malgré les manifestations antigouvernementales contre le gouvernement séparatiste de Tskhinvali, le procureur général de facto refuse de démissionner à moins que les députés de l'opposition ne démissionnent également[325].
  - Le Fonds vert pour le climat accordera à la Géorgie une subvention de 33 millions de dollars pour aider le pays à réduire ses émissions de carbone[326].
  - Le Parlement approuve de nouvelles réglementations pour donner aux agents des frontières géorgiennes dans les aéroports géorgiens le pouvoir de refuser le voyage à certains se rendant en Europe. Cette décision intervient alors que les inquiétudes grandissent dans l'Union européenne concernant les abus du régime sans visa pour l'immigration illégale[327].
- 3 septembre : 
  - 262 cas actifs de Covid-19[81].
  - Le gouvernement prolonge jusqu'à la fin de l'année un programme lié à la pandémie pour subventionner les prêts bancaires d'avant la crise destinés à l'hôtellerie.
  - Le programme de subvention pour les pommes de qualité inférieure fixé à 10 tetris par pomme est porté à 22 tetris[328].
  - La Banque centrale publie de nouvelles réglementations pour adapter le secteur bancaire géorgien aux normes européennes d'identification des clients[329].
  - Une cyberattaque contre le Lugar Laboratory, un centre de recherche médicale financé par les États-Unis et clé dans la lutte contre le Covid-19, vole des documents classifiés à l'institution. La Géorgie allègue que l'attaque vient d'un « pays voisin », tandis que certains experts mettent la faute sur la Russie[330].
  - Le Parlement adopte une série de modifications du code électoral pour criminaliser l'intimidation des électeurs et les violations du secret des électeurs[331].
  - Avec 54 co-sponsors et 83 voix pour, l'Assemblée générale de l'ONU approuve pour la 12e année consécutive une résolution appelant au retour des déplacés géorgiens en Abkhazie et en Ossétie du Sud[332].
- 4 septembre : 
  - 275 cas actifs de Covid-19[81].
  - Le Groupe des amis de la Géorgie de l'OSCE a publié une déclaration appelant la Russie à retirer ses troupes d'Abkhazie et d'Ossétie du Sud[333].
- 7 septembre :
  - 342 cas actifs de Covid-19[81].
  - Les exercices militaires Noble Partner 2020 débutent en Géorgie, amenant des troupes des États-Unis, du Royaume-Uni, de France et de Pologne dans le pays pour des exercices qui dureront une semaine.
  - « La force est dans l'unité », une coalition d'opposition se présentant aux élections législatives du 31 octobre, nomme l'ancien président et fugitif Mikheil Saakachvili comme son candidat au poste de Premier ministre[334].
  - Mariana Tcholoiani, une policière accusée de pressions psychologiques sur un jeune de 15 ans qui s'est suicidée en 2019, est condamnée à trois ans de prison[335].
  - Le délai de quarantaine obligatoire pour les arrivants est réduit de 12 à 8 jours[336].
- 8 septembre : Le président Zourabichvili accuse la Russie de diffuser de la désinformation en Géorgie en publiant une fausse lettre de fonctionnaires de l'UE sur l'ouverture d'un camp de réfugiés en Géorgie[337].
- 9 septembre : 421 cas actifs de Covid-19. En vue d'une forte augmentation des cas, les autorités sanitaires décident de surveiller les patients asymptomatiques en quarantaine dans les hôtels au lieu des hôpitaux[338]. Levan Gogitchaichvili, un député indépendant, teste positif au Covid-19, avec sa femme, une journaliste de renom[339].
- 10 septembre : 469 cas actifs de Covid-19[81].
- 11 septembre : 
  - 536 cas actifs de Covid-19. La reprise de l'enseignement public est reportée du 15 septembre au 1er octobre[340].
  - La Commission électorale centrale déclare que les publicités publiées par le parti d'opposition pro-russe AdP violent la loi électorale en promouvant la propagande anti-turque[341].
  - Le ministère de la Défense signe un accord avec Israël pour une mise à niveau complète du système de défense antiaérienne de la Géorgie[342].
- 12 septembre : 
  - 2 075 cas de Covid-19, dont 158 nouveaux cas, 1 363 guéris et 19 décès. Le gouvernement prolonge la fermeture des vols internationaux jusqu'au 31 octobre[343].
  - Les forces russes érigent de nouvelles barrières le long du village de Khourvaleti, près de la ligne d'occupation d'Ossétie du Sud[344].
- 13 septembre : 2 227 cas de Covid-19, dont 152 nouveaux cas, 1 369 guéris et 19 décès. L'un des nouveaux cas est le député Guedevane Popkhadzé, membre de l'opposition[345].
- 14 septembre : 1 004 cas actifs de Covid-19[81].
- 15 septembre : 
  - 1 174 cas actifs de Covid-19[81].
  - Un consulat général de Géorgie ouvre à San Francisco, en Californie[346].
  - Le MNU néoconservateur et le Parti républicain libéral, deux partis d'opposition, forment une coalition avant les élections législatives du 31 octobre[347].
  - 5 000 hectares de terres sont ajoutés à la réserve naturelle de Mariamdjvari de Kakhétie[348].
- 16 septembre : 
  - 1 327 cas actifs de Covid-19[81]. Les personnes qui entrent et sortent de Batoumi, le dernier hotspot Covid-19, commencent à subir un dépistage thermique.
  - La 112e session du Conseil exécutif de l'OMT se tient à Tbilissi, la première à se tenir en dehors de l'Espagne. Les délégués signent la Déclaration de Tbilissi, visant à relancer le tourisme grâce à des efforts durables et innovants face à la pandémie[349].
  - Les forces russes érigent des barbelés près du village de Nikozi sur la ligne d'occupation d'Ossétie du Sud[350].
  - Cinq partis d'opposition signent un accord de réforme de la justice qui s'engage à soutenir la suppression du service de sécurité de l'État s'ils arrivent au pouvoir après les élections législatives d'octobre[351].
  - Euronews Georgia commence à diffuser[352].
- 17 septembre : 
  - 1 422 cas actifs de Covid-19[81].
  - Une réforme de la loi sur la concurrence crée une agence de la concurrence, nommée par le Premier ministre, et réforme les règles de concurrence commerciale du pays pour appliquer les normes fixées par l'ALECA avec l'Union européenne[353].
- 18 septembre : 
  - 1 665 cas actifs de Covid-19[81].
  - Le ministre des Finances Ivane Matchavariani est élu président du Conseil des gouverneurs de la Banque asiatique de développement[354].
- 19 septembre : 
  - 1 806 cas actifs de Covid-19[81].
  - Dans une interview, le président azerbaïdjanais Ilham Aliyev loue ses relations avec le gouvernement géorgien et nie les informations antérieures selon lesquelles la Géorgie aurait facilité la livraison d'armes serbes à l'Arménie. Il critique également la population arménienne de Géorgie pour tenter de déstabiliser les relations Tbilissi-Bakou[355].
- 20 septembre : 1 989 cas actifs de Covid-19[81].
- 21 septembre : 2 142 cas actifs de Covid-19[81].
- 22 septembre : 
  - 2 317 cas actifs de Covid-19 et trois nouveaux décès. À la suite d'une forte augmentation des cas de Covid-19, les autorités sanitaires annoncent un délai de 3 jours pour la livraison des résultats des tests[356].
  - Un enregistrement d'une conversation téléphonique divulgué révèle une communication entre le militant géorgien d'extrême droite Sandro Bregadzé et le député russe et ancien responsable du renseignement Igor Morozov[357].
- 23 septembre : 
  - 2 473 cas actifs de Covid-19 et deux nouveaux décès[81].
  - De son exil en Ukraine, l'ancien président fugitif Mikheil Saakachvili déclare qu'il se considère comme le « chef d'un gouvernement intérimaire » de Géorgie si l'opposition remporte les élections législatives d'octobre. Il critique également les partis d'opposition qui ont refusé de former un bloc électoral avec son MNU[358].
  - Un homme venant de l'Abkhazie séparatiste meurt après avoir tenté de traverser la rivière Enguri pour rejoindre la Géorgie proprement dite et recevoir sa pension mensuelle. Il est le deuxième homme à mourir dans de telles circonstances depuis que les forces russes ont fermé les points de passage au début de la pandémie Covid-19[359].
- 24 septembre : 
  - 2 669 cas actifs de Covid-19 et un nouveau décès. Les transports publics en Adjarie sont suspendus et les restaurants sont contraints de fermer à 22h00 à la suite d'une augmentation des cas dans la république autonome[360].
  - Jeyhun Bayramov, le nouveau ministre des Affaires étrangères de l'Azerbaïdjan, effectue sa première visite en Géorgie. Dans un accord conclu avec Tbilissi, les parties conviennent de revoir l'accord de délimitation de la frontière Géorgie-Azerbaïdjan 2006-2007 à la suite de la découverte de nouvelles cartes par la Géorgie. Pendant ce temps, le président Zourabichvili offre à la Géorgie un terrain d'entente pour les négociations de paix entre l'Arménie et l'Azerbaïdjan[361].
  - Les représentants de la Géorgie et de l'Ossétie du Sud se réunissent à Ergneti pour une réunion du mécanisme de prévention des incidents et de réaction facilitée par l'Union européenne. Les parties conviennent de la libération du prisonnier géorgien Khvitcha Mgebrichvili, détenu pendant 85 jours dans une prison de Tskhinvali. Au cours de la réunion, un hélicoptère russe survole le site, provoquant des condamnations par Tbilissi de la violation de l'espace aérien géorgien[362].
- 25 septembre : 
  - 2 878 cas actifs de Covid-19 et un nouveau décès[81]
  - Un homme travaillant pour l'agence de presse russe Spoutnik est arrêté en Géorgie pour avoir délibérément fourni de fausses images satellites dans le cas de la mort de Tamar Batchaliachvili. Batchaliachvili a été retrouvée morte dans sa voiture à l'extérieur de Tbilissi et sa mort a fait l'objet d'une enquête comme suicide. Les fausses images satellite, fournies à l'avocat de sa famille, auraient montré que sa voiture était absente du site au moment de sa mort, ce qui a fait craindre qu'elle ait été tuée et amenée sur le site[363].
- 27 septembre : 
  - Début de la guerre du Haut-Karabakh entre l'Arménie et l'Azerbaïdjan. La Géorgie appelle à la paix et à la stabilité. Le président Salomé Zourabichvili appelle les deux parties à utiliser la Géorgie comme plate-forme pour la paix[364].
  - Un affrontement dans le sud de la Géorgie entre les partisans du parti au pouvoir et l'opposition laisse dix militants progouvernementaux blessés, dont deux dans un état critique. Bolnisi fait partie d'une région à majorité azérie[365].
- 28 septembre : 
  - 3 466 cas actifs de Covid-19 et quatre nouveaux décès. En Abkhazie séparatiste, des médecins russes sont envoyés pour aider les autorités locales à faire face à l'augmentation des cas de Covid-19 depuis que Sokhumi a rouvert ses frontières avec la Russie[366].
  - Le garde-frontière empêche le passage de camions transportant des pneus et des fournitures pour les soldats arméniens combattant dans la guerre du Haut-Karabakh. Le camion avait été approvisionné à Akhalkalaki, une ville géorgienne près de la frontière entre l'Arménie et la Géorgie et peuplée principalement d'arméniens de souche[367].
- 29 septembre : 
  - 3 506 cas actifs de Covid-19 et quatre nouveaux décès. Les autorités sanitaires annoncent que les patients asymptomatiques seront autorisés à quitter leur auto-isolement après 12 jours sans refaire le test[368].
  - Le Premier ministre Guiorgui Gakharia se rend à Bruxelles pour la première fois depuis son entrée en fonction. Il rencontre le secrétaire général de l'OTAN, Jens Stoltenberg, pour discuter du processus d'adhésion de la Géorgie à l'OTAN et du partage des données sur le trafic aérien. Il signe un accord avec l'Union européenne pour fournir 129 millions d'euros à la reprise économique de la Géorgie[369].
  - Un affrontement près d'un bureau électoral à Marneuli a lieu entre des partisans du parti au pouvoir et l'opposition. Un événement similaire a lieu dans le quartier Gldanoula de Tbilissi[370].
  - Des amendements majeurs au Code du travail sont adoptés au Parlement, autorisant des inspections du travail et réglementaires inopinées[371].
- 30 septembre : 
  - 326 nouveaux cas de Covid-19 et trois nouveaux décès.
  - Des incidents sont signalés entre le parti au pouvoir et des militants de l'opposition à Marneouli et Zougdidi. À Marneouli, ville à majorité azérie, des militants du MNU et des journalistes de la chaîne de télévision d'opposition Mtavari Arkhi sont hospitalisés après un affrontement[372].
  - Le Bureau du Procureur ouvre une enquête sur des allégations selon lesquelles des membres géorgiens de la Commission de délimitation de la frontière Géorgie-Azerbaïdjan ont illégalement cédé des terres à l'Azerbaïdjan sous le gouvernement précédent[373].
  - Le Premier ministre Guiorgui Gakharia se joint à l'appel du Président à l'Arménie et à l'Azerbaïdjan de mettre fin à la guerre du Haut-Karabakh et d'entamer des négociations à Tbilissi[374].
  - Un nouvel accord avec Israël permet aux citoyens géorgiens de chercher un emploi en tant que personnel clinique dans les hôpitaux israéliens[375].
  - La Banque asiatique de développement approuve un prêt de 140 millions de dollars pour améliorer l'approvisionnement en eau en Géorgie[376].

### Octobre
- 1er octobre :
  - 448 nouveaux cas de Covid-19 et un nouveau décès.
  - Un résident géorgien de Gali en Abkhazie séparatiste est arrêté après avoir brûlé un drapeau séparatiste[377].
  - Le parti d'opposition Géorgie européenne annonce qu'il n'acceptera pas une coalition avec le MNU d'opposition pour former un gouvernement après les élections du 31 octobre[378].
- 2 octobre : 
  - 453 nouveaux cas de Covid-19 et deux nouveaux décès.
  - Le Conseil de l'Europe avertit la Russie de payer son amende de 10 millions d'euros à la Géorgie avant le 26 novembre sous peine de sanctions. L'amende est liée à l'expulsion forcée et violente de citoyens géorgiens de Russie en 2006[379].
  - NEQSOL Holding, un actionnaire majeur du fournisseur d'accès Internet géorgien Caucasus Online (CO), poursuit la Géorgie devant un tribunal d'arbitrage international pour la décision de la Commission géorgienne des communications nationales de nommer un directeur spécial pour CO. La nomination intervient à la suite de l'achat par NEQSOL de 49 % des actions de CO sans l'approbation du gouvernement géorgien, malgré un accord précédent[380].
  - La Géorgie et les Nations unies signent un accord de coopération quinquennal pour travailler à une économie durable[381].
- 3 octobre :
  - 471 nouveaux cas de Covid-19 et deux nouveaux décès.
  - Le Conseil de sécurité national interdit le transit militaire à travers la Géorgie pendant la guerre du Haut-Karabakh[382].
- 4 octobre : 554 nouveaux cas de Covid-19 et deux nouveaux décès.
- 5 octobre : 
  - L'Abkhazie séparatiste ouvre une ambassade en Syrie. La Syrie est l'un des cinq pays à reconnaître l'Abkhazie[383].
  - Répondant à la proposition de Tbilissi d'accueillir des négociations de paix dans la guerre du Haut-Karabakh, l'Azerbaïdjan répond qu'il n'acceptera les négociations que si l'Arménie retire ses troupes de la région[384].
- 6 octobre : 
  - 549 nouveaux cas de Covid-19 et quatre nouveaux décès.
  - L'Union européenne blâme le Parlement géorgien pour avoir adopté une réforme des nominations à la Cour suprême sans attendre les recommandations de la Commission de Venise[385].
  - Les représentants russes refusent de participer au 51e tour des discussions internationales de Genève, qui se sont tenus entre Tbilissi, Sokhumi, Tskhinvali et Moscou. La Géorgie condamne la perturbation, qui a contraint les discussions à être annulées[386].
- 7 octobre : 
  - 508 nouveaux cas de Covid-19 et cinq nouveaux décès. Cinq nouveaux cas en Ossétie du Sud et 108 en Abkhazie. Le personnel médical reçoit une augmentation de salaire de 50 %.
  - Deux anciens membres géorgiens de la Commission de délimitation de la frontière Géorgie-Azerbaïdjan sont arrêtés pour avoir caché une carte de 1938 montrant la délimitation de la frontière, cédant ainsi illégalement des terres à l'Azerbaïdjan en 2006. Tbilissi a déclaré qu'elle tentera de réorganiser la démarcation de la frontière précédemment convenue avec l'Azerbaïdjan[387].
- 8 octobre : 
  - 472 nouveaux cas de Covid-19 et trois nouveaux décès.
  - Deux drones s'écrasent dans l'est de la Géorgie, ce qui conduit à des spéculations sur leurs liens avec la guerre du Haut-Karabakh[388].
  - Les entreprises informatiques et maritimes voient une forte baisse de leurs taux d'imposition sous certaines normes[389].
  - La CEDH se prononce contre la Géorgie lors d'une descente de police en 2009 contre un bureau d'une ONG LGBT[390].
  - La Géorgie bat la Biélorussie 1 à 0 lors des barrages de l'UEFA EURO 2020[391].
- 9 octobre : 
  - 527 nouveaux cas de Covid-19 et six nouveaux décès.
  - Afgan Mukhtarli, un journaliste azerbaïdjanais kidnappé en Géorgie en 2017 et emprisonné en Azerbaïdjan jusqu'à sa libération en 2020, se voit refuser l'entrée en Géorgie en raison de la pandémie Covid-19. Il accuse le gouvernement géorgien d'essayer de le faire taire[392].
- 10 octobre : 519 nouveaux cas de Covid-19 et six nouveaux décès.
- 11 octobre : 523 nouveaux cas de Covid-19 et sept nouveaux décès.
- 12 octobre : 
  - 478 nouveaux cas de Covid-19 et six nouveaux décès. Les jardins d'enfants rouvrent dans tout le pays, sauf dans la République autonome d'Adjarie et dans la municipalité d'Ozourgueti[393].
  - Le Conseil de l'Europe exhorte la Géorgie à enquêter sur la situation derrière la détention provisoire prolongée de l'ancien ministre de l'Intérieur Vano Merabichvili. Merabichvili a été accusé d'abus de pouvoir au cours de ses sept années à la tête de la police géorgienne et était en prison jusqu'en 2020[394].
- 13 octobre : 569 nouveaux cas de Covid-19 et neuf nouveaux décès.
- 14 octobre : 680 nouveaux cas de Covid-19 et sept nouveaux décès.
- 15 octobre : 
  - 919 nouveaux cas de Covid-19 er quatre nouveaux décès. Les restaurants et bars doivent fermer à partir de 22h00 à Tbilissi et en Imereti[395].
  - Un enseignant géorgien de la république séparatiste d'Ossétie du Sud meurt après s'être vu refuser un traitement et un transfert à Tbilissi par les autorités de facto[396].
  - Nino Kadaguidzé, président de la Cour suprême de Géorgie, est élue à la tête du Conseil supérieur de la justice, organe de réglementation des tribunaux et chargé de la nomination des juges[397].
- 16 octobre : 
  - 887 nouveaux cas de Covid-19 et 11 décès. Le parti d'opposition MNU est vivement critiqué après avoir organisé un grand rassemblement à Batoumi, l'un des épicentres de la pandémie dans le pays[398].
  - Le ministre de la Défense Irakli Gharibachvili accuse l'ancien président Mikheil Saakachvili de travailler au nom des services de renseignement russes[399].
  - Lela Tsiskarichvili, directrice exécutive du Centre géorgien de réadaptation psychosociale et médicale des victimes de la torture (GCRT), est élue présidente du Conseil international de réadaptation pour les victimes de la torture (IRCT)[400].
- 17 octobre : 958 nouveaux cas de Covid-19 et quatre décès.
- 18 octobre : 1 192 nouveaux cas de Covid-19, dont Mamouka Khazaradzé, chef du parti d'opposition Lelo pour la Géorgie[401].
- 19 octobre : 
  - 1 186 nouveaux cas de Covid-19 et sept décès. La Commission électorale centrale met en place des bureaux de vote spéciaux pour les personnes en quarantaine ou isolées avant les élections législatives du 31 octobre[402]. Le Premier ministre Guiorgui Gakharia exclut une nouvelle déclaration d'état d'urgence[403].
  - Air Georgia démarre ses opérations, devenant ainsi la deuxième compagnie aérienne internationale basée en Géorgie.
  - Une veillée interconfessionnelle est organisée à la Cathédrale de la Paix de Tbilissi entre des clergés chrétiens, yézidis et musulmans de Géorgie, d'Arménie et d'Azerbaïdjan dans le contexte de la guerre du Haut-Karabakh[404].
- 20 octobre :
  - 1 194 nouveaux cas de Covid-19 et 15 décès. Les restaurants doivent fermer à partir de 22h00 à Mtskheta[405]. Le Parlement européen annonce qu'il n'enverra pas d'observateurs aux élections législatives du 31 octobre en raison de la pandémie[406]. Les autorités sanitaires lèvent l'exigence de quarantaine pour les Géorgiens de retour de l'étranger avec un test PCR négatif[407].
  - Le département américain de la Justice dépose des accusations criminelles contre six officiers militaires russes pour cyberterrorisme mondial, y compris une cyberattaque en octobre 2019 contre la Géorgie[408].
- 21 octobre : 
  - 1 351 nouveaux cas de Covid-19 et 14 décès.
  - L'Université internationale de Kutaisi ouvre ses portes, la première nouvelle université à ouvrir en Géorgie depuis la restauration de son indépendance en 1991[409].
  - Un homme en tenue militaire prend en otage 43 personnes dans une succursale de la Banque de Géorgie à Zougdidi. Une impasse a lieu pendant des heures avec la police. Le voleur, qui reste non identifié, s'échappe, emmenant avec lui le chef de la police locale en otage, et s'échappe. Certains s'attendent à ce qu'il se dirige vers l'Abkhazie séparatiste[410].
- 22 octobre : 
  - 1 595 nouveaux cas de Covid-19 et six décès. L'Union européenne retire la Géorgie de sa liste de pays sûrs pour le Covid-19, interdisant les voyages aux touristes géorgiens[411].
  - La Géorgie et le Japon signent un accord pour éviter la double imposition[412].
  - Le Conseil de l'Europe condamne l'occupation russe de l'Abkhazie et de l'Ossétie du Sud et déplore la grave crise humanitaire dans les deux régions[413].
  - Le gouvernement adopte un plan de gestion d'urgence de la qualité de l'air pour la ville de Roustavi, où les niveaux de pollution atmosphérique sont très supérieurs aux normes légales[414].
  - La CEDH stipule que la Géorgie doit payer 10 000 euros à un Ukrainien arrêté par la police géorgienne en 2009 pour possession présumée de drogue[415].
- 24 octobre : 1 941 nouveaux cas de Covid-19 et 10 nouveaux décès. 114 nouveaux cas sont signalés en Ossétie du Sud et 117 en Abkhazie.
- 25 octobre : 1 928 nouveaux cas de Covid-19 et huit nouveaux décès.
- 26 octobre : 
  - 1 872 nouveaux cas de Covid-19 et 14 nouveaux décès.
  - Le ministre des Affaires étrangères David Zalkaliani déclare que la Géorgie ne rétablira ses relations diplomatiques avec la Russie qu'après avoir retiré sa reconnaissance de l'Abkhazie et de l'Ossétie du Sud[416].
- 27 octobre : 1 824 nouveaux cas de Covid-19 et 23 nouveaux décès.
- 28 octobre : 
  - 1 731 nouveaux cas de Covid-19 et 15 décès.
  - À trois jours des élections, le parti au pouvoir accuse l'opposition de planifier une révolution en cas de défaite aux urnes[417].
- 29 octobre : 
  - 18 364 cas actifs de Covid-19, dont 1 709 nouveaux cas, 20 nouveaux décès et 2 075 nouveaux guéris.
  - La Banque asiatique de développement approuve un prêt de 200 millions de dollars pour aider à la reprise économique de la Géorgie[418].
  - Le gouvernement annonce une subvention des frais de services publics pour certaines familles[419].
  - La ville de Telavi, dans l'est de la Géorgie, reçoit des bus du gouvernement central, lançant son premier système de transport public[420].
  - Des milliers de partisans de l'opposition se rassemblent à Tbilissi deux jours avant les élections[421].
- 30 octobre : 
  - 17 142 cas actifs de Covid-19, dont 1 696 nouveaux cas. 12 nouveaux décès et 2 906 nouveaux guéris.
  - Neuf partis d'opposition signent un engagement de refuser de former un gouvernement de coalition avec le parti au pouvoir à la veille des élections législatives[422].
- 31 octobre : 
  - Élections parlementaires pour élire la 10e Convocation du Parlement et le prochain gouvernement de Géorgie. Neuf partis politiques remportent des sièges au Parlement dans le cadre du nouveau système électoral majoritairement proportionnel. Le parti au pouvoir, RG, remporte 48% des voix et 14 districts majoritaires. 16 districts vont à un second tour. Le RG remporte 75 sièges au premier tour, un court d'une majorité. L'opposition accuse le gouvernement de fraude électorale et refuse de reconnaître les résultats des élections. Les missions internationales d'observateurs qualifient les élections de « libres et justes pour la plupart » tout en soulignant certains problèmes de pression électorale. Des affrontements entre militants ont conduit à plusieurs arrestations à Tbilissi.
  - 15 912 cas actifs de Covid-19, dont 1 673 nouveaux cas. 22 nouveaux décès et 2 881 nouveaux guéris.
  - Le radiodiffuseur public géorgien subit une cyberattaque, deux jours après une attaque similaire contre le site d'information caucasien OC Media[423].

### Novembre
- 1er novembre : 
  - Covid-19 : 1 791 nouveaux cas, 2 413 guéris et 28 décès.
  - Plusieurs ONG qualifient les élections parlementaires de « recul » par rapport aux élections de 2016, citant plusieurs allégations de fraude électorale et des problèmes de décompte des voix. Sept des huit partis d'opposition ayant remporté des sièges au Parlement annoncent un refus d'entrer à l'Assemblée législative et boycottent la session à venir jusqu'à ce que des élections anticipées soient déclenchées. Le président Salomé Zourabichvili reconnaît les élections législatives comme légitimes, les qualifiant de « justes, justes et pacifiques ».
  - Merab Okriachvili, président du conseil municipal de Dmanissi, est blessé par des assaillants inconnus. Okriachvili est un partisan de l'opposition et un parent de Kakha Okriachvili, candidat de l'opposition aux élections législatives de la veille.
- 2 novembre : Covid-19 : 1 852 nouveaux cas, dont le Premier ministre Guiorgui Gakharia, et sept décès. La réouverture des cinémas et des théâtres est reportée[424].
- 3 novembre : 
  - Covid-19 : 1 943 nouveaux cas, dont la ministre de l'Économie et du Développement durable Natia Tournava, et 20 décès. Les masques faciaux deviennent obligatoires dans tous les lieux publics[425].
  - Deux grandes ONG demandent un recomptage des élections législatives[426].
- 4 novembre : 
  - Covid-19 : 2 295 nouveaux cas, 2 537 guéris et 19 décès. Les jardins d'enfants sont à nouveau fermés à Tbilissi[427].
  - L'ancien président géorgien Mikheïl Saakachvili appelle les militants de l'opposition à protester contre les résultats électoraux du 31 octobre malgré la pandémie Covid-19[428]. Plusieurs centaines de personnes manifestent à Batoumi[429].
- 5 novembre : 
  - Covid-19 : 2 401 nouveaux cas et 20 décès.
  - La Commission électorale centrale annule les résultats électoraux d'une circonscription de Ksani, forçant le district à aller au second tour[430].
- 6 novembre : 
  - Covid-19 : 2 775 nouveaux cas, 3 560 guéris et 22 décès.
  - Le taux de change du lari tombe à un niveau record de 3,4 GEL pour 1 USD. Le secteur des entreprises appelle le gouvernement à intervenir face à cette crise monétaire[431].
  - Un homme est détenu pour avoir tiré avec une arme à feu pour intimider des manifestants antigouvernementaux demandant l'annulation des résultats des élections législatives en raison d'allégations de fraude électorale[432].
  - Une conversation téléphonique divulguée entre la députée de l'opposition Salomé Samadachvili et l'ancien colonel du KGB Temour Alassania décrit les tentatives de l'opposition de déstabiliser le pays à la suite des résultats des élections législatives[433].
- 7 novembre : 
  - Covid-19: 2 859 nouveaux cas, 2 754 guéris et 18 décès. Le gouvernement impose un couvre-feu de 22h00 à 05h00 dans sept villes, dont Tbilissi[434].
  - La SUS (Service de Sécurité d'État) lance une enquête sur tentative de renversement du gouvernement par l'ancien président Mikheïl Saakachvili[435].
- 8 novembre : 
  - Covid-19 : 2 901 nouveaux cas, 2 799 guéris et 34 décès.
  - Deux militants de l'opposition sont arrêtés pour avoir tenté de soudoyer un fonctionnaire électoral dans le but d'annuler les résultats des élections législatives du 31 octobre[436]. Ce fonctionnaire est retrouvé mort le 7 novembre.
  - Plusieurs sont blessés à la suite de la dispersion par la police de manifestations massives contre la Commission électorale centrale. Des dizaines de milliers de manifestants ont demandé la répétition des élections législatives[437].
- 9 novembre : 
  - Covid-19 : 2 901 nouveaux cas, 2 799 guéris et 24 décès.
  - Les manifestants qui protestent contre la fraude électorale présumée violent le couvre-feu lié au Covid. Plusieurs sont arrêtés et la députée élue de l'opposition Khatia Dekanoidzé est condamnée à une amende[438].
- 10 novembre : 
  - Covid-19 : 2 970 nouveaux cas, 2 348 guéris et 22 décès. Les complexes touristiques de Vardzia et d'Ouplistsikhe sont fermés[439].
  - Deuxième jour de manifestations à grande échelle demandant la démission de Tamar Jvania, présidente de la Commission électorale centrale[440]. Le chef de l'opposition Grigol Vashadzé appelle à des négociations avec le gouvernement, auxquelles le parti au pouvoir pose une condition préalable de la reconnaissance des résultats électoraux[441].
- 11 novembre : 
  - Covid-19 : 2 911 nouveaux cas, 2 421 guéris et 45 décès. Plusieurs ONG critiquent la décision du gouvernement d'imposer un couvre-feu dans les grandes villes comme étant inconstitutionnelle[442].
  - Les manifestations continuent de réclamer des élections anticipées à la suite d'allégations de fraude électorale lors des élections législatives du 31 octobre[443].
- 12 novembre : 
  - Covid-19 : 3 120 nouveaux cas, 2 358 guéris et 33 décès. Le ministre de l'Agriculture Levan Davitachvili est l'un des nouveaux cas[444].
  - L'opposition et le parti au pouvoir tiennent leur premier tour de négociations à l'ambassade des États-Unis à la suite d'allégations généralisées de fraude électorale qui ont conduit à la réélection du parti au pouvoir aux élections législatives[445].
  - Le chef séparatiste de l'Abkhazie, Aslan Bjania, rencontre Vladimir Poutine à Sotchi, une réunion condamnée par Tbilissi. Poutine réaffirme le statut de la Russie en tant que "premier partenaire" de l'Abkhazie[446]. Les États-Unis demandent le rétablissement d'une mission de l'OSCE opérant dans les zones de conflit d'Abkhazie et d'Ossétie du Sud, annulée à la suite de la guerre de 2008.
- 13 novembre : Covid-19 : 3 473 nouveaux cas, 2 342 guéris et 37 décès.
- 14 novembre : 
  - Covid-19 : 3 504 nouveaux cas, 3 153 guéris et 33 décès.
  - La Commission électorale centrale fixe au 21 novembre la date du second tour des élections législatives pour 17 circonscriptions. Deuxième cycle de négociations médiatisées par les États-Unis entre l'opposition et le parti au pouvoir. Divers partis politiques de l'opposition organisent une manifestation à grande échelle à Tbilissi.
- 15 novembre : Covid-19 : 3 020 nouveaux cas, 3 387 guéris et 34 décès. Un médecin meurt en Ossétie du Sud après s'être vu refuser des soins dans un hôpital géorgien par les troupes russes[447].
- 16 novembre : Covid-19 : 3 157 nouveaux cas, 3 230 guéris et 30 décès.
- 17 novembre : 
  - Covid-19 : 3 117 nouveaux cas, 3 638 guéris et 45 décès, dont Tenguiz Tsertsvadzé, directeur du Centre national de contrôle des maladies. La société minière de charbon Saknakhshiri de Géorgie occidentale arrête temporairement ses opérations après que 144 de ses employés ont été testés positifs[448].
  - D'anciens ministres de la Défense et experts en sécurité cosignent une lettre appelant à la création d'une base militaire américaine en Géorgie[449].
  - L'ancien président Mikheil Saakachvili accuse le sénateur néerlandais Tiny Kox, chef de la mission d'observation électorale de l'APCE, d'être un agent russe[450].
- 18 novembre : 
  - Covid-19 : 3 443 nouveaux cas, 2 538 guéris et 37 décès.
  - Le secrétaire d'État américain Mike Pompeo visite Geogia et rencontre le président Zourabichvili, le Premier ministre Giorgi Gakharia, le patriarche géorgien Ilia II et des dirigeants d'ONG. Il réitère le soutien des États-Unis à la Géorgie à la suite de l'accord de paix entre l'Arménie et l'Azerbaïdjan qui prévoit des casques bleus russes au Haut-Karabakh. De nombreux dirigeants de l'opposition critiquent la visite comme donnant une légitimité au gouvernement après des élections controversées qui ont vu le parti au pouvoir remporter un troisième mandat au pouvoir[451].
  - Des dirigeants des États-Unis, de l'UE et de l'OSCE appellent l'opposition à mettre un terme à son boycott et à entrer au Parlement.
- 19 novembre : 
  - Covid-19 : 3 697 nouveaux cas, 2 409 guéris et 38 décès. La reprise des vols internationaux, pour la plupart annulés depuis le début de la pandémie, est reportée à la fin de l'année[452].
  - 36 juges sont nommés, dont certains à vie, aux cours d'appel de Tbilissi et de Koutaïssi et aux tribunaux de district de Gori, Bolnissi, Mtskheta, Telavi, Zougdidi, Ozourgueti, Roustavi et Khachouri[453].
- 20 novembre : 
  - Covid-19 : 3 768 nouveaux cas, 4 055 guéris et 41 décès, dont l'évêque Lazaré de Bordjomi et Bakouriani[454].
  - Un homme prend en otage un bureau d'une société financière dans le centre de Tbilissi, un mois après un événement similaire dans une banque de Zougdidi. L'homme réclame une interdiction par l'État du jeu à hasard, la baisse des taux d'intérêt privés et une réglementation sur le prix des médicaments. À la fin de la journée, le preneur d'otages est arrêté et ses otages sont libérés[455].
  - Les États-Unis financent l'achat de 600 M249 light machine guns pour les forces de défense géorgiennes[456].
- 21 novembre : 
  - Deuxième tour des élections dans 17 circonscriptions parlementaires après le premier tour du 31 octobre. Le parti au pouvoir, Rêve géorgien, gagne dans chaque district, solidifiant sa victoire pour un troisième mandat au pouvoir, au milieu d'un boycott de l'opposition. Avec un taux de participation de seulement 26%, l'opposition appelle à la répétition des élections au milieu d'allégations de fraude électorale. Certaines ONG affirment que les élections au second tour ont été embourbées par des actes de pression sur des électeurs. Le nouveau Parlement comprendra 92 membres de la majorité (sur 150 députés) et neuf partis politiques. Iosseb Khakhaleïchvili du RG remporte également le siège du maire de Koutaïssi.
  - Un citoyen géorgien est détenu par les forces séparatistes de l'Ossétie du Sud dans le village de Zardiantkari, sous contrôle géorgien[457].
- 22 novembre : 
  - Covid-19 : 4 048 nouveaux cas, 3 856 guéris et 49 décès.
  - Rik Daems, président de l'Assemblée parlementaire du Conseil de l'Europe (APCE), condamne les déclarations de l'ancien président géorgien, chef de l'opposition et fugitif Mikheïl Saakachvili, selon lesquelles le sénateur néerlandais Tiny Kox, qui a dirigé la mission d'observation électorale de l'APCE en octobre, serait un agent russe[458].
  - L'Union européenne exprime l'espoir que les partis d'opposition mettront fin à leur boycott parlementaire et occuperont leurs sièges dans le nouveau Parlement[459].
- 23 novembre : Covid-19 : 3 958 nouveaux cas, 3 531 guéris et 36 décès. Le ministère de la Santé reporte toutes les chirurgies programmées au 1er mars 2021[460].
- 24 novembre : Covid-19 : 3 128 nouveaux cas, 3 045 guéris et 39 décès.
- 25 novembre : 
  - Covid-19 : 3 071 nouveaux cas, 3 366 guéris et 34 décès.
  - L'Abkhazie et la Russie adoptent un plan pour créer un espace socio-économique commun. Tbilissi condamne cette décision[461].
  - La députée géorgienne Sopio Kiladzé est élue au conseil d'administration du Comité des droits de l'enfant des Nations unies[462].
- 26 novembre : 3 801 nouveaux cas, 3 200 guéris et 39 décès. Les restaurants, bars et cafés, gymnases, piscines et stations de ski sont fermés dans tout le pays. Le couvre-feu national est repoussé plus tôt à 21h00. Les transports publics interurbains sont fermés. Dans les grandes villes, les transports publics sont fermés, la plupart des magasins sont fermés et les écoles sont déplacées vers l'enseignement à distance. Les restrictions seront maintenues jusqu'au 31 janvier, sauf pour Noël et le jour de l'an. Le gouvernement prolonge de six mois son allocation mensuelle de 200 lari aux familles touchées par la pandémie[463].
- 27 novembre : 
  - Covid-19 : 4 780 nouveaux cas, 3 489 guéris et 37 décès. Le gouvernement commence à subventionner la farine de blé pour éviter une hausse des prix du pain au milieu de la crise mondiale[464].
  - Le gouvernement sud-ossète lance un programme visant à expulser les familles géorgiennes de ses territoires sous le couvert du « regroupement familial »[465].
  - La Géorgie et l'AIEA signent un accord de 10 millions de dollars selon lequel l'organisation internationale aidera la Géorgie au cours des cinq prochaines années à sécuriser ses frontières contre les menaces nucléaires et radiologiques[466].
- 28 novembre : 
  - Covid-19 : 4 472 nouveaux cas, 4 058 guéris et 34 décès.
  - Des manifestations ont lieu à Tbilissi après que le ministère russe des Affaires étrangères a affirmé avoir discuté des manifestations géorgiennes de 2019 lors de discussions avec Zourab Abachidzé, le représentant du Premier ministre sur le conflit Géorgie-Russie. Tbilissi nie les allégations[467].
- 29 novembre : 
  - Covid-19 : 4 426 nouveaux cas, 3 721 guéris et 35 décès.
  - La Norvège appelle les partis d'opposition qui ont remporté des sièges aux élections législatives du 31 octobre à mettre fin à son boycott et à accepter les résultats des élections[468].
- 30 novembre : Covid-19 : 3 216 nouveaux cas, 3 937 guéris et 37 décès.

### Décembre
- 1er décembre : 
  - Covid-19 : 3 759 nouveaux cas, 3 574 guéris et 37 décès.
  - Le gouvernement propose un budget de 18 milliards de laris pour 2021, le plus gros budget national jamais vu, avec de fortes augmentations fiscales pour le ministère de la Santé[469].
- 2 décembre : 
  - Covid-19 : 4 033 nouveaux cas, 4 061 guéris et 39 décès.
  - La Géorgie livre 10 000 doses de vaccins contre la grippe aux autorités sanitaires de l'Abkhazie séparatiste[470].
- 3 décembre : 
  - Covid-19 : 4 260 nouveaux cas, 2 947 guéris et 45 décès. Les autorités séparatistes d'Abkhazie ouvrent le point de passage du pont d'Engouri pendant une semaine pour permettre aux patients abkhazes traités en Géorgie de rentrer chez eux. Le point de passage est fermé depuis février[471].
  - Lors de la réunion ministérielle des affaires étrangères de l'OTAN, les membres alliés présentent à la Géorgie un paquet substantiel OTAN-Géorgie actualisé, qui comprend une coopération accrue dans les domaines de la défense et de la médecine[472].
  - La Commission électorale centrale certifie les résultats des élections législatives en accordant les sièges suivants : 90 au Rêve géorgien (dont 30 majoritaires), 36 au Mouvement national uni, 5 à Géorgie européenne, 4 à l'Alliance des patriotes, 4 à Stratégie Aghmachenebeli, 4 à Girtchi, 4 à Lelo, 2 au Parti des citoyens et un siège au Parti travailliste.
- 4 décembre : 
  - Covid-19 : 5 068 nouveaux cas, 2 336 guéris et 38 décès.
  - Le parti d'opposition Girtchi, qui a remporté quatre sièges aux élections législatives d'octobre, se sépare après que les opinions de son président sur la pornographie enfantine aient provoqué une controverse à l'échelle nationale[473].
  - La Banque asiatique de développement approuve un prêt de 2,5 millions de dollars à la Géorgie[474].
- 5 décembre : Covid-19 : 5 450 nouveaux cas, 2 306 guéris et 37 décès.
- 6 décembre : 
  - Covid-19 : 4 321 nouveaux cas, 4 301 guéris et 42 décès.
  - La Slovaquie, l'Albanie, la Suède, la Pologne et la Macédoine du Nord publient une déclaration commune en tant que pays présidents passés et futurs de l'OSCE soutenant l'intégrité territoriale de la Géorgie[475].
- 7 décembre : Covid-19 : 2 501 nouveaux cas, 3 988 guéris et 36 décès.
- 8 décembre : 
  - Covid-19 : 4 673 nouveaux cas, 3 893 guéris et 36 décès. Tous les musées et sites historiques sont fermés[476].
  - La Banque asiatique de développement accorde un prêt de 70 millions de dollars pour soutenir l'enseignement professionnel en Géorgie.
  - En Abkhazie, les autorités séparatistes condamnent un Géorgien local à neuf ans de prison pour avoir brûlé un drapeau séparatiste.
  - Le parti au pouvoir et l'opposition tiennent le troisième tour de leurs négociations après les élections législatives controversées d'octobre, sous la médiation des ambassadeurs occidentaux. Les deux parties indiquent des progrès dans les pourparlers, bien qu'aucun accord n'ait été trouvé, car l'opposition continue d'exiger de nouvelles élections.
- 9 décembre : 
  - Covid-19 : 4 734 nouveaux cas, 3 895 guéris et 38 décès.
  - L'UE, le PNUD et le HCDC lancent un programme de 3 millions de dollars pour promouvoir les droits de l'homme en Géorgie[477].
  - Le tout premier train de marchandises entre la Turquie et la Chine utilisant le chemin de fer Bakou-Tbilissi-Kars arrive en Géorgie après son départ d'Ankara.
  - L'ancienne Première Dame Sandra Roelofs, épouse du président Mikheïl Saakachvili, est nommée témoin dans l'enquête sur le meurtre d'un citoyen géorgien prétendument ordonné par le FSB à Berlin en 2019. Selon les procureurs allemands, Roelofs était à Berlin le jour du meurtre de Zelmikhan Khangochvili et prévoyait de le rencontrer. L'ancien président Saakachvili affirme ne pas connaître la relation de sa femme avec Khangochvili[478].
  - Quatrième cycle de négociations entre l'opposition et le parti au pouvoir après les élections législatives controversées d'octobre, sous la médiation des ambassadeurs de l'UE et des États-Unis en Géorgie. Si aucun accord n'est trouvé pour mettre fin au boycott parlementaire de l'opposition, les deux parties semblent plus proches de parvenir à un accord préliminaire sur la réforme électorale[479].
- 10 décembre : 
  - Covid-19 : 4 570 nouveaux cas, 3 045 guéris et 43 décès.
  - Les négociations entre le RG et l'opposition sont suspendues la veille de l'ouverture de la nouvelle convocation du Parlement[480].
- 11 décembre : 
  - Covid-19 : 4 146 nouveaux cas, 2 129 guéris et 37 décès.
  - La présidente Salomé Zourabichvili ouvre la 10e Convocation du Parlement, sous le boycott des 60 députés élus de l'opposition. Dans son discours, elle appelle le Parlement à adopter une réforme pour s'attaquer aux problèmes de népotisme et de service public, à aborder les problèmes de santé, économiques et culturels, et à trouver de nouvelles approches pour le dialogue avec l'Abkhazie et l'Ossétie du Sud et pour l'intégration euro-atlantique. Elle présente également un plan pour la Géorgie de lancer une plateforme de paix du Caucase avec l'Arménie et l'Azerbaïdjan, ainsi que de proposer une initiative internationale visant à rassembler les petits pays dans une tentative d'équilibrer le pouvoir mondial. Artchil Talakvadzé est réélu à la présidence du Parlement, poste qu'il occupe depuis juin 2019.
  - Le 51e cycle des discussions internationales de Genève se tient entre Tbilissi, Moscou, Sokhoumi et Tskhinvali. Aucun progrès n'est réalisé. Ce cycle est le seul organisé en 2020, le processus étant interrompu par la pandémie du Covid-19[481].
- 12 décembre : 
  - Covid-19 : 3 907 nouveaux cas, 3 780 guéris et 50 décès.
  - ISFED, une ONG électorale qui avait annoncé des irrégularités électorales s'élevant à plus de 3% de déséquilibre des résultats en faveur de RG à la suite des élections législatives d'octobre, annonce une correction de sa méthodologie qui rapproche son analyse finale des résultats officiels fournis par la Centrale Commission électorale[482].
  - L'Ukraine, la France et l'Allemagne condamnent la proposition de créer un espace socio-économique commun entre l'Abkhazie et la Russie.
- 13 décembre : Covid-19 : 2 720 nouveaux cas, 3 942 guéris et 46 décès.
- 14 décembre : 
  - Covid-19 : 1 337 nouveaux cas, 3 498 guéris et 49 décès. La Géorgie reporte la réouverture des vols internationaux à février 2021[483].
  - Le RG nomme le titulaire Guiorgui Gakharia pour un autre mandat de Premier ministre[484].
- 15 décembre :
  - Covid-19 : 3 837 nouveaux cas, 3 105 guéris et 49 décès.
  - Grigol Vachadzé démissionne de ses fonctions de président du principal parti d'opposition MNU, invoquant son mécontentement à l'égard des chefs de parti qui attaquent les diplomates occidentaux pour avoir « pris le parti » du gouvernement[485].
  - La Commission électorale centrale annule les listes électorales de cinq partis d'opposition qui boycottent le Parlement, à leur demande[486].
  - Le Conseil suprême de la République autonome d'Adjarie tient sa première session, boycottée par l'opposition[487].
  - Dans un quartier pauvre de Tbilissi, la ville démolit huit maisons construites illégalement, menant à une controverse nationale. Les manifestants accusent le gouvernement municipal de forcer les gens à se retrouver sans abri pendant l'hiver et la pandémie, tandis que la ville affirme que les maisons étaient inhabitées[488].
- 16 décembre : 
  - Covid-19 : 3 487 nouveaux cas, 2 495 guéris et 39 décès.
  - Le tribunal municipal de Mtskheta condamne par contumace à la prison deux agents de sécurité de l'Ossétie du Sud séparatiste pour le meurtre d'Artchil Tatounachvili en 2018.
- 17 décembre : 
  - La société Tbilisi Energy revient sur l'augmentation prévue des tarifs du gaz commercial après un grand tollé du secteur des entreprises.
  - La Géorgie et l'Union européenne signent le lancement d'ENPARD IV, visant à mettre le secteur agricole aux normes de l'UE tout en fournissant à la Géorgie 55 millions d'euros pour les réformes prévues et les mesures de soutien.
  - Le parquet clôt le dossier controversé de Tamar Batchaliachvili, dont la mort mystérieuse cet été a soulevé des questions sur d'éventuelles missions de renseignement en Géorgie. Le Bureau a jugé que la mort était un suicide.
- 18 décembre : 
  - Covid-19 : 2 635 nouveaux cas, 2 244 guéris et 49 décès.
  - La société publique azerbaïdjanaise SOCAR signe un accord avec la Géorgie pour fournir au pays du gaz à un tarif moins cher que les tarifs existants. La question fait l'objet de débats entre les deux pays depuis des années, la Géorgie cherchant un nouveau fournisseur de gaz prêt à remplacer le gaz russe bon marché en provenance du nord.
  - Zourab Djaparidzé, député de l'opposition boycottant actuellement le Parlement et fondateur du parti libertarien Girtchi, crée un nouveau parti politique, "Plus de liberté - Girtchi". La création du parti fait suite à un conflit interne dans le parti à la suite des déclarations de son président justifiant la distribution de pornographie juvénile.
  - Le candidat au poste de Premier ministre Guiorgui Gakharia présente son nouveau cabinet, ne changeant que le ministère de la Justice en y nommant Gotcha Lordkipanidzé, vice-ministre de longue date. Tea Tsouloukiani, qui occupait ce poste depuis 2012 (faisant d'elle la plus ancienne ministre de l'histoire géorgienne) est désormais présidente du Comité de l'éducation du Parlement.
- 19 décembre : 
  - Covid-19 : 2904 nouveaux cas, 4 316 guéris et 53 décès.
  - Gotcha Lordkipanidzé, ministre de la Justice, est élu juge à la Cour pénale internationale pour un mandat de neuf ans.
- 20 décembre : 
  - Covid-19 : 1 731 nouveaux cas, 4 599 guéris et 39 décès.
  - Le mandat de la mission d'observation de l'Union européenne, qui couvre la ligne de conflit en Ossétie du Sud, est prolongé de deux ans.
- 21 décembre : 
  - Covid-19 : 824 nouveaux cas, 4 227 guéris et 46 décès. Les personnes en provenance du Royaume-Uni doivent passer par une quarantaine de 12 jours à la suite de l'épidémie d'une nouvelle mutation du SRAS-CoV-2.
  - L'Alliance des patriotes, un parti pro-russe, devient le sixième parti d'opposition à suspendre le mandat de ses députés élus aux élections d'octobre en signe de protestation contre la fraude électorale présumée.
- 22 décembre : Covid-19 : 3 064 nouveaux cas, 3 740 guéris et 42 décès. La Banque européenne d'investissement approuve un prêt de 100 millions d'euros pour aider la Géorgie à moderniser son infrastructure de soins de santé.
- 23 décembre : 
  - Covid-19 : 2 345 nouveaux cas, 3 560 guéris et 51 décès.
  - Le Parlement approuve en première lecture un projet de loi dépouillant les partis politiques du financement de l'État en raison de boycott parlementaire. Le projet de loi sera réexaminé au printemps, tandis que le parti au pouvoir a proposé que la Commission de Venise réexamine la proposition controversée, considérée par certains comme une attaque contre les partis d'opposition. L'ambassade des États-Unis en Géorgie désapprouve le projet de loi.
- 24 décembre : 
  - Covid-19 : 1 972 nouveaux cas, 2 737 guéris et 43 décès.
  - Zaza Gakheladzé, un civil géorgien abattu et détenu par les forces séparatistes de l'Ossétie du Sud en juillet, se voit accorder deux mois supplémentaires de détention provisoire à Tskhinvali. Sa détention a été au centre des négociations entre Tbilissi et sa région séparatiste.
  - Le Parlement confirme le gouvernement Gakharia II.
- 25 décembre : Covid-19 : 1 881 nouveaux cas, 1 515 guéris et 37 décès.
- 26 décembre : 
  - Covid-19 : 1 784 nouveaux cas, 4 119 guéris et 39 décès.
  - Nika Melia, ancien député qui a perdu sa réélection en 2020, est élu à la nouvelle présidence du Mouvement national uni, principal parti d'opposition en Géorgie.
- 27 décembre : Covid-19 : 1 087 nouveau cas, 3 208 guéris et 25 décès.
- 28 décembre : 
  - Covid-19 : 538 nouveaux cas, 2 766 guéris et 41 décès.
  - Les forces militaires russes érigent des barbelés pour séparer le village de Pakhouliani (municipalité de Tsalendjikha) de l'Abkhazie.
  - Elene Khochtaria, une députée du parti d'opposition GE, quitte le parti pour se concentrer sur l'activisme politique, à la suite d'informations faisant état de profondes divisions au sein du parti. Le chef du parti d'opposition Lelo, Mamouka Khazaradzé, se déclare en faveur de la répétition des élections législatives en 2022, faisant marche arrière par rapport au reste des demandes de l'opposition pour la répétition immédiate des élections.
  - Energo-Pro, le fournisseur d'énergie public de Géorgie, annonce la première augmentation de ses tarifs depuis 2018, invoquant un manque de fonds pour l'entretien des infrastructures critiques et les besoins d'investissement. Le gouvernement géorgien annonce un programme de subventions pour couvrir certaines des augmentations de frais.
  - La police militaire du ministère de la Défense de Géorgie devient partenaire du bataillon multinational de police militaire de l'OTAN.
- 29 décembre : 
  - Covid-19 : 2 012 nouveaux cas, 2 638 guéris et 25 décès, dont Amiran Gamrelidzé, directeur du Centre national de contrôle des maladies et de santé publique.
  - Le président américain Donald Trump signe le budget fédéral américain de 2021, comprenant 132 millions de dollars d'aide étrangère à la Géorgie. Le budget prévoit également que le secrétaire d’État doit publier un rapport dans les 90 prochains jours sur le développement démocratique de la Géorgie.
  - Le Parlement approuve à l'unanimité le budget de 2021 de 18,4 milliards de GEL. L'opposition continue de boycotter le Parlement.
- 30 décembre : Le Parlement adopte le budget de 2021, comprenant des dépenses totales de 18,39 milliards de laris, soit une augmentation de plus de 4 milliards malgré une forte baisse des revenus liée à la pandémie.

## Décès
- 18 avril : Rezo Essadzé, réalisateur[489].
- juin : Guiorgui Chakarachvili, jeune footballer de 19 ans dont la mort devient un sujet médiatique national.
- juillet : Tamar Batchaliachvili, une spécialiste en informatique en 23 ans, dont la mort devient un sujet médiatique national.
- 2 décembre : Koba Davitachvili, ancien député au Parlement de Géorgie.
- 10 décembre : Alexandre Rekhviachvili, réalisateur.
- 21 décembre : Gogui Kavtaradzé, acteur et réalisateur.
- 27 décembre : Julieta Vachakmadzé, journaliste depuis 1957.
- 28 décembre : Alexandre Khomeriki, chanteur d'opéra.
- 2 276 décès liés à la pandémie de Covid-19.